# Sư tử
Sư tử (Panthera leo) là một trong những loài đại miêu của họ Mèo, chi Báo. Được xếp mức sắp nguy cấp trong thang sách Đỏ IUCN từ năm 1996, các quần thể loài này ở châu Phi đã bị sụt giảm khoảng 43% từ những năm đầu thập niên 1990. Trong văn hóa phương Tây, sư tử được mệnh danh là "chúa tể rừng xanh" (king of the jungle) hay "vua của muôn thú" (king of beasts). Sư tử là loài dị hình giới tính; con đực lớn hơn con cái với phạm vi trọng lượng điển hình từ 150 đến 200 kg đối với con đực và 120 đến 182 kg (265 đến 400 lb) đối với con cái, và có lực cắn lên đến 1000 PSI đối với con đực trường thành,là loài lớn thứ nhì họ Mèo sau hổ Đông Bắc Á. Sư tử đực có thể dễ dàng được nhận ra từ xa bởi bờm của chúng. Sư tử hoang hiện sinh sống ở vùng châu Phi hạ Sahara và châu Á (nơi quần thể còn sót lại cư ngụ ở vườn quốc gia Rừng Gir thuộc Ấn Độ), các phân loài sư tử tuyệt chủng từng sống ở Bắc Phi và Đông Nam Á. Cho tới cuối Pleistocene, khoảng 10 000 năm trước, sư tử là động vật có vú có phân bố rộng thứ 2 chỉ sau con người. Khi đó, chúng sống ở hầu khắp châu Phi, ngang qua lục địa Á-Âu từ miền Tây Âu tới Ấn Độ, và châu Mỹ từ Yukon tới Peru. Sư tử là loài sắp nguy cấp, chúng đã được liệt kê là loài dễ bị tổn thương trong sách đỏ IUCN kể từ năm 1996 bởi vì những quần thể sư tử ở các nước châu Phi đã giảm khoảng 43% kể từ đầu những năm 1990. Nhiều quần thể sư tử không được bảo vệ bên ngoài những khu vực được chỉ định bảo vệ. Mặc dù nguyên nhân của sự suy giảm chưa được làm rõ một cách đầy đủ, nhưng mất môi trường sống và xung đột với con người là những nguyên nhân lớn nhất.
Sư tử sống từ 10–14 năm trong tự nhiên, trong môi trường giam cầm chúng có thể sống hơn 20 năm. Trong tự nhiên, con đực hiếm khi sống hơn 10 năm, do hậu quả của việc phải đánh nhau liên tục với các đối thủ đồng loại khác. Chúng thường sống ở xavan và thảo nguyên chứ không sống trong những khu rừng rậm rạp. Sư tử có tập tính xã hội khác biệt so với các loài họ Mèo còn lại với lối sống theo bầy đàn. Một đàn sư tử gồm con cái và con non của chúng cùng với một số nhỏ con đực trưởng thành. Các nhóm sư tử cái thường đi săn cùng nhau, chủ yếu săn những loài động vật móng guốc lớn. Chúng là loài động vật ăn thịt đầu bảng chủ chốt và chủ yếu ăn thịt sống, mặc dù chúng cũng sẽ ăn xác thối khi có cơ hội. Một số con sư tử đã được biết đến là có thể săn người, mặc dù đây là điều không thường thấy ở chúng.
Là một trong những biểu tượng động vật được công nhận rộng rãi nhất trong văn hóa loài người, sư tử đã được mô tả rộng rãi trong các tác phẩm điêu khắc và tranh vẽ, trên quốc kỳ, và trong các bộ phim và văn học đương đại. Sư tử đã được nuôi nhốt từ thời Đế quốc La Mã và là một loài chủ chốt được tìm kiếm để triển lãm trong các vườn bách thú trên khắp thế giới kể từ cuối thế kỷ 18. Miêu tả văn hóa của sư tử là nổi bật trong thời kỳ đồ đá cũ; tranh khắc và tranh vẽ từ hang động Lascaux và Chauvet ở Pháp đã có từ 17.000 năm trước, và các mô tả đã xảy ra ở hầu hết các nền văn hóa cổ đại và trung cổ trùng với các phạm vi trước đây và hiện tại của sư tử.

## Từ nguyên
Danh từ "sư tử" trong tiếng Việt là phiên âm Hán-Việt của hai chữ 獅子 (Bính âm: shīzi) trong tiếng Quan thoại phổ thông, còn gọi là con sư (獅). Trong tiếng Trung thượng cổ, từ này được đọc là *sri theo Thượng Phương (2003). Nhiều khả năng, người Hán đã vay mượn tên con sư tử từ người Ba Tư, so sánh với từ sư tử trong tiếng Ba Tư cổ điển là شیر (šêr).
Danh từ "lion" 'sư tử' trong tiếng Anh là từ mượn của leo trong tiếng Latin và λέων (leon) tiếng Hy Lạp cổ đại. Từ אַריֵה lavi trong tiếng Hebrew có lẽ liên quan.

## Phân loại

Hai bản sao được đề xuất cho chi Panthera. Chữ viết trên được dựa trên các nghiên cứu năm 2006 và 2009, trong khi nghiên cứu thấp hơn dựa trên các nghiên cứu năm 2010 và 2011.

Felis leo là tên khoa học được Carl Linnaeus sử dụng vào năm 1758, người đã mô tả con sư tử trong tác phẩm Systema Naturae. Tên chi Panthera được đặt ra bởi nhà tự nhiên học người Đức Lorenz Oken vào năm 1816. Giữa thế kỷ 18 đến giữa thế kỷ 20, 26 mẫu sư tử được mô tả và đề xuất là phân loài, trong đó 11 mẫu được công nhận là hợp lệ vào năm 2005. Chúng được phân biệt dựa trên ngoại hình, kích thước và màu sắc của bờm. Bởi vì các đặc điểm này cho thấy nhiều sự khác biệt giữa các cá nhân, hầu hết các dạng này có thể không phải là phân loài thực sự, đặc biệt là vì chúng thường dựa trên tài liệu của bảo tàng với các đặc điểm hình thái "nổi bật, nhưng bất thường".
Dựa trên hình thái của 58 hộp sọ sư tử trong ba bảo tàng châu Âu, các phân loài krugeri, nubica, Persica và senegalensis được đánh giá khác biệt nhưng bleyenberghi chồng chéo với senegalensis và krugeri. Persica Sư tử châu Á là đặc biệt nhất và sư tử Cape có đặc điểm liên kết với nó nhiều hơn so với các sư tử cận Sahara khác.
Họ hàng gần nhất của sư tử là các loài khác thuộc chi Panthera; hổ, báo tuyết, báo đốm, và báo hoa mai. Kết quả nghiên cứu phát sinh gen được công bố vào năm 2006 và 2009 chỉ ra rằng báo đốm và sư tử thuộc về một nhóm đã chuyển hướng khoảng 2,06 triệu năm trước. Kết quả của các nghiên cứu sau đó được công bố vào năm 2010 và 2011 chỉ ra rằng báo hoa mai và sư tử thuộc cùng một nhóm, chúng phân tách từ 1,95 đến 3,10 triệu năm trước. Tuy nhiên, sự lai tạo giữa sư tử và báo tuyết có thể đã tiếp tục cho đến khoảng 2,1 triệu năm trước.

### Phát sinh học

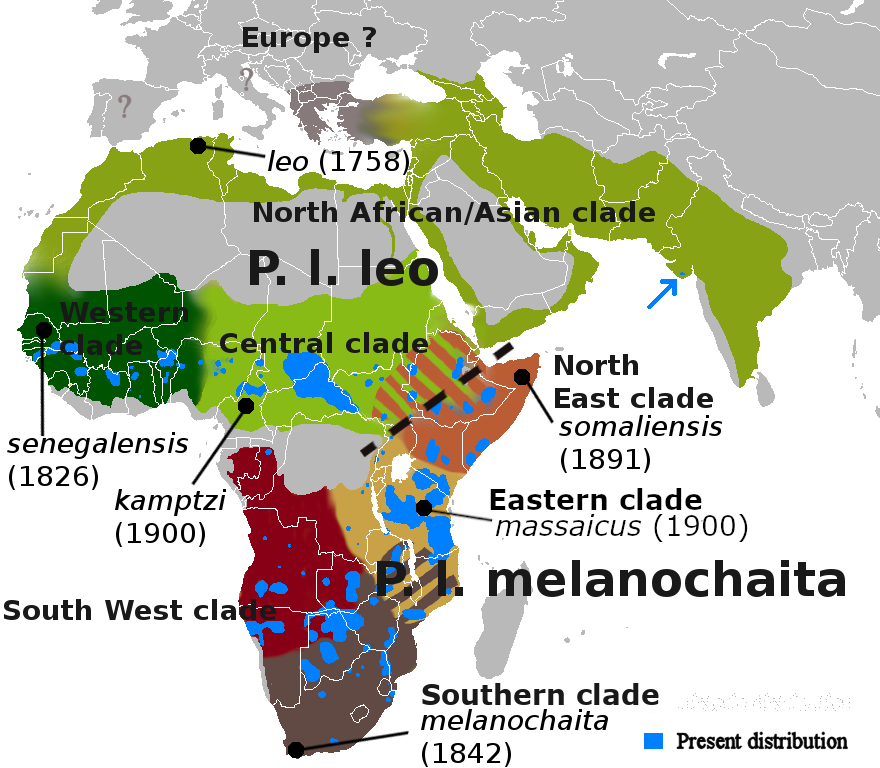
Bản đồ phạm vi bao gồm các nhánh được đề xuất và hai phân loài (P. l. Leo và P. l. Melanochaita) theo nghiên cứu di truyền

Nghiên cứu phát sinh gen sớm đã tập trung vào sư tử Đông và Nam Phi, và đã cho thấy chúng có thể được chia thành hai nhánh chính; một ở phía tây và một ở phía đông của Đới tách giãn Đông Phi. Sư tử ở miền đông Kenya gần gũi về mặt di truyền với sư tử ở Nam Phi hơn là sư tử ở Công viên quốc gia Bologare ở miền tây Kenya. Trong một nghiên cứu tiếp theo, mẫu mô và xương của 32 mẫu sư tử trong bảo tàng đã được sử dụng. Kết quả chỉ ra sư tử tạo thành ba nhóm thực vật học: một nhóm ở châu Á và Bắc Phi, ở Trung Phi và ở Nam Phi. Có tới 480 mẫu sư tử từ tối đa 22 quốc gia được phân tích trong các nghiên cứu phát sinh gen tiếp theo, với kết quả chỉ ra hai nhóm sư tử tiến hóa chính.
Các mẫu của 53 con sư tử, cả hoang dã và nuôi nhốt, từ 15 quốc gia đã được sử dụng để phân tích phát sinh gen. Kết quả cho thấy sự đa dạng di truyền giữa các mẫu sư tử từ châu Á, Tây và Trung Phi, trong khi các mẫu từ Đông và Nam Phi cho thấy nhiều đột biến hỗ trợ nhóm này có lịch sử tiến hóa lâu hơn. Kết quả nghiên cứu về thực vật học sau đó chỉ ra rằng sư tử đã chuyển hướng sang các dòng dõi phía bắc (Bắc - Tây Phi - châu Á) và miền nam (Đông - Nam Phi) khoảng 245.000 năm trước. Sự tuyệt chủng của sư tử ở miền nam châu Âu, Bắc Phi và Trung Đông làm gián đoạn dòng gen giữa sư tử ở châu Á và châu Phi.
Hơn 190 mẫu sư tử đã có sẵn cho nghiên cứu thực vật học, bao gồm tám mẫu sư tử hoang dã từ Cao nguyên Ethiopia. Ba trong số chúng có nguồn gốc ở Công viên Quốc gia Vùng Ogaden, Gambela, Bale cùng với tập hợp các mẫu sư tử từ Chad và Cameroon. Năm mẫu sư tử từ các khu vực khác ở Ethiopia tụ lại với các mẫu sư tử từ Đông Phi. Do đó, các nhà khoa học cho rằng Ethiopia là vùng tiếp xúc giữa hai phân loài.

### Phân loài đã tuyệt chủng

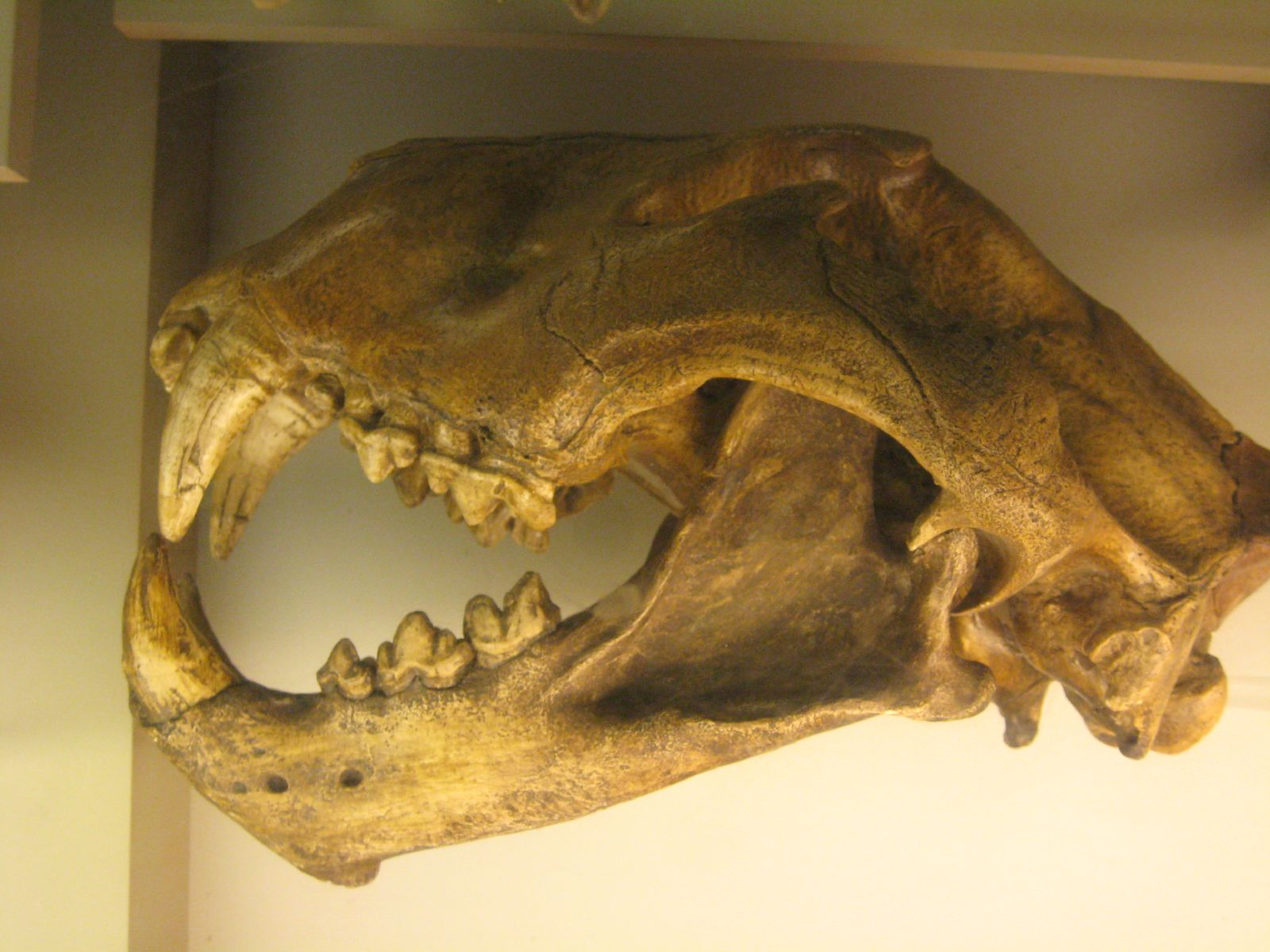
Một hộp sọ sư tử Bắc Mỹ tại Bảo tàng Lịch sử Tự nhiên Quốc gia

Các phân loài sư tử khác hoặc các loài anh em với sư tử hiện đại tồn tại trong thời tiền sử:
- P. leo fossilis, P. fossilis hoặc P. spelaea fossilis, mảnh xương được khai quật ở Đức, Vương quốc Anh, Ý và Cộng hòa Séc được ước tính là từ 680.000 đến 600.000 năm tuổi. Loài này lớn hơn sư tử hiện đại.
- P. l spelaea hoặc P. spelaea mảnh xương đã được khai quật ở châu Âu, Bắc Á, Canada và Alaska. Nó được coi là một dạng P. fossilis có nguồn gốc nhiều hơn, cả hai đều được gọi là sư tử hang động, và có lẽ đã bị tuyệt chủng trong khoảng thời gian từ 14.900 đến 11.900 năm trước. Các mảnh xương lâu đời nhất được biết đến ước tính từ 109.000 đến 57.000 năm tuổi. Nó được mô tả trong các bức tranh hang động đá cổ, chạm khắc ngà voi, và các bức tượng bằng đất sét, cho thấy nó có đôi tai nhô ra, đuôi búi và sọc mờ như hổ. Một vài mẫu vật được mô tả với những vết xù quanh cổ.
- P. l. atrox hoặc P. atrox, được gọi là sư tử Mỹ hoặc sư tử hang động Mỹ, tồn tại ở châu Mỹ từ Canada đến có thể là Patagonia trong Kỷ nguyên Pleistocene. Đây là một trong những phân loài thuộc họ Mèo lớn nhất từng tồn tại; Chiều dài từ đầu- cơ thể của nó được ước tính là từ 1,6m- 2,5m (5 ft 3 in 8 ft 2 in), nó cao 1,2 m (4 ft) tới vai. Hóa thạch gần đây nhất là từ Edmonton và có niên đại đến 11.355 ± 55 năm trước.
- P. l. Sinhaleyus sinh sống ở Sri Lanka vào cuối kỷ Pleistocene và được cho là đã tuyệt chủng khoảng 39.000 năm trước. Phân loài này được Deraniyagala mô tả vào năm 1939 dựa trên một xác chết hóa thạch được tìm thấy trong hang Batadomba.

### Phân loài chưa xác định

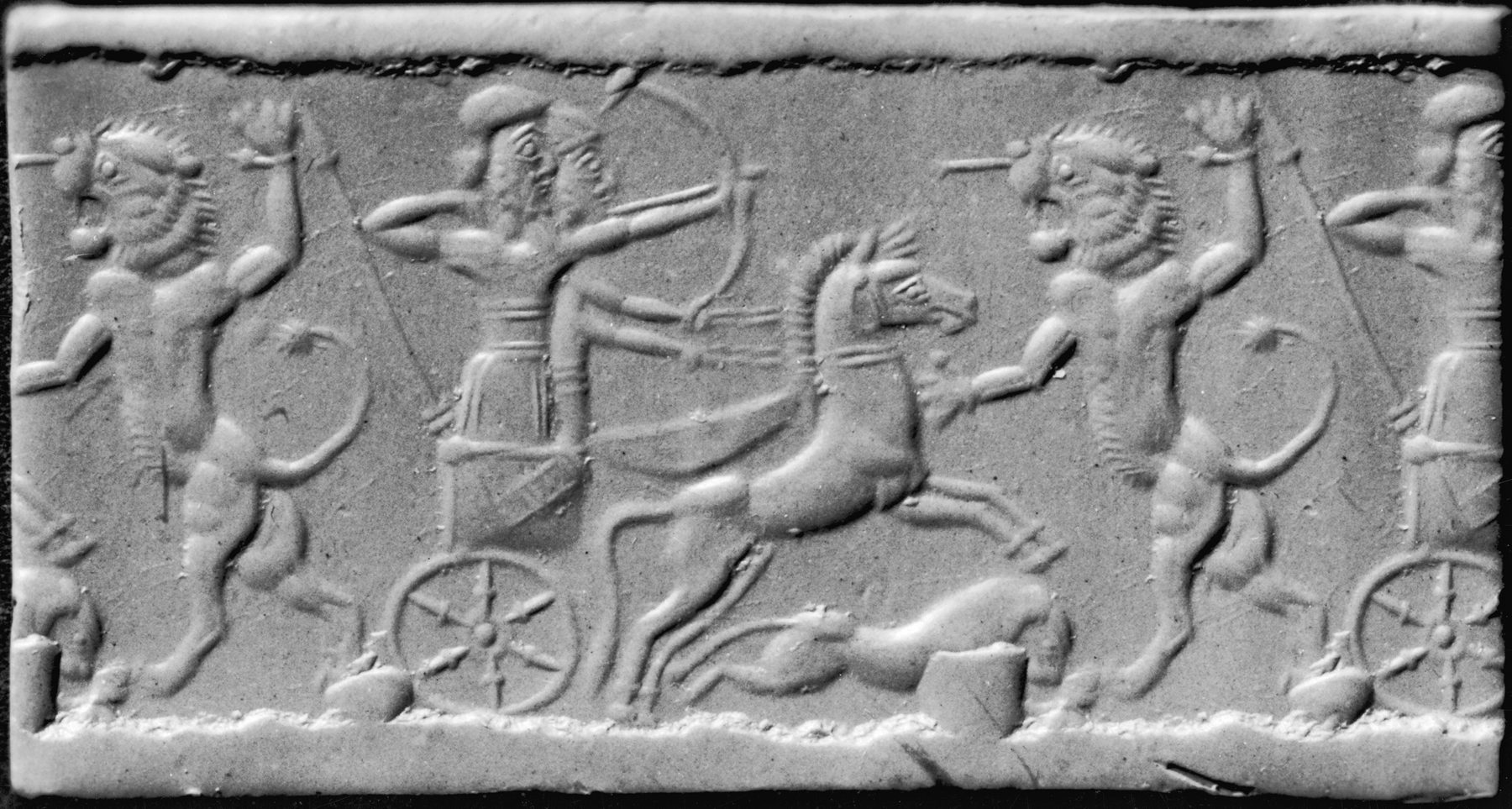
Một con dấu hình trụ từ Elam, Iran, có sự chuyển thể của chủ đề săn sư tử Babylon, 800-600 năm trước Công nguyên, hiện đang ở Bảo tàng Nghệ thuật Walters

- P. l. youngi hoặc Panthera youngi phát triển mạnh mẽ từ 350.000 năm trước. Mối quan hệ của nó với các phân loài sư tử còn tồn tại còn là bí ẩn; nó có lẽ đại diện cho một loài khác biệt.
- P. l. mesopotamica đã được mô tả trên cơ sở một bức phù điêu từ thời kỳ Tân–Assyria được thực hiện từ năm 1000 trước Công nguyên đến năm 600 trước Công nguyên ở Lưỡng Hà cổ đại.
- P. l. europaea đã được đề xuất cho phần còn lại của những con sư tử được khai quật ở Nam Âu cho đến giữa thời kỳ đồ đá mới và thời kỳ đồ sắt sớm.
- P. l. maculatus, được gọi là Marozi hoặc sư tử đốm, đôi khi được cho là một phân loài riêng biệt. Nếu nó là một phân loài không phải là một số ít cá thể có màu sắc khác thường, nó đã bị tuyệt chủng kể từ năm 1931. Nó cũng có thể là một con báo đốm tự nhiên thường được gọi là leopon, mặc dù đây là một nhận dạng ít có khả năng.

### Phân loài còn tồn tại

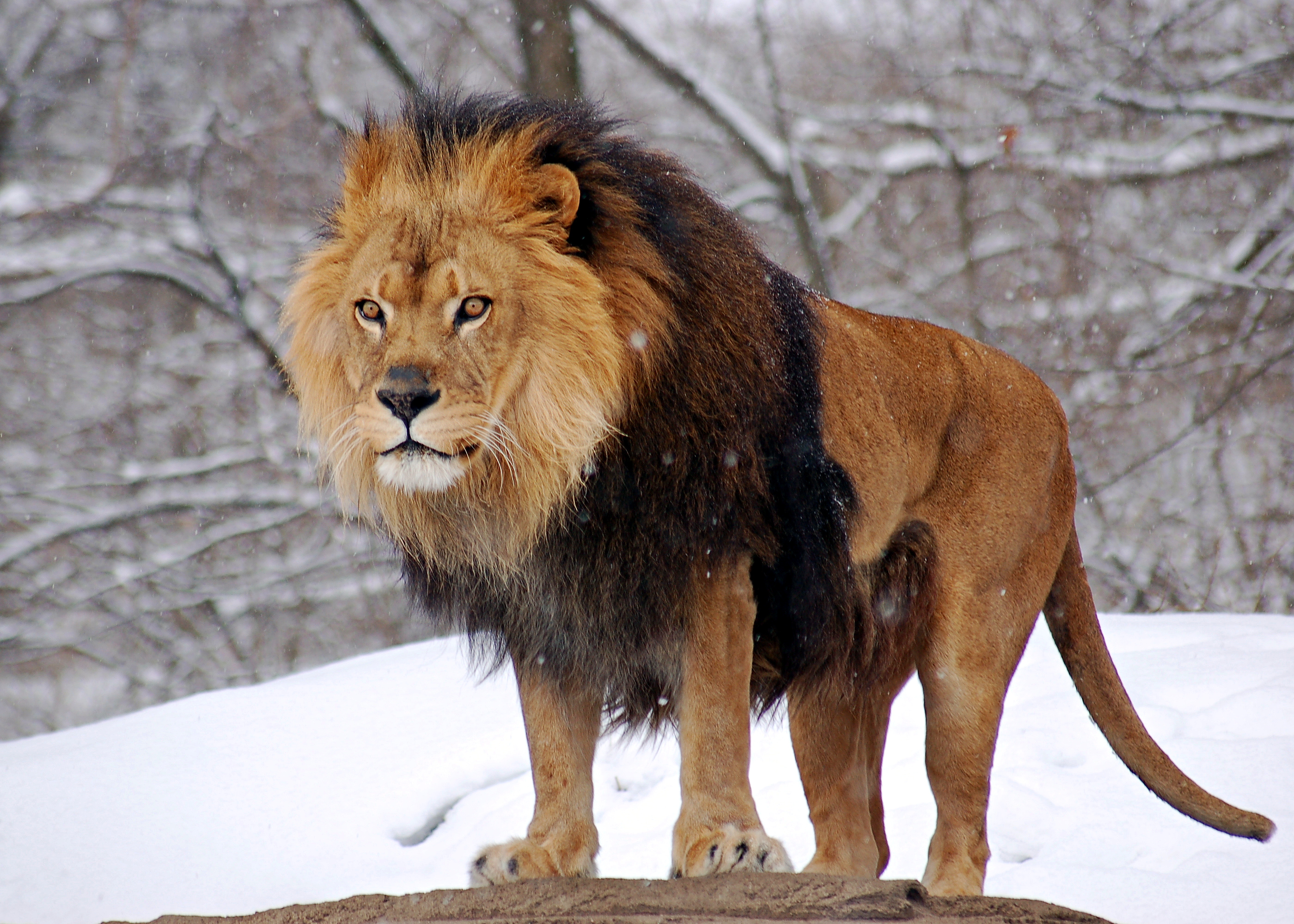
Một sư tử châu Phi trong sở thú Pittsburgh

Sự khác biệt chủ yếu giữa các phân loài sư tử là kích thước, thể hiện qua bộ bờm và khu vực sinh sống. Tuy nhiên, một số phân loài thể hiện những thói quen và sự phù hợp để sinh tồn; ví dụ: sư tử Kalahari có khả năng sinh sống trong điều kiện thiếu nước. Tất cả đều phân bổ ở châu Phi, ngoại trừ duy nhất là sư tử châu Á.
- Panthera leo azandica - sư tử đông bắc Congo.
- Panthera leo bleyenberghi - sư tử Katanga.
- Panthera leo hollisteri - sư tử Congo.
- Panthera leo krugeri - sư tử Nam Phi.
- Panthera leo leo - sư tử Barbary. Chúng là phân loài sư tử lớn nhất, từng sinh sống từ Maroc tới Ai Cập. Con sư tử hoang Barbary cuối cùng bị giết chết ở Maroc năm 1922 do sự săn bắn bừa bãi của con người. Tuy nhiên, may mắn là một số cá thể sư tử vẫn còn sống sót trong điều kiện nuôi nhốt và con người đang cố gắng gia tăng số lượng loài này. Những con sư tử Barbary ngày xưa đã được các hoàng đế La Mã nuôi, để lợi dụng chúng cho những cuộc chiến trên đấu trường. Những nhà quý tộc La Mã như Sulla, Pompey và Julius Caesar, thông thường ra lệnh giết hàng loạt sư tử Barbary - tới 400 con một lần.  Lưu trữ ngày 17 tháng 12 năm 2005 tại Wayback Machine Sư tử Barbary hiện có số lượng trên thế giới chỉ còn khoảng 1.400 con (khoảng 900 con tại Trung - Tây Phi và 500 con tại Ấn Độ).
- Panthera leo massaicus - sư tử Massai.
- Panthera leo melanochaitus - sư tử Hảo Vọng; từng được cho là tuyệt chủng năm 1860. Tuy nhiên, sư tử Hảo Vọng hiện còn khoảng 17.000-19.000 con tại Đông và Nam Phi.[12]
- Panthera leo nubica - sư tử Đông Phi.
- Panthera leo persica - sư tử châu Á. Hiện tại còn khoảng 500 con sinh sống ở khu bảo tồn sinh vật hoang dã Gir thuộc bang Gurajat, Ấn Độ. Đã từng phân bố rộng từ Thổ Nhĩ Kỳ tới Bangladesh, nhưng bầy đàn lớn và các hoạt động ban ngày làm cho chúng dễ dàng bị săn bắn hơn so với hổ hay báo hoa mai.
- Panthera leo roosevelti - sư tử Abyssinia.
- Panthera leo senegalensis - sư tử Tây Phi hay sư tử Sénégal.
- Panthera leo somaliensis - sư tử Somalia.
- Panthera leo verneyi - sư tử Kalahari.

| Phân loài | Mô tả | Hình ảnh |
| --- | --- | -------- |
| Sư tử Barbary (P. l. leo) (Linnaeus, 1758), syn. P. l. nubica (de Blainville, 1843), P. l. somaliensis (Noack, 1891) | Đây là phân loài sư tử phân bố ở Bắc Phi đã tuyệt chủng ở nhiều nơi. Ở Bắc Phi, sư tử bị tuyệt chủng trong khu vực hoang dã do săn bắn quá mức; con sư tử Barbary được biết đến cuối cùng đã bị giết ở Morocco vào năm 1942. Các nhóm sư tử nhỏ có thể sống sót cho đến những năm 1960. Một vài con sư tử bị nuôi nhốt có khả năng đến từ Bắc Phi, đặc biệt là 90 cá thể xuất phát từ bộ sưu tập Hoàng gia Ma Rốc tại Sở thú Rabat. Nó liên quan chặt chẽ về mặt di truyền với sư tử châu Á hơn là sư tử ở Đông và Nam Phi. Nó có liên quan chặt chẽ về mặt di truyền với sư tử châu Á hơn là sư tử ở Đông và Nam Phi. Tại Algérie, Ai Cập, Libya, Maroc và Tunisia, sư tử bị tuyệt chủng theo vùng. |          |
| Sư tử châu Á (P. l. leo) formerly (P. l. persica) (Meyer, 1826) | Ngày nay, quần thể sư tử châu Á chỉ sống sót ở bang Gujarat của Ấn Độ và được liệt kê là có nguy cơ tuyệt chủng. Cho đến cuối thế kỷ 19, phạm vi lịch sử của nó bao gồm miền đông Thổ Nhĩ Kỳ, Iran, trước đây là tỉnh Sind đến miền Trung Ấn Độ. Quần thể ở Ấn Độ đã phục hồi từ bờ vực tuyệt chủng lên đến 411 cá thể trong năm 2010. Nó được bảo vệ trong Vườn quốc gia Gir Forest, và bốn khu vực được bảo vệ trong khu vực. Kết quả của các nghiên cứu thực vật học cho thấy tổ tiên của nó tách ra khỏi sư tử ở châu Phi cận Sahara giữa 203 và 74 nghìn năm trước. Thân nhân gần nhất của nó là sư tử Bắc Phi và Tây Phi.                                                                      |          |
| Sư tử Tây Phi (P. l. leo)formerly (P. l. senegalensis) (Meyer, 1826), syn. P. l. kamptzi (Matschie, 1900) | Mẫu vật của loài này có nguồn gốc ở Senegal. Quần thể này đã được liệt kê là loài cực kỳ nguy cấp vào năm 2015 và còn sống sót ở Tây Phi tại Senegal, Burkina Faso, Benin đến Niger và Nigeria. Nó có thể đã tuyệt chủng ở Mauritanie, Mali, Ghana, Guinea, Bờ Biển Ngà, Gambia, Guinea-Bissau, Sierra Leone và Togo. |          |
| Sư tử Trung Phi (P. l. leo) formerly P. l. azandica (Allen, 1924) | Mẫu vật này là một con sư tử đực từ đông bắc Congo. Quần thể này sống ở Cameroon, Cộng hòa Trung Phi, Chad và Cộng hòa Dân chủ Congo. |          |
| Sư tử Đông Bắc châu Phi (Linnaeus, 1758; Smith, 1842) | Sư tử ở miền bắc Kenya và Đông Bắc Châu Phi có sự kết hợp di truyền giữa quần thể Đông Phi (P. l. Melanochaita) và quần thể trung Phi (P. l. Leo).. |          |
| Sư tử Hảo vọng (P. l. melanochaita) (Smith, 1842) | Loại mẫu có nguồn gốc ở Mũi Hảo Vọng, Cộng hòa Nam Phi. Dân số sống ở tỉnh Cape và Natal, Nam Phi. |          |
| Sư tử Đông Phi (P. l. melanochaita), (P. l. leo) formerly P. l. massaica (Neumann, 1900), syn. P. l. sabakiensis (Lönnberg, 1910), P. l. roosevelti (Heller, 1914); P. l. nyanzae (Heller, 1914); P. l. hollisteri (Allen), 1924) P. l. webbiensis (Zukowsky, 1964) | Một số mẫu vật được mô tả từ các nước vùng Đông Phi. Ở Đông Phi, quần thể sư tử sống ở Ethiopia, Kenya, Somalia, Nam Sudan, Tanzania và Uganda, nhưng đã bị tuyệt chủng ở Djibouti, Ai Cập và Eritrea. Vào năm 2015, bảy con sư tử từ Nam Phi đã được giới thiệu lại vào Vườn quốc gia Akagera của Rwanda. |          |
| Sư tử Nam Phi (P. l. melanochaita) (P. l. leo) formerly P. l. bleyenberghi (Lönnberg, 1914), P. l. krugeri (Roberts, 1929), syn. P. l. vernayi (Roberts, 1948) | Một số mẫu vật đã được mô tả từ các nước vùng Nam Phi. Trọng lượng cơ thể ghi lại của các cá thể cho thấy rằng nó là nặng nhất của sư tử châu Phi hoang dã. Ở Nam Phi, sư tử ở Namibia, Angola và miền bắc Botswana. Ở phần phía tây nam của Cộng hòa Dân chủ Congo, chúng được coi là tuyệt chủng theo vùng. |          |

### Tiến hóa

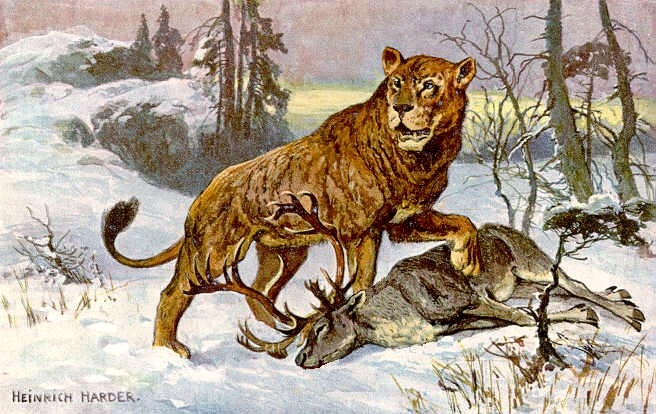
Sư tử hang động (Panthera spelaea) săn một con tuần lộc. Tranh của Heinrich Harder.

Hóa thạch sớm nhất có thể nhận ra là sư tử được tìm thấy tại Hẻm núi Olduvai ở Tanzania và có niên đại từ 1,4 đến 1,2 triệu năm trước. Từ Đông Phi, sư tử sẽ lan rộng khắp lục địa và đến khắp Bắc bán cầu và tiểu lục địa Ấn Độ với sự mở rộng của môi trường sống mở.
Kỷ lục hóa thạch sớm nhất ở châu Âu được tìm thấy gần Pakefield ở Vương quốc Anh và khoảng 680.000 năm tuổi. Các hóa thạch được tìm thấy trong rừng Bed Cromer cho thấy nó có kích thước khổng lồ và đại diện cho một dòng dõi bị cô lập về mặt di truyền và rất khác biệt với sư tử ở Châu Phi và Châu Á. Nó được phân bố trên khắp châu Âu, khắp Siberia và vào phía tây Alaska thông qua vùng đất Beringian. Sự hình thành dần dần của rừng rậm có khả năng gây ra sự suy giảm phạm vi địa lý của nó gần cuối kỷ Pleistocene muộn. Xương sư tử thường được bắt gặp trong các hang động từ thời Eppy, cho thấy sư tử hang động sống sót ở Balkans và Tiểu Á. Có lẽ có một quần thể liên tục kéo dài vào Ấn Độ. Dấu tích hóa thạch sư tử đã được tìm thấy trong các trầm tích Pleistocene ở Tây Bengal.
Sư tử châu Mỹ trỗi dậy khi một quần thể sư tử Beringian bị cô lập ở phía nam dải băng lục địa Bắc Mỹ khoảng 370.000 năm trước. Loài sư tử này lan rộng khắp Bắc Mỹ, nhưng vắng mặt ở phía đông bắc, có lẽ là do sự hiện diện của các khu rừng taiga dày đặc trong khu vực. Nó trước đây được cho là ở thuộc địa phía tây bắc Nam Mỹ như là một phần của Giao lộ lớn của châu Mỹ. Tuy nhiên, tàn tích hóa thạch được tìm thấy trong các hắc ín của Talara, Peru sau đó được xác định là loài báo đốm lớn bất thường. Mặt khác, hóa thạch của một loài họ mèo lớn từ các địa phương của Pleistocene muộn ở miền nam Patagonia theo truyền thống được xác định là một phân loài tuyệt chủng của báo đốm, Panthera onca mesembrina, đã được báo cáo là vẫn còn của một con sư tử. Sư tử hang động Á-Âu và sư tử châu Mỹ đều tuyệt chủng vào cuối thời kỳ băng hà cuối cùng mà không có hậu duệ ty thể ở các lục địa khác.

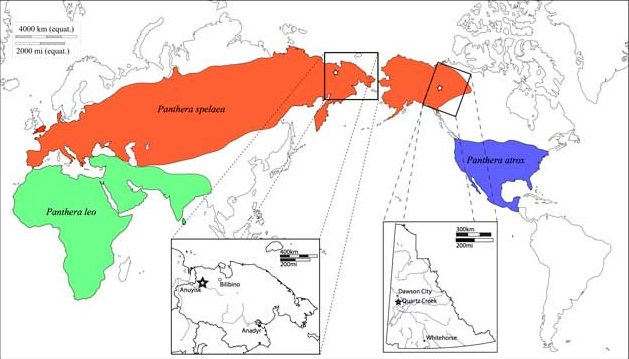
Phạm vi tối đa của các loài sư tử ở cuối kỷ Pleistocene: màu đỏ biểu thị Panthera spelaea, màu xanh dương biểu thị P. atrox và màu xanh lá biểu thị P. leo

Các quần thể sư tử còn tồn tại dường như đã xuống từ các quần thể tị nạn ở Đông và Nam Phi 324.000-169.000 năm trước và di cư đến các khu vực khác của Châu Phi và vào Châu Á khoảng 100.000 năm trước. Dường như sư tử đã tuyệt chủng ở Bắc, Tây và Trung Phi 40.000 201518.000 năm trước do sự gia tăng của khí hậu khô cằn và khi các khu vực này trở nên ẩm ướt hơn 15.000-11.000 năm trước, chúng đã bị tái tổ hợp bởi các quần thể tị nạn từ Trung Đông.

### Lai tạo

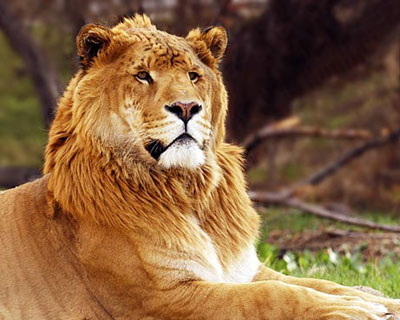
Một con sư hổ(Liger), kích thước của nó lớn hơn nhiều so với bố mẹ và nhiều nhà khoa học cho rằng Liger sẽ không ngừng tăng kích thước trong suốt quảng đời của nó.

Sư tử đã được lai tạo với hổ, thường là hổ Siberia và hổ Bengal, để tạo ra các giống lai được gọi là "sư hổ" (Liger) và "hổ sư" (Tigon). Chúng cũng đã được lai với báo để tạo ra "báo sư".
Sư hổ là con lai giữa sư tử đực và hổ cái. Do không có gen ức chế tăng trưởng từ mẹ hổ, nên gen thúc đẩy tăng trưởng được truyền bởi cha sư tử không bị ảnh hưởng bởi gen điều hòa và sư hổ phát triển lớn hơn nhiều so với bố mẹ. Sư hổ thừa hưởng phẩm chất thể chất và hành vi của cả hai loài bố mẹ; ví dụ, bộ lông của nó có cả đốm và sọc trên nền cát. Sư tử đực là vô trùng nhưng con cái thường có khả năng sinh sản. Con đực có khoảng 50% cơ hội có bờm, sẽ có kích thước khoảng 50% so với bờm sư tử thuần chủng. Sư hổ lớn hơn nhiều so với sư tử và hổ bình thường; chúng thường dài 3,65 m (12,0 ft) và có thể nặng tới 500 kg (1.100 lb).
Hổ sư ít phổ biến là sự giao thoa giữa sư tử và hổ đực. Trái ngược với sư hổ, hổ sư thường tương đối nhỏ so với bố mẹ vì ảnh hưởng gen đối ứng.

## Đặc điểm

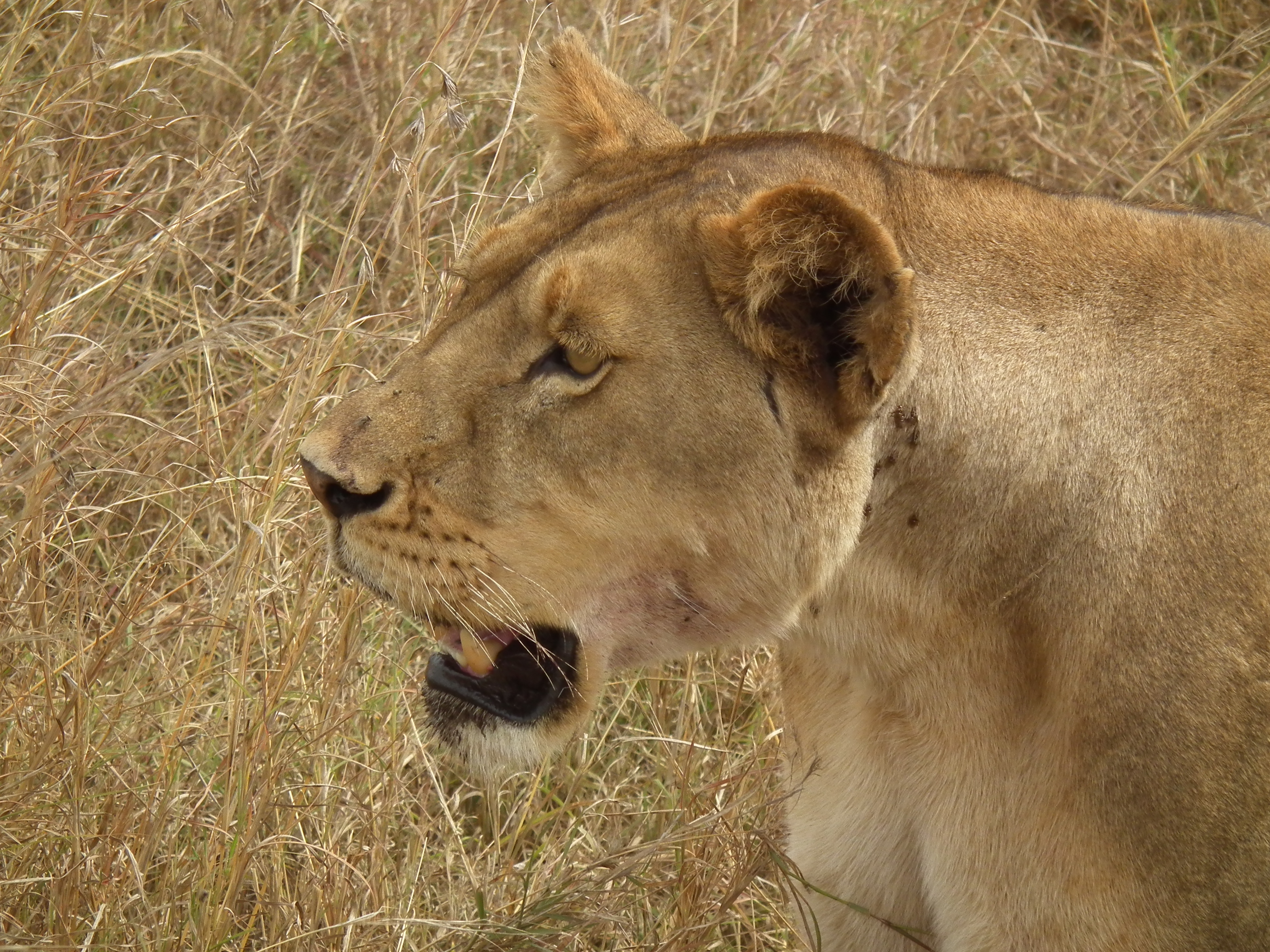
Một con sư tử cái ở Tanzania

Sư tử có cơ bắp chắc nịch, ngực sâu với đầu ngắn, tròn, cổ và tai tròn. Màu lông của nó thay đổi từ màu sáng đến màu xám bạc, đến màu nâu đỏ và nâu đậm. Các phần dưới thường nhẹ hơn, và các con được sinh ra với các đốm đen trên cơ thể của chúng. Những đốm mờ dần khi sư tử đạt đến tuổi trưởng thành, mặc dù những đốm mờ vẫn thường thấy ở chân và phần dưới cơ thể. Sư tử là thành viên duy nhất của gia đình mèo hiển thị hình thái lưỡng cực tình dục rõ ràng. Con đực mạnh hơn con cái, có đầu rộng hơn và bờm nổi bật, bao phủ phần lớn đầu, cổ, vai và ngực. Bờm thường có màu nâu hoặc màu vàng, rỉ sét và đen. Đặc điểm đặc biệt nhất được chia sẻ bởi cả con cái và con đực là phân cuối đuôi có màu tối, riêng con đực có 1 túm lông ở cuối đuôi. Trong một số sư tử, các lông đuôi che giấu một "cột sống" cứng hoặc "thúc đẩy", khoảng 5 mm (0,20 in) chiều dài, hình thành các phần cuối cùng của xương đuôi hợp nhất với nhau. Sư tử là loài thú họ mèo duy nhất có lông duôi, nhưng chức năng của chúng vẫn chưa được biết. Túm lông này chưa mọc lúc sư tử mới sinh, nhưng chúng bắt đầu phát triển khoảng 5 đến 2 tháng tuổi và dễ nhận biết ở tuổi bảy tháng.
Trong số các cá thể họ mèo còn sống, không lai, sư tử chỉ được so sánh với hổ về chiều dài và chiều cao ở vai. Chiều dài của sư tử ngắn hơn một chút so với hổ, ngược lại chiều cao của chúng lại nhỉnh hơn hổ. Hộp sọ của nó là rất tương tự như của hổ, mặc dù khu vực phía trước thường thấp hơn hơn và phẳng, với một vùng hậu môn ngắn hơn một chút và mở rộng mũi hơn so với hổ. Do số lượng biến đổi sọ trong hai loài, thường chỉ cấu trúc của hàm dưới có thể được sử dụng như một chỉ số đáng tin cậy của loài. Kích thước và trọng lượng của sư tử trưởng thành khác nhau trên phạm vi toàn cầu và môi trường sống. Dưới đây là thông số kích thước của một vài cá thể lớn hơn trung bình đang tồn tại ở Châu Phi và Ấn Độ:
| Trung bình     | Con cái | Con đực |
| -------------- | --- | --- |
| Chiều dài      | 140–175 cm (4 ft 7 in–5 ft 9 in)                                                                                                  | 170–298 cm (5 ft 7 in–9 ft 9 in)                                                                                              |
| Chiều dài đuôi | 70–100 cm (2 ft 4 in–3 ft 3 in)                                                                                                   | 90–105 cm (2 ft 11 in–3 ft 5 in)                                                                                              |
| Khối lượng     | 120–182 kg (265–401 lb), 124,2–139,8 kg (274–308 lb) ở Nam Phi, 119,5 kg (263 lb) in East Africa, 110–120 kg (240–260 lb) ở Ấn Độ | 150–250 kg (330–550 lb), 187,5–193,3 kg (413–426 lb) ở Nam Phi, 174,9 kg (386 lb) ở Đông Phi, 160–190 kg (350–420 lb) ở Ấn Độ |

### Bờm
Bờm của sư tử là đặc điểm dễ nhận biết nhất của loài. Nó bắt đầu phát triển khi sư tử khoảng một tuổi. Màu bờm thay đổi và tối dần theo tuổi; nghiên cứu cho thấy màu sắc và kích thước của nó bị ảnh hưởng bởi các yếu tố môi trường như nhiệt độ môi trường trung bình. Chiều dài bờm rõ ràng báo hiệu sự thành công trong các mối quan hệ xung đột giữa các con đực; Những cá thể có màu sẫm hơn có thể có cuộc sống sinh sản dài hơn và tỷ lệ sống của con non cao hơn, mặc dù chúng phải chịu đựng trong những tháng nóng nhất trong năm. Sự hiện diện, vắng mặt, màu sắc và kích thước của bờm có liên quan đến điều kiện tiên quyết di truyền, trưởng thành tình dục, khí hậu và sản xuất testosterone; theo một quy tắc là nếu bờm tối hơn, dày hơn cho thấy một thể trạng khỏe mạnh hơn. Trong Vườn quốc gia Serengeti, những con sư tử cái thích những con đực có bộ lông dày đặc và màu sẫm để giao phối. Mục đích chính của chiếc bờm được cho là bảo vệ cổ và cổ họng trong các cuộc chiến lãnh thổ với các đối thủ. Nhiệt độ môi trường mát mẻ ở các sở thú châu Âu và Bắc Mỹ có thể dẫn đến một bờm nặng hơn. Bờm của sư tử châu Á thường thưa thớt hơn sư tử châu Phi.
Hầu như tất cả các con sư tử đực trong Công viên Quốc gia Pendjari đều không có bờm hoặc có bờm rất ngắn. Sư tử đực không bờm cũng đã được báo cáo ở Sénégal, trong Công viên Quốc gia Dinder của Sudan và ở Công viên Quốc gia Đông Tsavo, Kenya. Sư tử trắng đực gốc từ Timbavati cũng không có bờm. Các hormone testosterone có liên quan đến sự tăng trưởng bờm; sư tử bị thiếu yếu tố này thường có ít hoặc không có bờm vì các tuyến sinh dục ức chế sản xuất testosterone bị loại bỏ trong cơ thể của chúng. Hiện tượng testosterone tăng khiến sư tử cái có bờm được báo cáo ở phía bắc Botswana.
Các bức tranh hang động của những con sư tử hang động tuyệt chủng ở châu Âu hầu như chỉ thể hiện việc săn bắn chúng khi không có bờm; một số cho rằng đây là bằng chứng chúng không có bờm. Bởi vì việc săn bắn thường liên quan đến các nhóm sư tử, tuy nhiên, giả định này vẫn chưa được chứng minh. Trong hang Chauvet là một bản vẽ sơ sài của hai con sư tử không bờm. Một con sư tử hầu như bị che khuất bởi con kia; con sư tử che khuất lớn hơn con bị che khuất và được miêu tả bằng bìu dái. Bờm của sư tử có thể đã tiến hóa khoảng 320.000-190.000 năm trước.

### Sự khác biệt về màu sắc

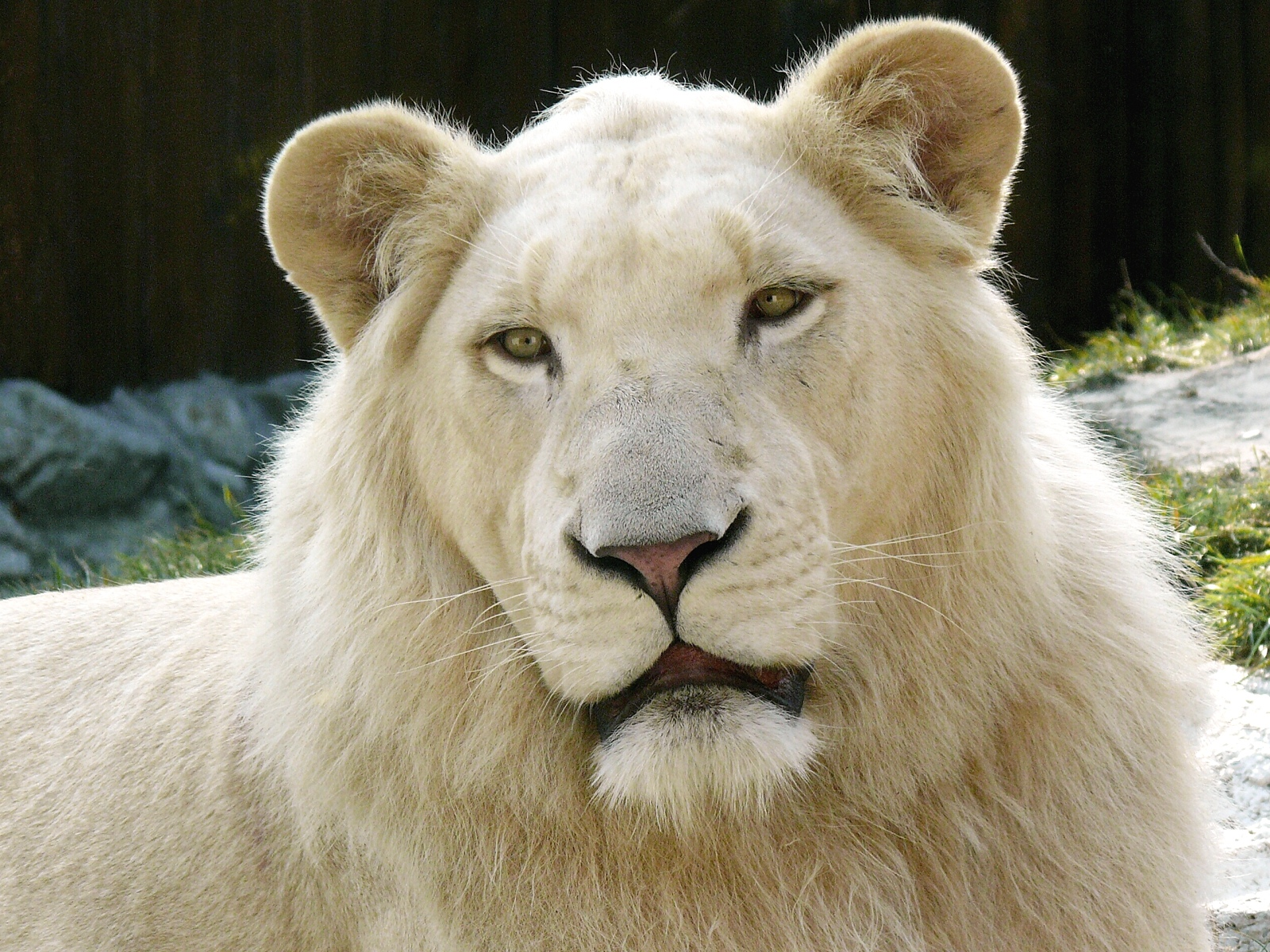
Một con sư tử trắng.

Sư tử trắng là một hình thái hiếm gặp với một tình trạng di truyền được gọi là leucism được gây ra bởi một alen lặn kép. Chúng không phải là bạch tạng, chúng có màu này là do gen lặn (đây cũng là nguyên nhân sinh ra hổ trắng, rất nhiều hổ trắng với gen lặn được nhân giống cho các vườn thú và để biểu diễn); Nó có sắc tố bình thường trong mắt và da. Sư tử trắng thỉnh thoảng được bắt gặp trong và xung quanh Vườn quốc gia Kruger và Khu bảo tồn tư nhân Timbavati Game liền kề ở phía đông Nam Phi. Sư tử trắng không có ưu thế khi đi săn; màu trắng của chúng dễ làm lộ chỗ ẩn nấp rình mồi của chúng. Chúng đã được đưa ra khỏi tự nhiên vào những năm 1970, do đó làm giảm nguồn gen sư tử trắng. Tuy nhiên, 17 ca sinh đã được ghi nhận trong năm đàn từ năm 2007 đến 2015. Sư tử trắng được chọn để nhân giống trong điều kiện nuôi nhốt. Chúng được báo cáo đã được nhân giống trong các trại ở Nam Phi để sử dụng làm chiến lợi phẩm để giết trong các cuộc săn bắn.
Một con sư tử trắng châu Á từ Khuzestan, Iran, có màu nâu sẫm với các mảng gần như đen, được mô tả bởi Austen Henry Layard.

## Phân bố và môi trường sống

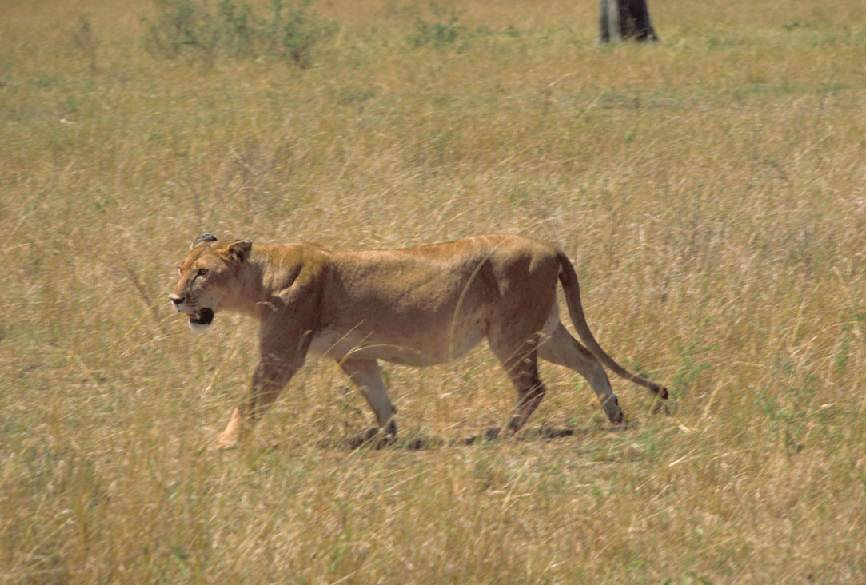
Một con sư tử cái đang đi dạo trên đồng cỏ Xavan châu Phi.

Sư tử là loài động vật sống ở các đồng bằng rộng rãi, và chúng có thể được tìm thấy ở khắp mọi nơi ở châu Phi. Tuy nhiên chúng là loài đang bị đe dọa với quần thể chủ yếu sống chủ yếu ở các vườn quốc gia của Tanzania và Nam Phi. Trước khi loài người chiếm ưu thế thì sư tử là loài động vật chiếm nhiều lãnh thổ nhất hơn bất kỳ loài động vật có vú trên đất liền. Sư tử thích đồng cỏ và thảo nguyên, gần các con sông và rừng cây mở với những bụi cây. Chúng không sống trong rừng nhiệt đới và hiếm khi vào rừng kín. Trên núi Elgon, sư tử đã được ghi nhận lên tới độ cao 3.600 m (11.800 ft) và gần với đường tuyết trên núi Kenya. Sư tử cũng xuất hiện ở đồng cỏ, thảo nguyên với những cây keo rải rác, đóng vai trò là bóng mát cho chúng.
Ở châu Phi, phạm vi của sư tử ban đầu kéo dài hầu hết khu vực rừng mưa nhiệt đới trung tâm và sa mạc Sahara. Vào những năm 1960, nó đã tuyệt chủng ở Bắc Phi, ngoại trừ ở phía nam Sudan. Hiện nay chúng thường được tìm thấy ở Nam Phi, Zimbabwe, Namibia, Botswana và Mozambique. Chủ yếu chúng sinh sống ở những khu vực miền đất rừng, nhưng có thể sinh sống ở khu vực bán sa mạc hay khu vực đất có nhiều bụi rậm. 

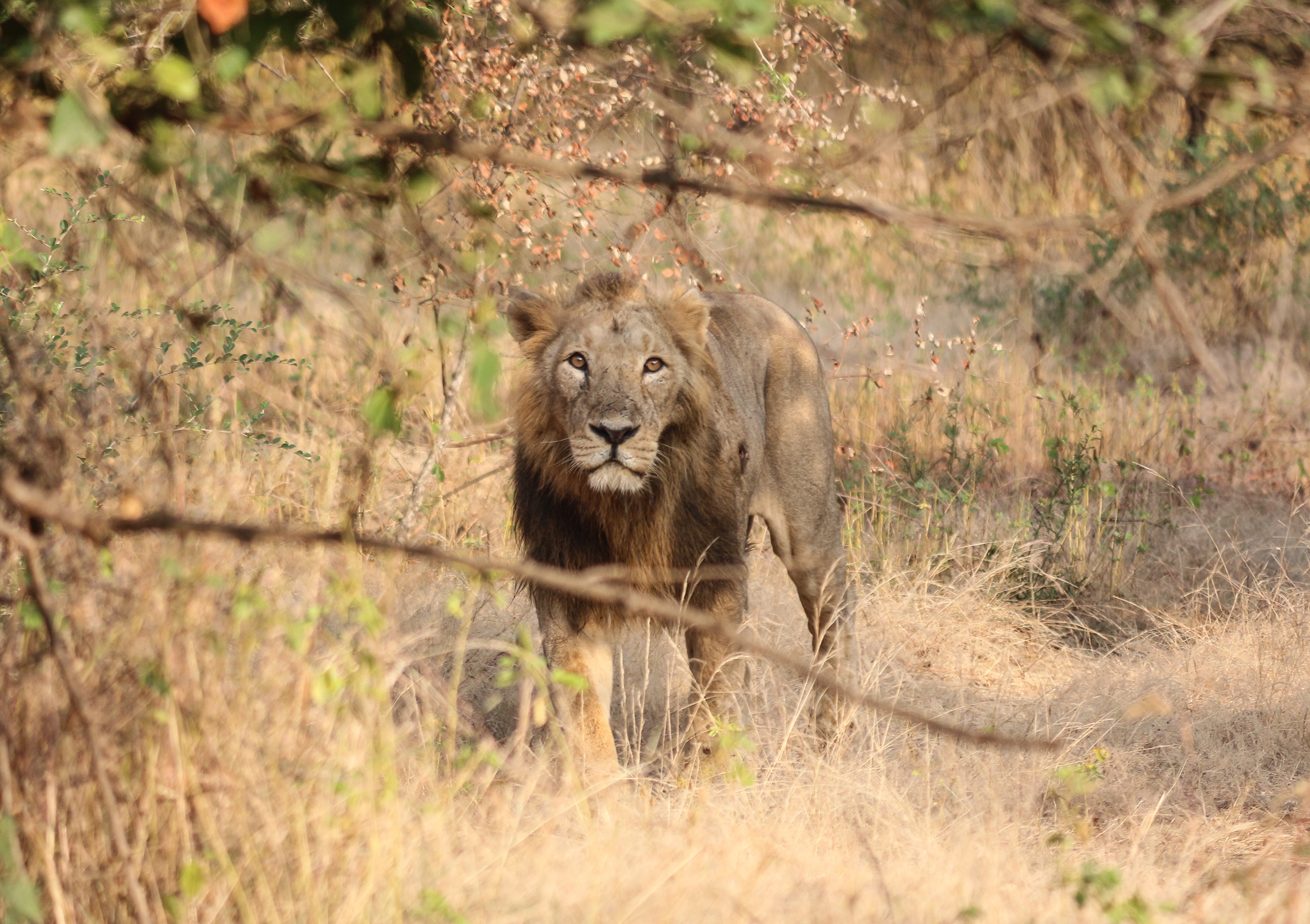
Một con sư tử châu Á ở bang Gujarat của Ấn Độ. Đây là quần thể sư tử duy nhất còn sót lại ở châu Á.

Ở lục địa Á-Âu, sư tử từng có thời gian phân bố rộng từ Hy Lạp đến Ấn Độ; Herodotus báo cáo rằng sư tử đã phổ biến ở Hy Lạp vào năm 480 trước Công nguyên; chúng tấn công những con lạc đà chở hàng của vua Ba Tư Xerxes I trên đường hành quân qua đất nước. Aristotles coi chúng là hiếm vào năm 300 trước Công nguyên và đến năm 100 sau Công nguyên, chúng đã bị tuyệt chủng. Cho đến thế kỷ thứ 10, những con sư tử sống sót ở Kavkaz, tiền đồn châu Âu cuối cùng của chúng. Loài này đã bị xóa sổ ở Palestine vào thời Trung cổ, và từ hầu hết các khu vực còn lại của châu Á sau khi xuất hiện các loại súng có sẵn trong thế kỷ 18. Từ cuối thế kỷ 19 đến cuối thế kỷ 20, nó đã tuyệt chủng ở Tây Nam Á. Vào cuối thế kỷ 19, sư tử đã bị tuyệt chủng ở hầu hết miền bắc Ấn Độ và Thổ Nhĩ Kỳ. Con sư tử sống cuối cùng ở Iran được nhìn thấy vào năm 1942, cách Dezful khoảng 65 km (40 dặm) về phía tây bắc. Xác chết của một con sư tử được tìm thấy bên bờ sông Karun, tỉnh Khūzestān, vào năm 1944. Không có báo cáo đáng tin cậy nào sau đó từ Iran.
Những dấu vết cuối cùng của sư tử châu Á (phân loài Panthera leo persica), trong lịch sử chúng đã từng sinh sống từ Hy Lạp tới Ấn Độ ngang qua Persia, hiện đang sống ở rừng Gir phía tây bắc Ấn Độ. Khoảng 300 con sư tử hiện còn sống trong khu vực rộng 1.412 km² (khoảng 550 dặm vuông) trong khu bảo tồn ở bang Gujarat.

## Tập tính và sinh thái học

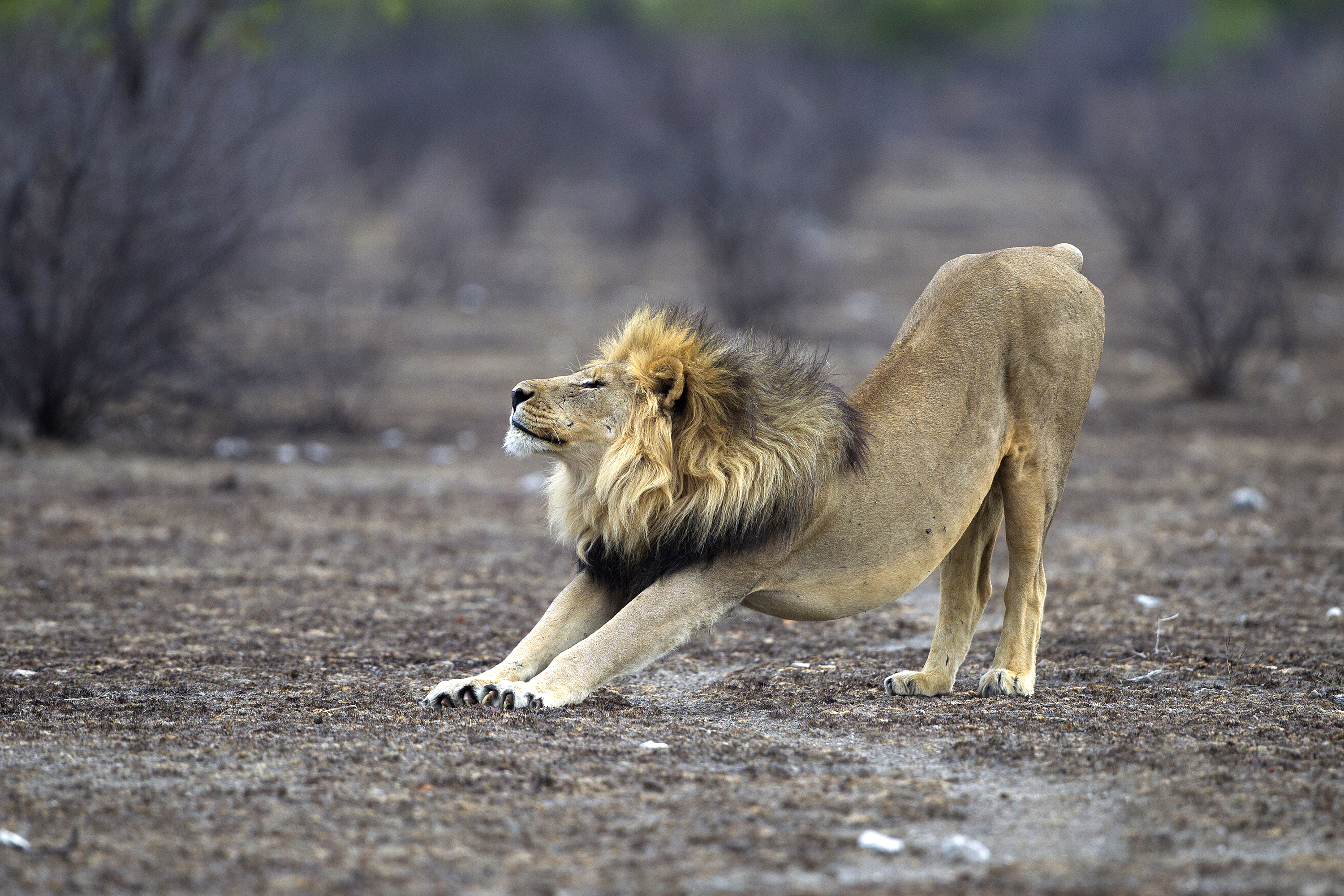
Sư tử đực trưởng thành vươn vai ở Công viên Quốc gia Etosha, Namibia

Sư tử dành phần lớn thời gian để nghỉ ngơi; chúng không hoạt động trong khoảng 20 giờ mỗi ngày. Mặc dù sư tử có thể hoạt động bất cứ lúc nào, mật độ hoạt động của chúng thường đạt đến đỉnh điểm sau hoàng hôn với thời gian giao tiếp, tắm rửa và đại tiện. Các đợt hoạt động không liên tục diễn ra cho đến bình minh, khi việc săn mồi thường diễn ra nhất. Chúng dành trung bình hai giờ mỗi ngày để đi bộ và 50 phút để ăn. Giống như các thú họ mèo khác, khả năng nhìn trong đêm của sư tử rất tốt, làm cho chúng rất linh hoạt về đêm.

### Cấu trúc bầy đàn
Sư tử là loài có tập tính xã hội nhất trong tất cả các loài mèo hoang dã, sống trong các nhóm cá thể có liên quan với con cái của chúng. Một nhóm như vậy được gọi là "bầy đàn" (tiếng Anh: pride). Các nhóm sư tử đực được gọi là "liên minh". Con cái tạo thành một đơn vị xã hội ổn định trong một đàn và không khoan dung với con cái bên ngoài. Theo quy luật, tất cả các con cái trong đàn là có quan hệ họ hàng (bà, bác gái, cô, mẹ, chị em gái). Tư cách thành viên chỉ thay đổi theo sự sinh ra và chết đi của sư tử cái, mặc dù một số con cái rời đi và trở thành một cá thể "du mục". Một đàn trung bình bao gồm khoảng 15 con sư tử, bao gồm một vài con cái trưởng thành và lên đến bốn con đực và đàn con của cả hai giới. Những đàn lớn, bao gồm lên đến 30 cá thể, đã được quan sát. Ngoại lệ duy nhất cho mô hình này là đàn của sư tử Tsavo luôn chỉ có một con đực trưởng thành. Đàn con được tách khỏi đàn của mẹ khi chúng trưởng thành vào khoảng hai hoặc ba tuổi.
Một số sư tử là "kẻ du mục" có phạm vi rộng và di chuyển xung quanh một cách rời rạc, theo cặp hoặc một mình. Các cặp thường xuyên hơn trong số những con đực có liên quan đã bị loại khỏi đàn khi sinh của chúng. Một con sư tử có thể thay đổi lối sống; sư tử đơn độc có thể nhập đàn và ngược lại. Tương tác giữa những sư tử sống theo đàn và sống đơn độc có xu hướng thù địch, mặc dù những con cái trong lúc động dục cho phép những sư tử đơn độc tiếp cận chúng. Con đực dành nhiều năm trong một giai đoạn sống đơn độc trước khi có được nơi cư trú trong một đàn sau đó. Một nghiên cứu được thực hiện tại Vườn quốc gia Serengeti cho thấy các liên minh "du mục" có được quyền cư trú từ 3,5 đến 7,3 tuổi. Trong Vườn quốc gia Kruger, những con sư tử đực phân tán di chuyển ra xa hơn 25 km (16 dặm) khỏi đàn tự nhiên của chúng để tìm kiếm lãnh thổ của chính chúng. Sư tử cái ở gần với đàn tự nhiên của chúng. Do đó, sư tử cái trong một khu vực có quan hệ gần gũi với nhau hơn so với sư tử đực trong cùng khu vực.
Khu vực bị chiếm giữ bởi một đàn được gọi là "vương quốc" trong khi khu vực chiếm đóng của một con sư tử du mục là một "lãnh thổ". Con đực gắn liền với một đàn có xu hướng ở lại rìa, tuần tra lãnh thổ của chúng. Những lý do cho sự phát triển của xã hội ở sư tử cái - rõ rệt nhất trong bất kỳ loài mèo nào - là chủ đề của nhiều cuộc tranh luận. Thành công trong săn mồi gia tăng dường như là một lý do rõ ràng, nhưng điều này không chắc chắn khi kiểm tra; khi chúng phối hợp với nhau để săn mồi thành công hơn. Tuy nhiên, một số con cái đảm nhận vai trò nuôi con có thể bị bỏ lại một mình trong thời gian dài. Các thành viên của đàn có xu hướng thường xuyên đóng vai trò tương tự trong các cuộc săn mồi và trau dồi kỹ năng của chúng. Sức khỏe của những thành viên đảm nhiệm việc săn mồi là nhu cầu chính cho sự sống còn của cả đàn; chúng là những thành viên đầu tiên ăn con mồi tại địa điểm mà nó bắt được. Các lợi ích khác bao gồm lựa chọn họ hàng có thể - tốt hơn là chia sẻ thức ăn với một con sư tử có liên quan hơn với một kẻ lạ - bảo vệ con non, bảo vệ lãnh thổ và đói.
Cả con đực và con cái đều bảo vệ đàn trước những kẻ xâm nhập nhưng sư tử đực thích hợp hơn cho mục đích này nhờ vào cấu trúc cơ thể dường như sinh ra là để chiến đấu, mạnh mẽ hơn. Một số cá thể liên tục dẫn đầu đàn phòng thủ chống lại những kẻ xâm nhập, trong khi những con khác lùi lại phía sau để quan sát. Sư tử có xu hướng đảm nhận vai trò cụ thể trong đàn; các thành viên khác di chuyển chậm hơn. Ngoài ra, có thể có những phần thưởng liên quan đến việc tự lãnh đạo chống lại những kẻ xâm nhập; cấp bậc của sư tử trong đàn được phản ánh trong những phản ứng này. Con đực gắn liền với đàn phải bảo vệ mối quan hệ của chúng với đàn từ những con đực bên ngoài, những kẻ có thể cố gắng chiếm đoạt chúng.
Đàn của sư tử châu Á khác với sư tử châu Phi trong thành phần nhóm. Sư tử đực châu Á đơn độc hoặc liên kết với tối đa ba con đực, tạo thành một đàn lỏng lẻo. Các cặp con đực nghỉ ngơi và ăn cùng nhau, và hiển thị hành vi đánh dấu tại cùng một nơi. Con cái liên kết với tối đa 12 con cái khác, tạo thành một đàn mạnh mẽ hơn cùng với đàn con của chúng. Chúng chia sẻ thức ăn lớn với nhau nhưng hiếm khi chia sẻ thức ăn với con đực. Sư tử cái và đực chỉ liên kết khi giao phối. Liên minh của con đực giữ lãnh thổ trong một thời gian dài hơn so với sư tử đơn lẻ. Con đực trong liên minh gồm ba hoặc bốn cá thể thể hiện một hệ thống phân cấp rõ rệt, trong đó một con đực thống trị những con khác. Những con đực thống trị giao phối thường xuyên hơn so với các đối tác liên minh của chúng; trong một nghiên cứu được thực hiện trong khoảng thời gian từ tháng 12 năm 2012 đến tháng 12 năm 2016, ba con cái đã được quan sát thấy các đối tác giao phối có lợi cho con đực thống trị.

### Săn mồi
Giống như các loài thuộc họ mèo khác, chúng là những con thú săn mồi siêu hạng và là động vật ăn thịt đầu bảng chủ chốt nhờ quần thể con mồi dồi dào. Nhưng không giống các loài khác, chúng đi săn theo bầy và săn bắt các loài thú lớn và nguy hiểm cho những kẻ săn mồi đơn lẻ. Bộ lông màu cát của sư tử hòa lẫn một cách tuyệt vời với màu của những đồng cỏ xavan, giúp chúng ngụy trang thật tốt. Con mồi chủ yếu của chúng là những động vật có vú khác - đặc biệt là động vật móng guốc có kích thước từ trung bình đến lớn - nặng từ 190–550 kg (420-1,210 lb) bao gồm ngựa vằn đồng bằng, linh dương đầu bò xanh, trâu rừng châu Phi, linh dương Gemsbok, hươu cao cổ, hà mã trưởng thành, và thậm chí là voi bụi rậm châu Phi gần trưởng thành, mặc dù đối đầu với những con voi trưởng thành sẽ rất nguy hiểm cho sư tử nên chúng thường sẽ nhắm những con voi con để dễ săn bắt. Khi đơn lẻ, nói chung chúng dễ dàng săn các con mồi nhỏ hơn chúng, bao gồm sơn dương (Connochaetes), linh dương (họ Bovidae), linh dương Gazen (chi Gazella) thỏ rừng và lợn nanh sừng châu Phi (Phacochoerus africanus). Sư tử săn lợn bướu thông thường tùy thuộc vào tình trạng sẵn có, mặc dù loài này nằm dưới phạm vi trọng lượng ưa thích. Những con sư tử sống gần bờ biển còn ăn thịt cả hải cẩu. Sư tử cũng tấn công vật nuôi trong nhà, đặc biệt ở Ấn Độ gia súc đóng góp đáng kể vào chế độ ăn uống của chúng. Nếu có nhiều sự lựa chọn về con mồi, sư tử thường sẽ bỏ qua những con voi, tê giác và hà mã trưởng thành, cũng như những con mồi quá nhỏ như linh dương dik-dik, chuột đá, thỏ đồng và khỉ. Những con mồi bất thường khác bao gồm nhím và bò sát nhỏ. Sư tử cũng giết những kẻ săn mồi khác như báo hoa mai, báo săn và linh cẩu đốm nhưng hiếm khi ăn chúng.
Có sự khác biệt địa phương trong việc lựa chọn con mồi và ở nhiều khu vực, một số lượng nhỏ các loài chiếm phần lớn trong chế độ ăn của sư tử. Trong Công viên Quốc gia Serengeti, linh dương đầu bò, ngựa vằn và linh dương Thomson chiếm phần lớn con mồi của sư tử. Trong Vườn quốc gia Kruger, hươu cao cổ, ngựa vằn và trâu rừng là những loài được săn nhiều nhất. Trong Công viên quốc gia Manyara, trâu rừng được ước tính chiếm khoảng 62% lượng thức ăn của sư tử. Trong Công viên Quốc gia Rừng Gir ở Ấn Độ, nai và Hươu đốm là những con mồi hoang dã được ghi nhận phổ biến nhất. Ở đồng bằng Okavango, con mồi tiềm năng di cư theo mùa. Có tới tám loài chiếm 3/4 khẩu phần ăn của sư tử. Kích thước lớn và tính chất thủy sinh của hà mã khiến sư tử thông thường tránh chạm trán với chúng nhưng sư tử ở Công viên Quốc gia Virunga thỉnh thoảng săn hà mã con, và ở Công viên Quốc gia Gorongosa, chúng cũng được ghi nhận là đã săn hà mã trưởng thành. Trong đầm lầy Savuti ở Công viên quốc gia Chobe Botswana, sư tử đã được quan sát đã săn những con voi bụi rậm châu Phi chưa trưởng thành trong mùa khô, và đôi khi là những cá thể trưởng thành, khi hầu hết động vật móng guốc đã di cư ra khỏi khu vực. Vào tháng 10 năm 2005, một đàn sư tử lên tới 30 con đã giết và tiêu diệt tám con voi châu Phi từ bốn đến mười một tuổi. Tỷ lệ trọng lượng của con mồi với động vật ăn thịt là 10-15: 1 giữa voi và sư tử là tỷ lệ cao nhất được biết đến trong số các động vật có vú trên cạn. 

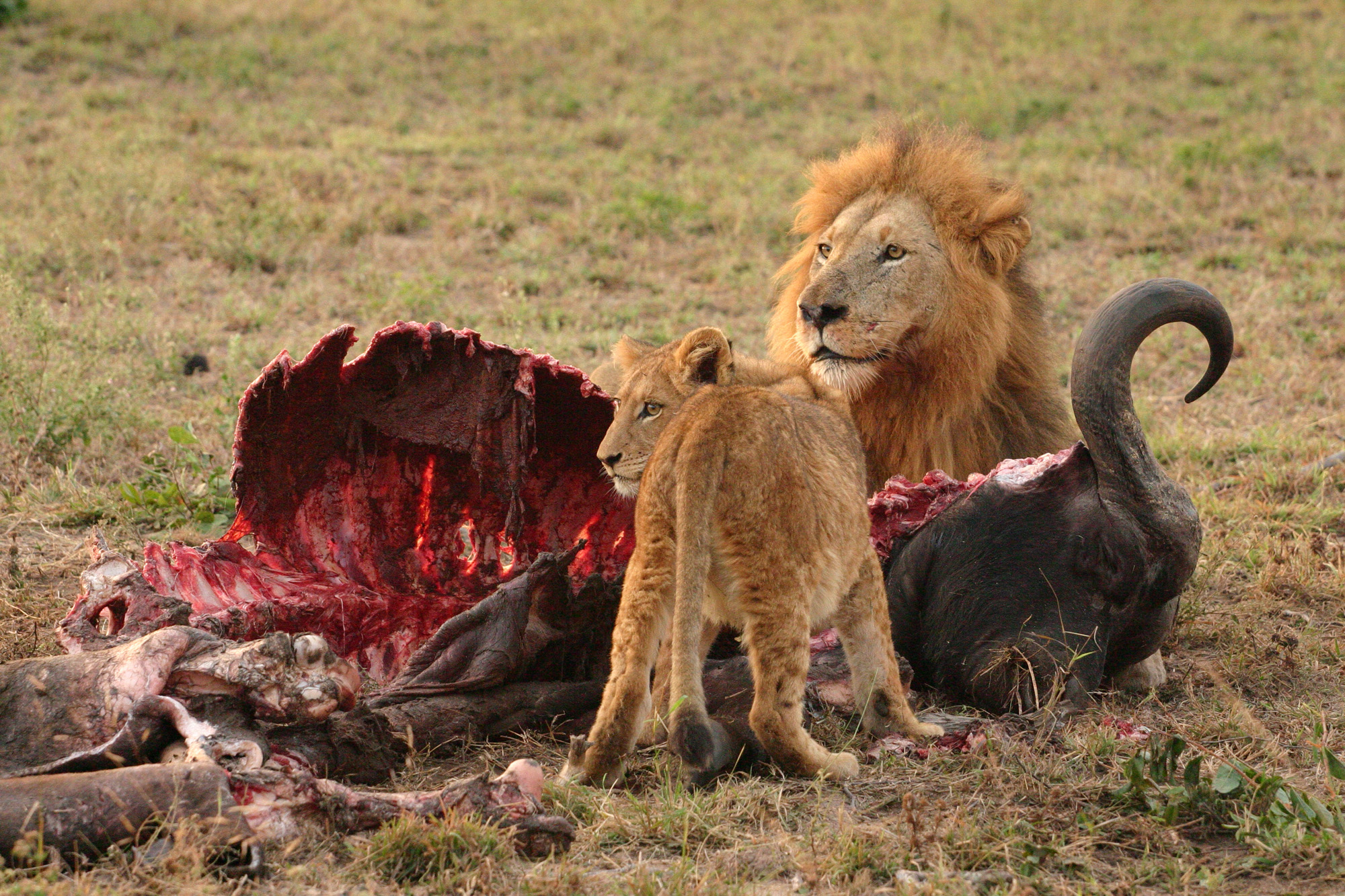
Hai con sư tử sau khi ăn thịt một con trâu rừng lớn.

Cuộc săn mồi của sư tử thường không mất nhiều thời gian và rất uy lực; Khi săn mồi đơn lẻ, chúng giết chết con mồi bằng cách cắn vào cổ để làm gãy cổ hay tổn thương hệ tuần hoàn máu. Khi săn theo đàn, sư tử có thể kìm kẹp con mồi lớn trong khi các con khác cắn cổ hay làm nghẹt thở con mồi bằng cách khóa mõm nạn nhân, không cho nó thở. Chúng cũng giết chết con mồi bằng cách nhét miệng và lỗ mũi con mồi vào hàm, điều này cũng dẫn đến ngạt thở. Sư tử thường ăn mồi tại địa điểm săn mồi nhưng đôi khi kéo con mồi lớn vào một nơi kín đáo. Những con sư tử đực sẽ được ăn mồi đầu tiên, kế tiếp là những con cái và sau cùng là các con non. Đàn con phải chịu đựng nhiều nhất khi thức ăn khan hiếm nhưng nếu không thì tất cả các thành viên đều ăn no, kể cả sư tử già và què, có thể chỉ sống được bằng thức ăn thừa. Con mồi lớn được chia sẻ rộng rãi hơn giữa các thành viên đàn. Một con sư tử cái trưởng thành cần trung bình khoảng 5 kg (11 lb) thịt mỗi ngày trong khi con đực cần khoảng 7 kg (15 lb). Sư tử có thể tự ăn tới 30 kg (66 lb) thịt trong một phiên; nếu không thể tiêu thụ hết lượng con mồi, chúng sẽ nghỉ ngơi trong vài giờ trước khi tiếp tục ăn. Vào những ngày nắng nóng, cả đàn rút lui vào bóng râm với một hoặc hai con đực đứng gác. Sư tử bảo vệ con mồi của chúng khỏi những kẻ ăn xác thối như kền kền và linh cẩu.
Sư tử cũng có thể ăn xác thối khi có cơ hội; chúng ăn xác những động vật chết vì những nguyên nhân tự nhiên như bệnh tật hoặc bị giết bởi những kẻ săn mồi khác. Những con sư tử ăn xác thối luôn giữ một cái nhìn liên tục với những con kền kền lượn vòng trên cao, một loài chim chuyên ăn xác động vật đã thối rữa. Hầu hết xác thối mà cả linh cẩu và sư tử ăn đều bị giết bởi linh cẩu chứ không phải sư tử. Xác thối được cho là cung cấp một phần lớn chế độ ăn của sư tử. Những con sư tử ăn xác thối thường không thích tự tìm kiếm thức ăn, thông thường chúng đẩy lùi các kẻ săn mồi nhỏ hơn hay ít quân số hơn từ con mồi và cướp lấy thức ăn. Sư tử cũng hay bị đuổi khỏi con mồi bởi những kẻ cạnh tranh như các đàn linh cẩu đốm và chó hoang châu Phi khi chúng áp đảo về số lượng.
Sư tử non lần đầu tiên thể hiện hành vi rình rập săn mồi ở khoảng ba tháng tuổi, mặc dù chúng không tham gia săn mồi cho đến khi gần một tuổi và bắt đầu săn mồi hiệu quả khi gần hai tuổi. Những con sư tử đơn lẻ có khả năng hạ con mồi gấp đôi kích thước của chúng, chẳng hạn như ngựa vằn và linh dương đầu bò, trong khi săn những con mồi lớn hơn như hươu cao cổ và trâu một mình thì quá nguy hiểm. Sư tử săn mồi theo đàn thường thành công. Sư tử cái, mặc dù kích thước nhỏ hơn, nhưng chúng thực hiện phần lớn việc săn và giết mồi. Trong các cuộc săn mồi điển hình, mỗi con sư tử cái có một vị trí ưa thích trong nhóm, hoặc rình rập con mồi trên "cánh" sau đó tấn công hoặc di chuyển một khoảng cách nhỏ hơn ở trung tâm của nhóm và bắt con mồi chạy trốn khỏi những con sư tử khác. Những con đực gắn liền với đàn thường không tham gia săn theo nhóm. Sư tử đực tồn tại chủ yếu là để bảo vệ bầy đàn; chúng là những kẻ chiến đấu tuyệt vời (bờm của sư tử là sự tiến hóa để phù hợp với những cuộc giao tranh; bờm cản lại những cú cắn và cào có thể rất nguy hiểm cho tính mạng), nhưng do bộ bờm, kích thước lớn và khó khăn trong ẩn nấp, chúng không hiệu quả trong việc săn mồi. Tuy nhiên, một số bằng chứng cho thấy con đực cũng thành công như con cái; chúng thường là những thợ săn đơn lẻ, phục kích con mồi trong vùng đất nhỏ. Sư tử không được biết đến đặc biệt vì sức chịu đựng của chúng - ví dụ, trái tim của một con sư tử chỉ chiếm 0,57% trọng lượng cơ thể của nó và con đực chiếm khoảng 0,45% trọng lượng cơ thể của nó, trong khi trái tim của linh cẩu chiếm gần 1% trọng lượng cơ thể. Do đó, sư tử chỉ chạy nhanh trong những đợt ngắn và cần phải ở gần con mồi trước khi bắt đầu tấn công. Chúng tận dụng các yếu tố làm giảm tầm nhìn; nhiều cách giết mồi diễn ra gần một số hình thức che phủ hoặc vào ban đêm. Bởi vì sư tử là thợ săn phục kích, nhiều nông dân gần đây đã phát hiện ra rằng sư tử rất dễ nản lòng nếu chúng nghĩ rằng con mồi đã nhìn thấy chúng. Để bảo vệ gia súc của họ khỏi những cuộc tấn công như vậy, nông dân đã thấy hiệu quả là vẽ mắt trên thân của mỗi con bò, điều này thường đủ để khiến những con sư tử săn mồi nghĩ rằng chúng đã bị phát hiện và chọn con mồi dễ dàng hơn. Phần lớn các con mồi vẫn giữ được bình tĩnh khi chúng phát hiện ra sư tử; nói chung sư tử thiếu sức chịu đựng trong những cuộc rượt đuổi kéo dài, ngược lại với chó hoang. Vì vậy mọi con sư tử khôn ngoan đều biết rút ngắn khoảng cách với con mồi hết mức có thể trước khi tung đòn quyết định.
Dù có kích thước lớn nhưng sư tử chạy rất nhanh, nhất là sư tử cái. Sư tử có thể đạt đến tốc độ chạy lên đến hơn 80 km/h  mặc dù chúng chỉ có thể duy trì tốc độ này trong một thời gian ngắn. Sư tử cũng biết bơi và trèo cây nhưng tỏ ra khá vụng về với hai việc này. Sư tử thường trèo lên cây để đánh cắp mồi của báo hoa mai hay bơi qua sông để theo sau các bầy thú vượt sông hoặc đi tìm lãnh thổ cho mình (thường là với những con sư tử không có lãnh thổ). Khác với hổ, khi bị sư tử tấn công, ta không thể thoát bằng cách trèo lên cây nhưng nếu nhảy xuống sông sư tử sẽ không đuổi theo vì chúng không tự tin khi xuống nước.

### Thiên địch

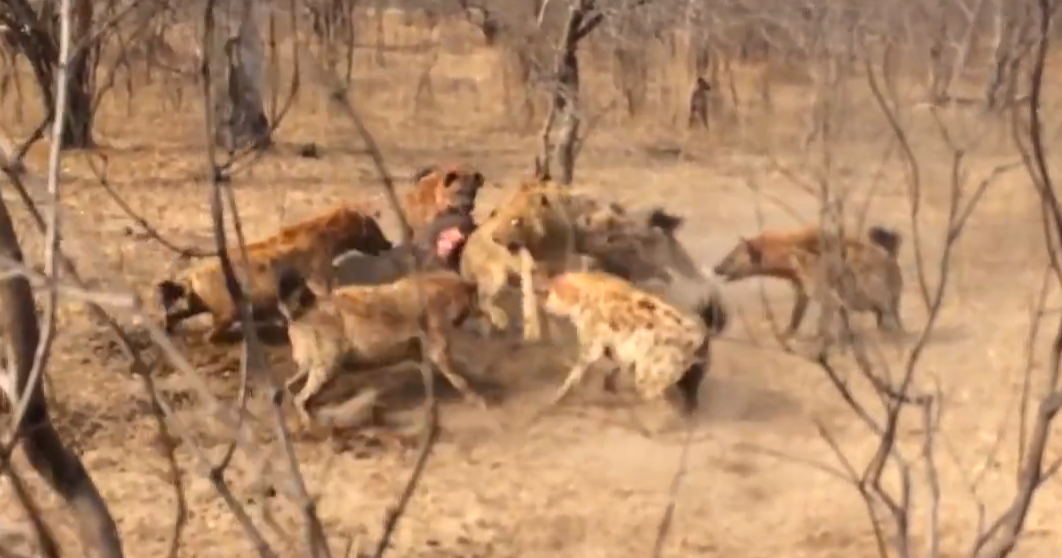
Sư tử bị đàn linh cẩu tấn công

Sư tử và linh cẩu đốm được phát hiện là chiếm một vùng sinh thái tương tự và nơi chúng cùng tồn tại, chúng cạnh tranh với nhau để kiếm con mồi và xác chết; đánh giá dữ liệu qua một số nghiên cứu cho thấy sự chồng chéo về chế độ ăn uống là 58,6%. Sư tử thường không quan tâm đến linh cẩu đốm, trừ khi sư tử vừa săn được mồi và bị linh cẩu quấy rầy, trong khi linh cẩu có xu hướng phản ứng rõ ràng với sự hiện diện của sư tử, có hoặc không có sự hiện diện của thức ăn. Sư tử cướp mồi của linh cẩu đốm được ghi nhận trong miệng núi lửa ở khu bảo tồn Ngorongoro, nơi mà thông thường các con sư tử sống phần lớn nhờ con mồi của linh cẩu, khiến tỷ lệ linh cẩu tự săn mồi sống tăng lên. Trong vườn quốc gia Chobe của Botswana, tình hình đã đảo ngược; linh cẩu thường xuyên thách thức sư tử và đánh cắp con mồi của chúng, lấy thức ăn từ 63% trong số tất cả những con mồi của sư tử. Khi đối mặt với con mồi của sư tử, linh cẩu đốm có thể rời đi hoặc kiên nhẫn chờ đợi ở khoảng cách 30–100 m (100–330 ft) cho đến khi sư tử ăn xong. Linh cẩu đủ táo bạo để ăn mồi cùng với sư tử và buộc sư tử phải bỏ con mồi mà mình săn được. Hai loài tấn công lẫn nhau ngay cả khi không có thức ăn liên quan mà không có lý do rõ ràng. Bị sư tử ăn thịt có thể chiếm tới 71% số ca tử vong của linh cẩu ở vườn quốc gia Etosha. Linh cẩu đốm đã thích nghi bằng cách thường xuyên dụ những con sư tử xâm nhập vào lãnh thổ của chúng để huy động cả đàn bao vây và giết chúng. Khi quần thể sư tử trong Khu bảo tồn quốc gia Maasai Mara của Kenya suy giảm, quần thể linh cẩu đốm phát triển nhanh chóng. Các thí nghiệm trên những con linh cẩu đốm bị giam cầm cho thấy các mẫu vật không có kinh nghiệm trước đó với sư tử hành động thờ ơ với thiên địch của chúng, nhưng sẽ phản ứng một cách sợ hãi với mùi sư tử. Kích thước của sư tử đực cho phép chúng thỉnh thoảng đối đầu với linh cẩu trong những cuộc xung đột và đem lại lợi thế cho chúng.

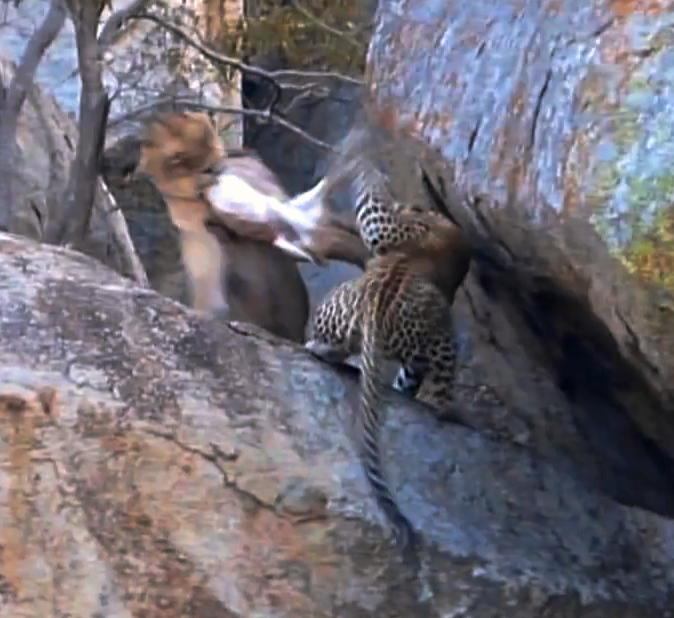
Sư tử cái cướp mồi của một con báo hoa mai ở Công viên quốc gia Kruger, Nam Phi

Sư tử có xu hướng áp đảo những con thú họ mèo nhỏ hơn như báo hoa mai và báo săn nơi chúng cùng tồn tại; sư tử ăn cắp con mồi và thậm chí giết chết đàn con - và thậm chí cả con trưởng thành của hai loài này khi có cơ hội. Báo săn nói riêng có 50% nguy cơ mất mạng trước sư tử hoặc những kẻ săn mồi khác. Sư tử là kẻ thù chính của báo săn con, trong một nghiên cứu chiếm tới 78,2% số thú non họ mèo bị giết chết. Báo săn tránh các đối thủ cạnh tranh bằng cách sử dụng các khối thời gian (giờ hoạt động) và không gian (môi trường sống) khác nhau. Báo hoa mai có thể trú ẩn trên cây; tuy nhiên, sư tử cái, đôi khi sẽ thành công trong việc leo trèo để lấy con mồi của báo. Sư tử cũng áp đảo những con chó hoang châu Phi, cướp mồi và thậm chí săn những con chó còn nhỏ và đôi khi là cả những con trưởng thành. Mật độ quần thể của chó hoang thấp ở những khu vực có nhiều sư tử. Tuy nhiên, có một vài trường hợp được báo cáo về những con sư tử già và bị thương trở thành con mồi của chó hoang. Sư tử cũng có thể xung đột với cá sấu sông Nile; tùy thuộc vào kích cỡ của cá sấu và sư tử, chúng có thể bị cướp mồi của nhau. Sư tử đã được biết là giết những con cá sấu bò lên trên đất liền, trong khi điều ngược lại thường xảy ra với sư tử nếu chúng đi xuống nước, bằng chứng là móng vuốt sư tử thỉnh thoảng được tìm thấy trong dạ dày cá sấu.

### Sinh sản và vòng đời

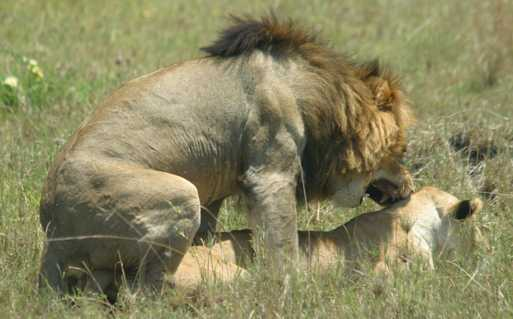
Hai con sư tử đang giao phối ở Maasai Mara, Kenya.

Hầu hết các con sư tử cái sinh sản vào lúc chúng được bốn tuổi. Sư tử không giao phối vào một thời điểm cụ thể trong năm và con cái là đa thê. Giống như những con mèo khác, dương vật của sư tử đực có gai hướng về phía sau. Trong quá trình rút dương vật, các gai cào vào thành âm đạo của con cái, có thể gây rụng trứng. Một con sư tử cái có thể giao phối với nhiều con đực khi chu kỳ động dục.
Khoảng cách thế hệ của sư tử là khoảng bảy năm. Thời gian mang thai trung bình là khoảng 110 ngày; con cái sinh ra một lứa từ một đến bốn con trong một hang hẻo lánh, có thể là một bụi cây, lau sậy, hang động hoặc một khu vực được che chở khác, thường tránh xa đàn. Con cái sẽ thường đi săn một mình trong khi đàn con vẫn ở gần hang. Sư tử con mới sinh chưa mở mắt - mắt chúng mở ra khoảng bảy ngày sau khi sinh. Chúng nặng 1,2-2,1 kg (2,6-4,6 lb) khi sinh và gần như chưa tự làm gì được, chúng bắt đầu bò một hoặc hai ngày sau khi sinh và đi bộ được khoảng ba tuần tuổi. Để tránh sự tích tụ mùi hương thu hút sự chú ý của những kẻ săn mồi, sư tử cái di chuyển đàn con của mình đến một địa điểm mới vài lần một tháng, mang từng con một bằng cách dùng miệng cắn nhẹ sau gáy của con non và mang đi. 

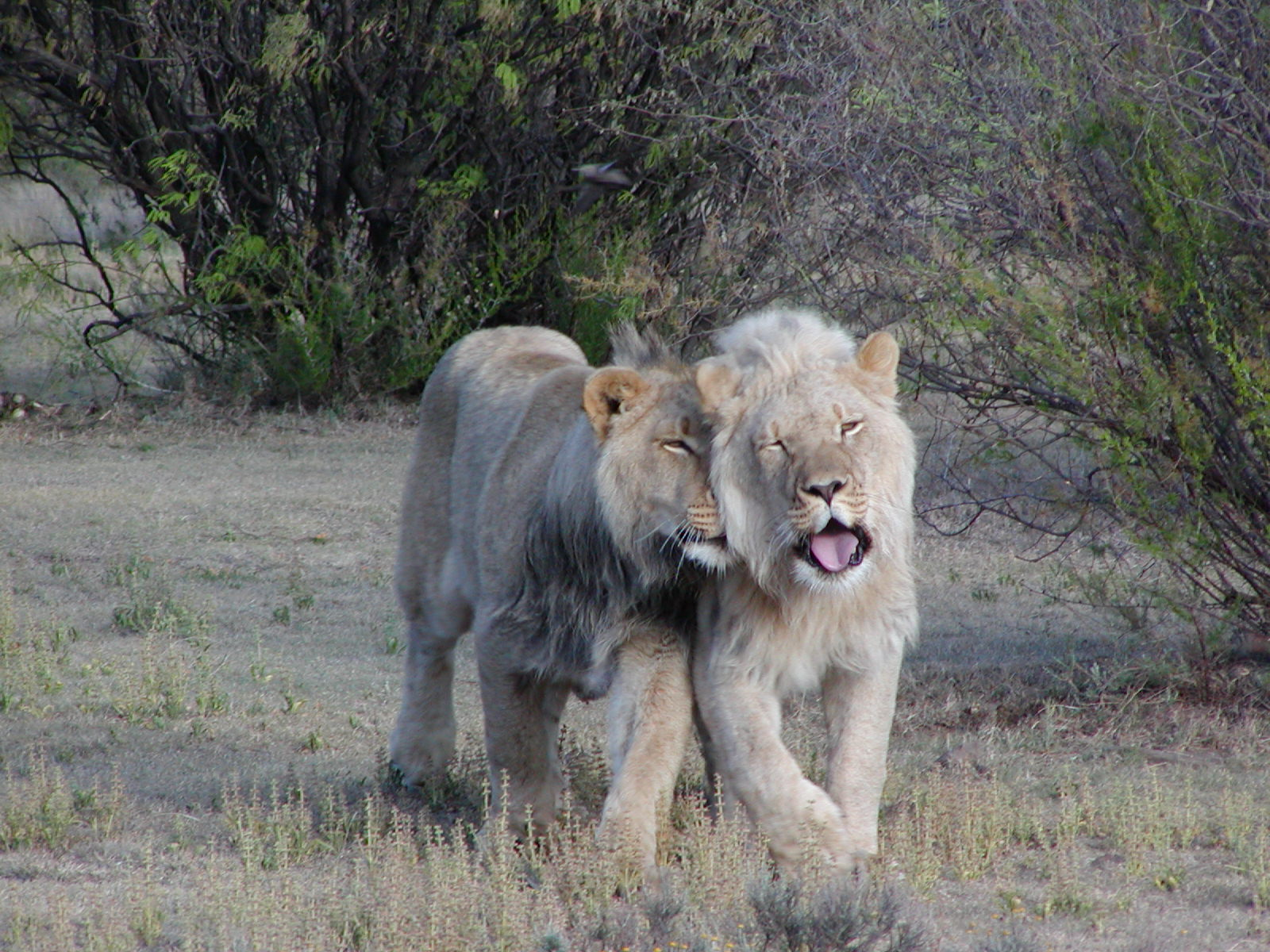
Một cặp sư tử đực

Thông thường, sư tử mẹ không đi hẳn khỏi đàn và con cái trở lại đàn cho đến khi con non được sáu đến tám tuần tuổi. Đôi khi chúng trở lại đàn sớm hơn, đặc biệt nếu những con sư tử khác đã sinh con cùng một lúc. Nhóm sư tử cái thường đồng bộ hóa chu kỳ sinh sản của chúng và nuôi dưỡng con non, con non thường bú bừa bãi từ bất kỳ hoặc tất cả các con cái đang nuôi dưỡng trong đàn chứ không chỉ mẹ chúng. Sự đồng bộ của các ca sinh nở là thuận lợi vì các con phát triển có kích thước gần giống nhau và có cơ hội sống sót ngang nhau, và những con non không bị chi phối bởi các đàn con lớn hơn.
Khi lần đầu tiên được giới thiệu với phần còn lại của niềm tự hào, sư tử con thiếu tự tin khi đối đầu với người lớn khác ngoài mẹ. Tuy nhiên, họ sớm bắt đầu đắm mình trong cuộc sống kiêu hãnh, tuy nhiên, chơi với nhau hoặc cố gắng bắt đầu chơi đùa với những con trưởng thành. [Những con sư tử cái có đàn con của chúng có nhiều khả năng khoan dung với những con sư tử khác hơn những con sư tử không có con. Sức chịu đựng của đàn con thay đổi - đôi khi một con đực sẽ kiên nhẫn để đàn con chơi với đuôi hoặc bờm của nó, trong khi một con khác có thể gầm gừ và đuổi lũ con đi
Cai sữa sẽ diễn ra sau sáu hoặc bảy tháng. Sư tử đực đạt đến độ chín ở khoảng ba tuổi và ở bốn đến năm tuổi có khả năng thách thức và thay thế con đực trưởng thành gắn liền với một đàn khác. Chúng bắt đầu già đi và suy yếu ở độ tuổi từ 10 đến 15 tuổi. Khi một hoặc nhiều con đực mới hất cẳng những con đực trước đó có liên quan đến đàn, những kẻ chiến thắng thường giết chết bất kỳ con non nào hiện có, có lẽ vì con cái không còn dễ tiếp nhận sự giao phối cho đến khi con của chúng trưởng thành hoặc chết. Con cái thường quyết liệt bảo vệ đàn con của mình khỏi một con đực đang chiếm đoạt nhưng hiếm khi thành công trừ khi một nhóm ba hoặc bốn con cái trong đàn hợp lực chống lại con đực. Đàn con cũng có thể chết vì đói và bị bỏ rơi, và bị săn mồi bởi báo, linh cẩu và chó hoang. Có tới 80% những con sư tử con sẽ chết trước hai tuổi.
Cả sư tử đực và cái có thể bị hất cẳng khỏi đàn để trở thành những cá thể đơn độc, mặc dù hầu hết con cái thường ở lại với đàn khi sinh ra. Tuy nhiên, khi một đàn trở nên quá lớn, thế hệ con cái trẻ nhất có thể bị buộc phải rời đi để tìm lãnh thổ của riêng mình. Khi một con sư tử đực mới chiếm lấy một đàn, những con sư tử ở độ tuổi vị thành niên - cả đực và cái - có thể bị đuổi đi. Sư tử của cả hai giới có thể tương tác đồng tính luyến ái. Sư tử được chứng minh là có liên quan đến các hoạt động đồng tính luyến ái và tán tỉnh nhóm; con đực cũng sẽ xoa đầu và lăn lộn với nhau trước khi mô phỏng giao phối với nhau.

### Sức khỏe

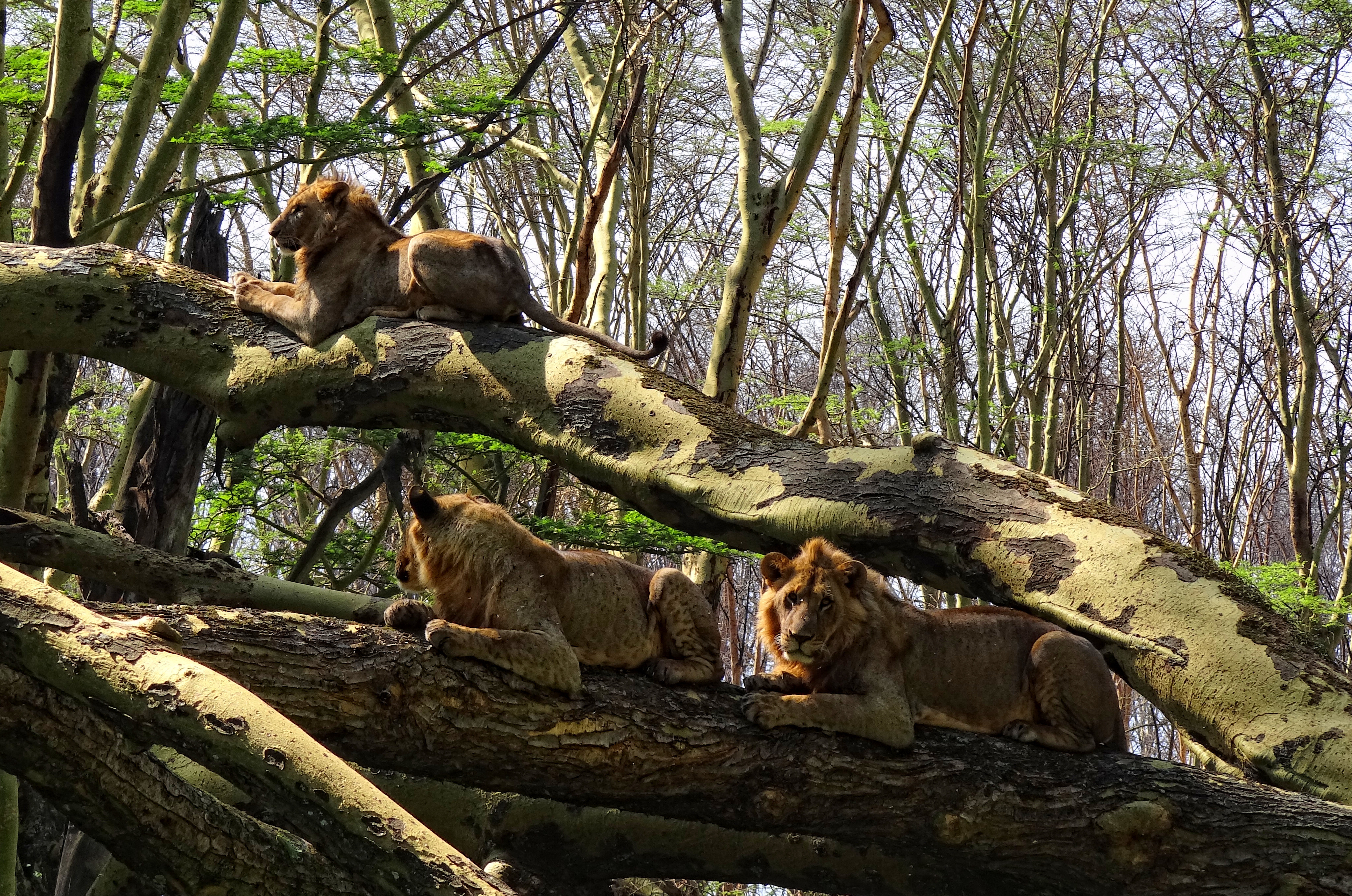
Sư tử Kenya tìm nơi ẩn náu để tránh ruồi đốt bằng cách trèo lên cây gần hồ Nakuru

Mặc dù sư tử trưởng thành không có kẻ thù tự nhiên, bằng chứng cho thấy chúng hầu hết chỉ chết từ các cuộc tấn công của con người hoặc sư tử khác. Sư tử thường gây thương tích nghiêm trọng cho các thành viên của những đàn khác mà chúng gặp phải trong các cuộc tranh chấp lãnh thổ hoặc xung đột giữa các thành viên bầy đàn khi chiến đấu trong lúc tranh giành con mồi. Sư tử tàn tật và đàn con non có thể trở thành nạn nhân của linh cẩu và báo hoặc bị trâu hoặc voi giẫm đạp. Sư tử bất cẩn có thể bị giết khi săn mồi. Một số con mồi (ngựa vằn, hà mã, huơu cao cổ, voi) có thể đánh cho sư tử què hay chết bằng những cú đá hay húc.
Bọ ve thường gây hại cho vùng tai, cổ và háng của sư tử. Các dạng trưởng thành của một số loài thuộc chi sán xơ mít đã được phân lập từ ruột sư tử, đã bị sư tử ăn phải khi còn là ấu trùng trong thịt linh dương. Sư tử trong miệng núi lửa Ngorongoro bị ảnh hưởng bởi sự bùng phát của ruồi chuồng trại vào năm 1962; điều này dẫn đến việc sư tử trở nên hốc hác và phủ đầy những mảng trần, chảy máu. Do sư tử tìm kiếm nơi trú ẩn không thành công để trốn tránh những con ruồi cắn khi trèo cây hoặc bò vào hang của linh cẩu; nhiều cá thể đã chết hoặc di cư và dân số địa phương giảm từ 70 xuống còn 15 cá thể. Một đợt bùng phát gần đây hơn vào năm 2001 đã giết chết sáu con sư tử.
Sư tử, đặc biệt là những cá thể đang bị giam cầm, dễ bị nhiễm virut gây bệnh ở chó (CDV), virus suy giảm miễn dịch mèo (FIV) và viêm màng bụng truyền nhiễm ở mèo (FIP). CDV lây lan bởi chó nhà và các động vật ăn thịt khác; một vụ dịch năm 1994 tại Vườn quốc gia Serengeti dẫn đến nhiều con sư tử phát triển các triệu chứng thần kinh như co giật. Trong khi dịch bệnh bùng phát, một số con sư tử đã chết vì viêm phổi và viêm não. FIV, tương tự như HIV - trong khi không được biết là ảnh hưởng xấu đến sư tử - đủ đáng lo ngại về tác dụng của nó ở mèo nhà mà Kế hoạch sinh tồn của loài khuyến cáo thử nghiệm có hệ thống ở sư tử nuôi nhốt. Virus xảy ra với tần suất cao đến đặc hữu ở một số quần thể sư tử hoang dã nhưng hầu như không có ở sư tử ở châu Á và Namibia.

### Giao tiếp

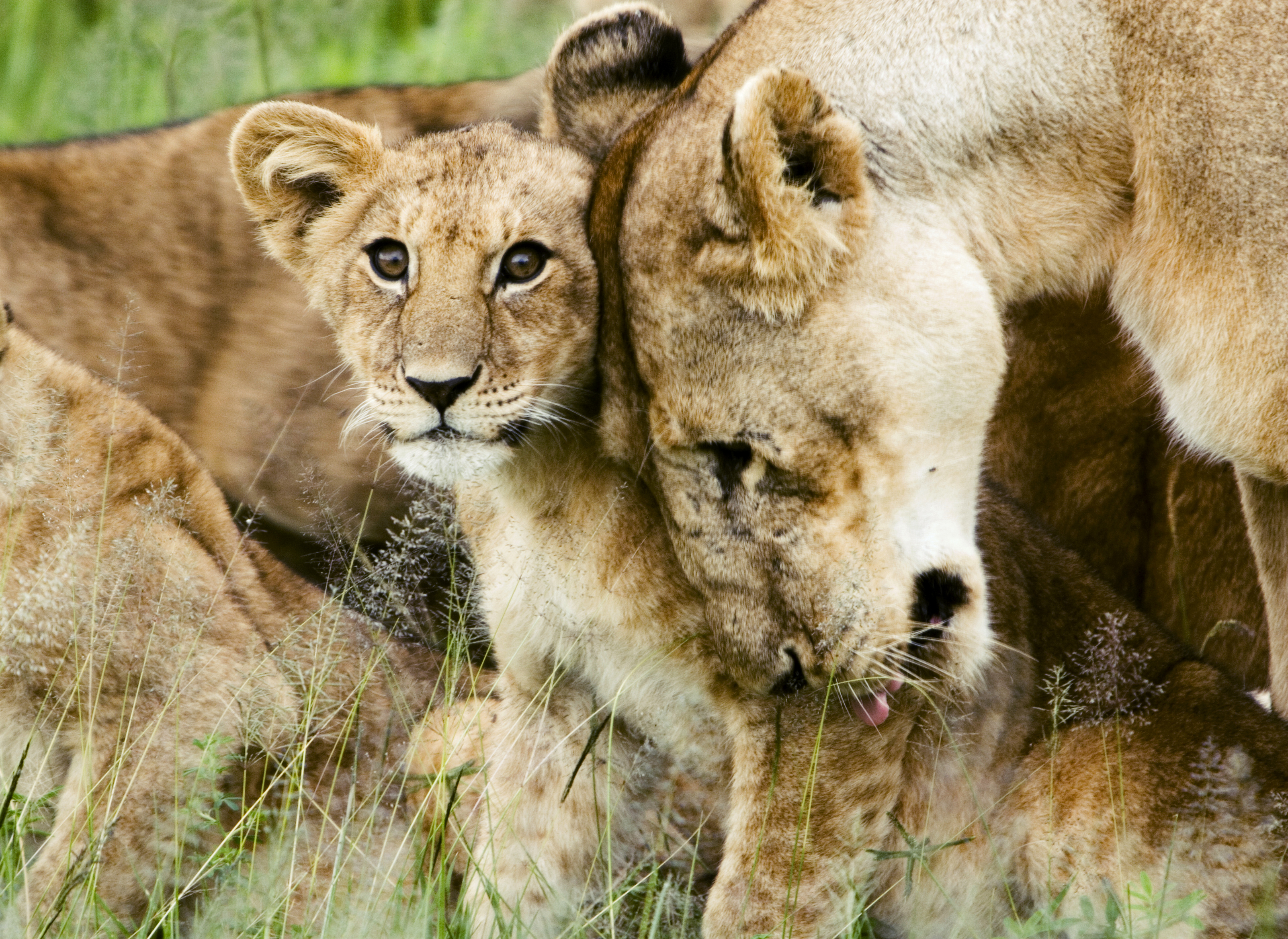
Xoa đầu và liếm là những hành vi xã hội phổ biến trong một đàn sư tử

Khi nghỉ ngơi, tính xã hội hóa ở sư tử xảy ra thông qua một số hành vi; chuyển động biểu cảm của chúng rất phát triển. Các cử chỉ âu yếm, xúc giác phổ biến nhất là xoa đầu và liếm nhau, đã được so sánh với chải chuốt ở loài linh trưởng. Xoa đầu - sự phiền toái của trán, mặt và cổ đối với một con sư tử khác - dường như là một hình thức chào hỏi và thường được nhìn thấy sau khi một con vật bị tách ra khỏi đàn khác hoặc sau một cuộc chiến hoặc đối đầu. Con đực có xu hướng chà xát con đực khác, trong khi những con cái và con non thường tương tác với nhau. Liếm thường xảy ra song song với xoa đầu; nó nói chung là tương hỗ và những con được nhận dường như thể hiện niềm vui. Đầu và cổ là bộ phận phổ biến nhất của cơ thể khi liếm; hành vi này có thể phát sinh từ tiện ích vì sư tử không thể tự liếm những khu vực này.
Sư tử có một loạt các biểu cảm khuôn mặt và tư thế cơ thể đóng vai trò là cử chỉ thị giác. Một biểu hiện trên khuôn mặt phổ biến là "khuôn mặt nhăn nhó" hoặc phản ứng flehmen, mà một con sư tử tạo ra khi đánh hơi các tín hiệu hóa học và liên quan đến một cái miệng mở với hàm răng nhe ra, mõm nheo, mũi nhăn mắt và đôi tai thư giãn. Sư tử cũng sử dụng hóa chất và đánh dấu trực quan; con đực sẽ đánh dấu nước tiểu và cào các mảnh đất và vật thể như vỏ cây trong lãnh thổ. 
Bản mẫu:Sound
Các tiếng động giao tiếp cũng lớn; thay vì các tín hiệu rời rạc, các biến thể về cường độ dường như là trung tâm của giao tiếp. Hầu hết các tiếng kêu của sư tử là các biến thể của gầm gừ, meo meo, rống và gầm thét. Các âm thanh khác được tạo ra bao gồm tiếng rít, tiếng xèo xèo và tiếng vo ve. Sư tử có xu hướng gầm rú một cách rất đặc trưng bắt đầu bằng một vài tiếng gầm dài, sâu lắng xuống thành một loạt những đợt gầm ngắn hơn. Sư tử có tiếng gầm lớn nhất trong họ nhà mèo và tiếng gầm của chúng được coi là một trong những tiếng động lớn nhất mà động vật trên Trái Đất có thể tạo ra. Mấu chốt nguyên nhân sư tử có thể tạo ra tiếng gầm to tới vậy là do nó có một bộ dây thanh quản khá lạ lùng, có thể cho phép chúng phát ra tiếng gầm to và khỏe tới vậy. Phần thanh quản của sư tử còn bao gồm cả hai màng được bao phủ bởi một lớp mỡ mỏng khiến cho âm thanh khi phát ra từ sư tử được khuếch đại một cách tự nhiên thêm nhiều lần (đóng vai trò như một chiếc loa). Chúng thường gầm rú nhất vào ban đêm; âm thanh có thể nghe được từ khoảng cách 8 km (5,0 mi), được sử dụng để thông báo sự hiện diện của chúng nhằm đe dọa những con sư tử đơn độc có ý xâm nhập.

## Bảo tồn

### Ở châu Phi

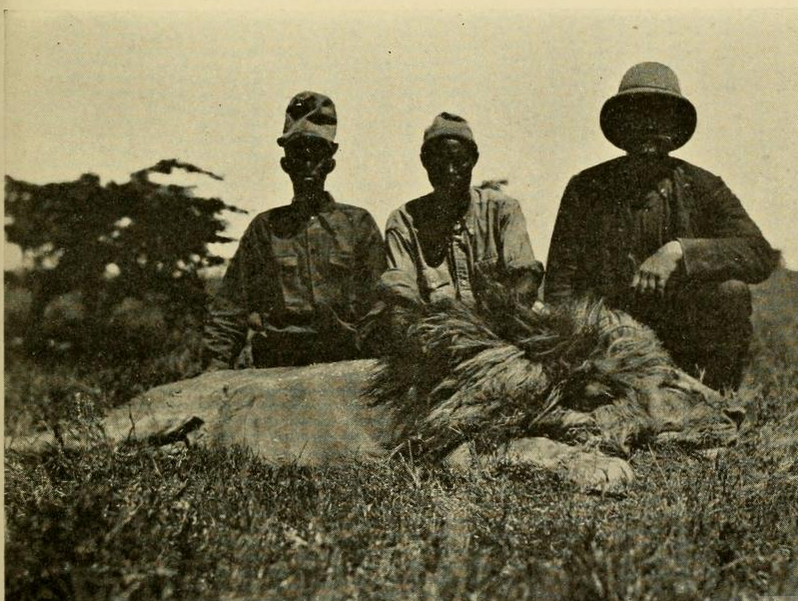
Sư tử đực có bộ bờm màu đen, bị bắn ở vùng đồng bằng Sotik, Kenya (tháng 5 năm 1909)

Hầu hết các con sư tử hiện sống ở Đông và Nam Phi; số lượng của chúng đang giảm nhanh chóng và giảm khoảng 30%-50% mỗi 20 năm vào cuối thế kỷ 20. Chúng được liệt kê là loài sắp nguy cấp trong Sách đỏ IUCN. Vào năm 1975, người ta ước tính rằng từ những năm 1950, số lượng sư tử giảm một nửa xuống còn 200.000 hoặc ít hơn. Ước tính quần thể sư tử châu Phi nằm trong khoảng từ 16.500 đến 47.000 cá thể sống trong tự nhiên vào năm 2002-2004. Nguyên nhân chính của sự suy giảm bao gồm bệnh tật và sự can thiệp của con người. Mất môi trường sống và xung đột với con người được coi là mối đe dọa quan trọng nhất đối với loài mèo lớn này.
Dự án sư tử Ewaso bảo vệ sư tử trong Khu bảo tồn quốc gia Samburu, Khu bảo tồn quốc gia Buffalo Springs và Khu bảo tồn quốc gia Shaba thuộc hệ sinh thái Ewaso Ng'iro ở miền bắc Kenya. Bên ngoài những khu vực này, các vấn đề phát sinh từ sự tương tác của sư tử với con người và vật nuôi của chúng thường dẫn đến việc nhiều người quyết định giết chết những con sư tử.
Công viên quốc gia Kafue của Zambia là nơi ẩn náu chủ chốt của những con sư tử, nơi những đám cháy rừng thường xuyên, không được kiểm soát kết hợp với việc săn bắt sư tử và các loài con mồi làm hạn chế khả năng phục hồi của quần thể sư tử. Khi môi trường sống thuận lợi bị ngập lụt trong mùa mưa, sư tử mở rộng phạm vi nhà và di chuyển khoảng cách lớn hơn, và tỷ lệ tử vong cao. [193]
Vào năm 2015, một quần thể lên tới 200 con sư tử mà trước đây được cho là đã bị tuyệt chủng đã được quay tại Công viên Quốc gia Alatash, Ethiopia, gần biên giới Sudan.

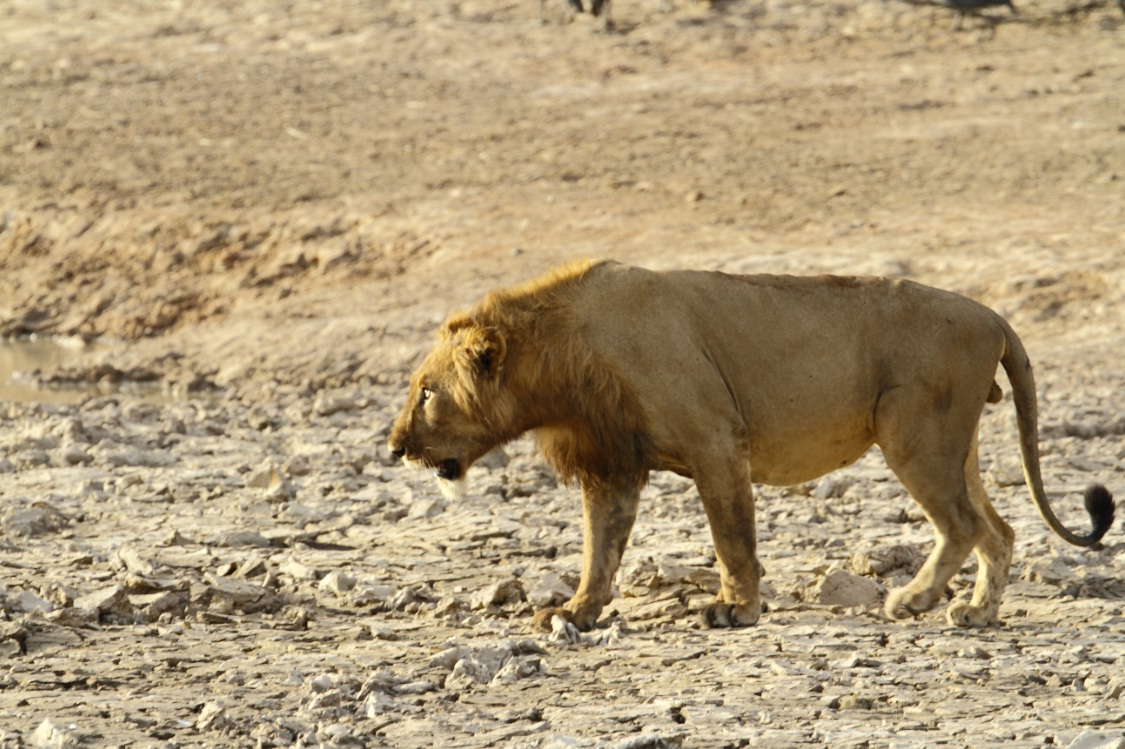
Một con sư tử đực ở Công viên quốc gia Pendjari, Benin. Sư tử Tây Phi được coi là cực kỳ nguy cấp

Quần thể sư tử Tây Phi được phân lập từ một loài ở Trung Phi, với rất ít hoặc không có trao đổi cá thể sinh sản. Năm 2015, ước tính quần thể này bao gồm khoảng 400 con, trong đó có ít hơn 250 cá thể trưởng thành. Chúng tồn tại ở ba khu vực được bảo vệ trong khu vực, chủ yếu là trong một quần thể trong khu phức hợp được bảo vệ bởi Wap, được chia sẻ bởi Bénin, Burkina Faso và Nigeria. Quần thể này được liệt kê là cực kỳ nguy cấp. Các khảo sát thực địa trong hệ sinh thái Wap cho thấy tỷ lệ chiếm hữu sư tử thấp nhất trong Vườn quốc gia W và cao hơn ở những khu vực có nhân viên thường trực và do đó bảo vệ tốt hơn. Một quần thể đang sinh sống ở Công viên quốc gia Waza của Cameroon, nơi có khoảng 14 đến 21 cá thể tồn tại kể từ năm 2009. Ngoài ra, ước tính 50 đến 150 con sư tử có mặt trong hệ sinh thái Arly-Singou của Burkina Faso. Vào năm 2015, một con sư tử đực trưởng thành và một con sư tử cái đã được nhìn thấy ở Công viên quốc gia Mole của Ghana. Đây là những lần đầu tiên nhìn thấy sư tử ở nước này sau 39 năm.
Trong Công viên Quốc gia Cao nguyên Batéké của Gabon, một con sư tử đực duy nhất đã liên tục được ghi lại bằng bẫy ảnh từ tháng 1 năm 2015 đến tháng 9 năm 2017. Năm mẫu tóc của con sư tử này đã được thu thập và so sánh với các mẫu từ mẫu vật của bảo tàng đã được bắn vào khu vực vào năm 1959. Phân tích di truyền cho thấy sư tử Batéké có liên quan chặt chẽ với sư tử bị giết ở khu vực này trong quá khứ. Các mẫu được nhóm với mẫu sư tử từ Namibia và Botswana, làm tăng khả năng sư tử Batéké phân tán khỏi quần thể sư tử Nam Phi hoặc là cá thể sống sót trong quần thể Batéké tổ tiên được coi là tuyệt chủng từ cuối những năm 1990.
Tại Cộng hòa Congo, Công viên quốc gia Odzala-Kokoua được coi là một thành trì của sư tử trong những năm 1990. Vào năm 2014, không có con sư tử nào được ghi nhận trong khu vực được bảo vệ nên quần thể được coi là tuyệt chủng cục bộ. Tại Cộng hòa Dân chủ Congo, có khoảng 150 con sư tử ở Công viên Quốc gia Garamba và 90 con ở Công viên Quốc gia Virunga; Sau đó, một quần thể được hình thành tiếp giáp với những con sư tử ở Uganda. Trong năm 2010, số lượng sư tử ở Uganda được ước tính là 408 ± 46 cá thể trong ba khu vực được bảo vệ bao gồm Công viên Quốc gia Nữ hoàng Elizabeth. Người ta biết rất ít về sự phân bố sư tử và quy mô dân số ở Nam Sudan liền kề. Ở Sudan, sư tử đã được báo cáo ở các tỉnh Nam Darfur và Nam Kordofan trong những năm 1980.

### Ở châu Á

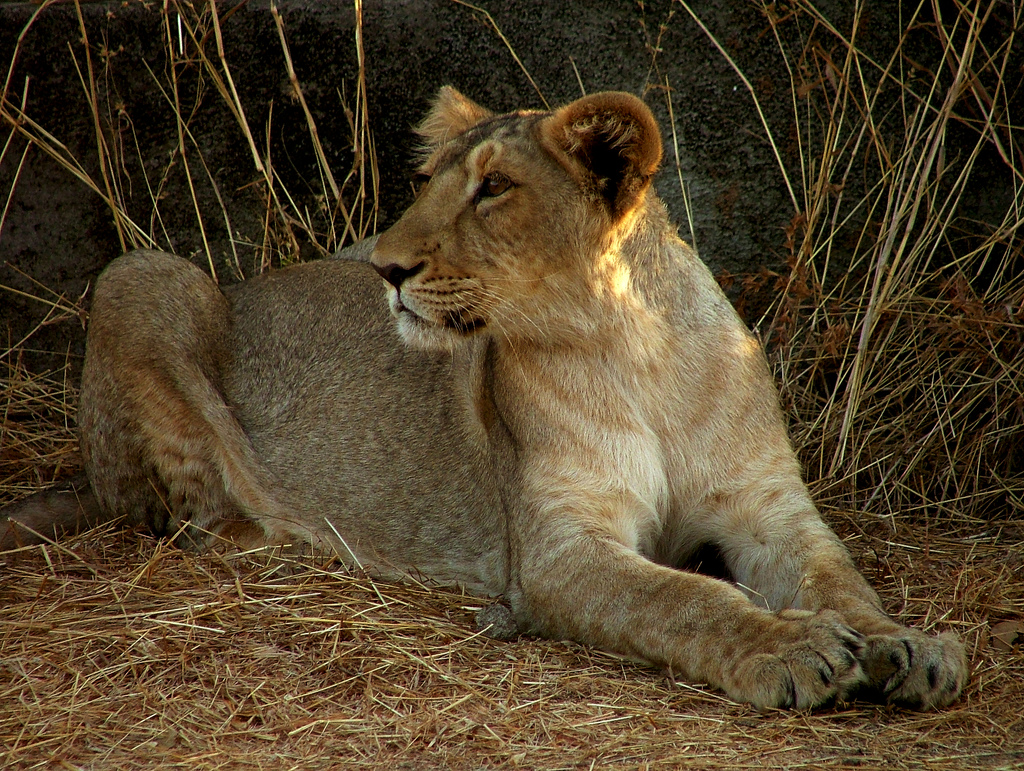
Một con sư tử cái ở vườn quốc gia rừng Gir, Ấn Độ

Nơi ẩn náu cuối cùng của quần thể sư tử châu Á là Vườn quốc gia rừng Gir rộng 1.412 km2 (545 dặm vuông) và các khu vực lân cận trong khu vực Saurashtra hoặc Bán đảo Kathiawar ở bang Gujarat, Ấn Độ. Số lượng đã tăng từ khoảng 180 con sư tử vào năm 1974 lên khoảng 400 con vào năm 2010. Nó bị cô lập về mặt địa lý, có thể dẫn đến cận huyết và giảm đa dạng di truyền. Kể từ năm 2008, sư tử châu Á đã được liệt kê là có nguy cơ tuyệt chủng trong Sách đỏ của IUCN. Vào năm 2015, quần thể đã tăng lên 523 cá thể với diện tích 7.000 km2 (2.700 dặm vuông) ở Saurashtra. Cuộc điều tra quần thể sư tử châu Á tiến hành năm 2017 đã ghi nhận khoảng 650 cá thể.
Sự hiện diện của con người gần Công viên Quốc gia dẫn đến xung đột giữa sư tử, người dân địa phương và gia súc của họ. Một số người coi sự hiện diện của sư tử là một lợi ích, vì chúng kiểm soát được quần thể động vật ăn cỏ gây hại cho cây trồng. Việc thành lập một quần thể sư tử châu Á độc lập thứ hai tại Khu bảo tồn động vật hoang dã Kuno, nằm ở Madhya Pradesh đã được lên kế hoạch nhưng năm 2017, Dự án giới thiệu sư tử châu Á dường như khó có thể được thực hiện.

### Các dự án bảo tồn

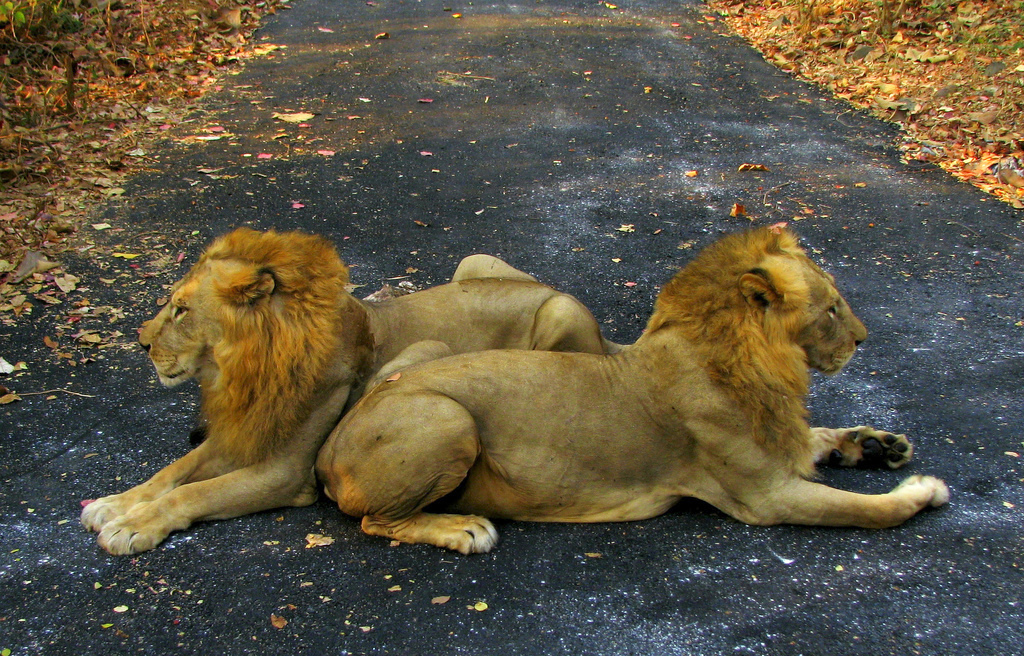
Hai con sư tử đực châu Á, được bảo tồn ở vườn quốc gia Sanjay Gandhi, Mumbai

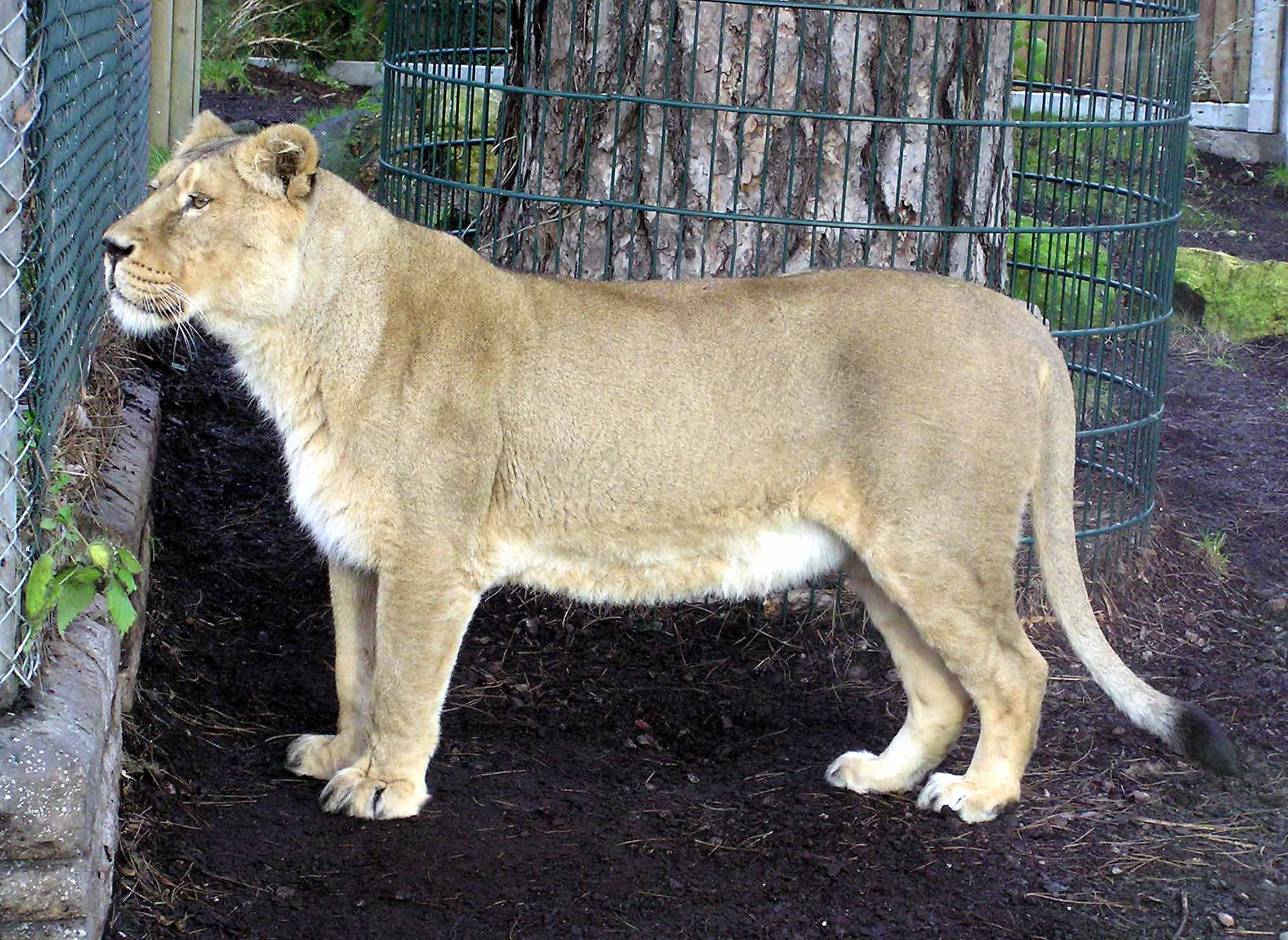
Sư tử cái châu Á Panthera leo persica, có tên MOTI, sinh ở vườn thú Helsinki (Phần Lan) tháng 10 năm 1994, đưa đến vườn thú Bristol (Anh) tháng 1 năm 1996.

Sư tử được đưa vào Kế hoạch sinh tồn của loài, một nỗ lực phối hợp của Hiệp hội Sở thú và Thủy cung để tăng cơ hội sống sót cho chúng. Kế hoạch đã được bắt đầu vào năm 1982 đối với sư tử châu Á, nhưng đã bị đình chỉ khi phát hiện ra rằng hầu hết những con sư tử châu Á trong vườn thú Bắc Mỹ không thuần chủng về mặt di truyền, đã được lai với sư tử châu Phi. Kế hoạch sư tử châu Phi bắt đầu vào năm 1993 và tập trung vào quần thể ở Nam Phi, mặc dù có những khó khăn trong việc đánh giá sự đa dạng di truyền của sư tử nuôi nhốt vì hầu hết các cá thể không rõ nguồn gốc, khiến việc duy trì đa dạng di truyền trở thành một vấn đề. Các chương trình nhân giống cần lưu ý nguồn gốc để tránh nhân giống các phân loài khác nhau và do đó làm giảm giá trị bảo tồn của chúng. Tuy nhiên, một số con sư tử châu Á-châu Phi đã được lai tạo.
Sự phổ biến trước đây của sư tử Barbary như một động vật trong vườn thú có nghĩa là sư tử bị giam cầm có khả năng xuất thân từ đàn sư tử Barbary. Điều này bao gồm những con sư tử tại Công viên động vật hoang dã Port Lympne ở Kent, Anh, được cho là hậu duệ từ những động vật thuộc sở hữu của Quốc vương Morocco. 11 con vật khác được cho là sư tử Barbary được giữ trong vườn thú Addis Ababa là hậu duệ của động vật thuộc sở hữu của Hoàng đế Haile Selassie. WildLink International phối hợp với Đại học Oxford đã khởi động Dự án Sư tử Barbary quốc tế đầy tham vọng với mục đích xác định và nhân giống sư tử Barbary đang bị giam cầm để tái giới thiệu vào một công viên quốc gia ở dãy núi Atlas của Morocco.
Khoảng 77% số sư tử bị giam cầm đã đăng ký trong Hệ thống thông tin các loài quốc tế năm 2006 không rõ nguồn gốc; những động vật này có thể mang gen đã tuyệt chủng trong tự nhiên và do đó có thể quan trọng đối với việc duy trì sự biến đổi di truyền tổng thể của sư tử. Sư tử được nhập khẩu vào châu Âu trước giữa thế kỷ 19 có thể là những con sư tử Barbary từ Bắc Phi hoặc sư tử Cape từ Nam Phi.

## Quan hệ với con người

### Trong điều kiện nuôi nhốt
Sư tử là một phần của một nhóm động vật kỳ lạ là trung tâm của triển lãm vườn thú từ cuối thế kỷ 18; các thành viên của nhóm này là những động vật có xương sống lớn không ngừng và bao gồm voi, tê giác, hà mã, linh trưởng lớn và những con mèo lớn khác; sở thú đã tìm cách thu thập càng nhiều những loài này càng tốt. Mặc dù nhiều sở thú hiện đại được lựa chọn nhiều hơn về triển lãm của họ, có hơn 1.000 con sư tử châu Phi và 100 con châu Á trong các vườn thú và công viên động vật hoang dã trên khắp thế giới. Chúng được coi là một loài đại sứ và được giữ cho các mục đích du lịch, giáo dục và bảo tồn. Sư tử có thể sống trên 20 năm trong điều kiện giam cầm; Apollo, một con sư tử thường trú của vườn thú Honolulu ở Honolulu, Hawaii, chết ở tuổi 22 vào tháng 8 năm 2007, hai chị gái của nó, sinh năm 1986, vẫn còn sống vào tháng 8 năm 2007.
Tại các thành phố cổ Taremu và Per-Bast của Ai Cập là những ngôi đền dành riêng cho các nữ thần sư tử của Ai Cập, Sekhmet và Bastet, và tại Taremu có một ngôi đền dành riêng cho con trai của vị thần Maahes, hoàng tử sư tử, nơi sư tử được giữ và cho phép đi lang thang trong chùa. Người Hy Lạp đã gọi thành phố Leontopolis ("Thành phố của sư tử") và ghi lại thực tiễn đó. Sư tử được các vị vua Assyria giữ và nhân giống vào đầu năm 850 trước Công nguyên, và Alexandros Đại đế được cho là đã nuôi những con sư tử thuần hóa của Malhi ở miền bắc Ấn Độ. Ở La Mã cổ đại, sư tử được các hoàng đế giữ lại để tham gia vào đấu trường đấu sĩ hoặc được sử dụng để hành quyết. Những người đáng chú ý của La Mã bao gồm Sulla, Pompey và Julius Caesar thường ra lệnh tàn sát hàng trăm con sư tử một lúc. Ở Ấn Độ, sư tử được các hoàng tử Ấn Độ thuần hóa. Marco Polo báo cáo rằng hoàng đế nhà Nguyên Hốt Tất Liệt có nuôi sư tử.
Các "sở thú" châu Âu đầu tiên lan rộng giữa các gia đình quý tộc và hoàng gia vào thế kỷ 13, và cho đến thế kỷ 17 được gọi là seraglios; tại thời điểm đó, chúng được gọi là menageries, một phần mở rộng của nội các của sự tò mò. Chúng lan rộng từ Pháp và Ý trong thời Phục Hưng đến phần còn lại của châu Âu. Ở Anh, mặc dù truyền thống seraglio kém phát triển, sư tử được giữ tại Tháp Luân Đôn trong một seraglio do vua John thành lập vào thế kỷ 13; điều này có lẽ đã có từ trước đó, bắt đầu vào năm 1125 bởi Henry I của Anh tại khu săn bắn của ông ta ở Woodstock, Oxfordshire, nơi mà sư tử William Malmesbury đã được thả vào đó. 

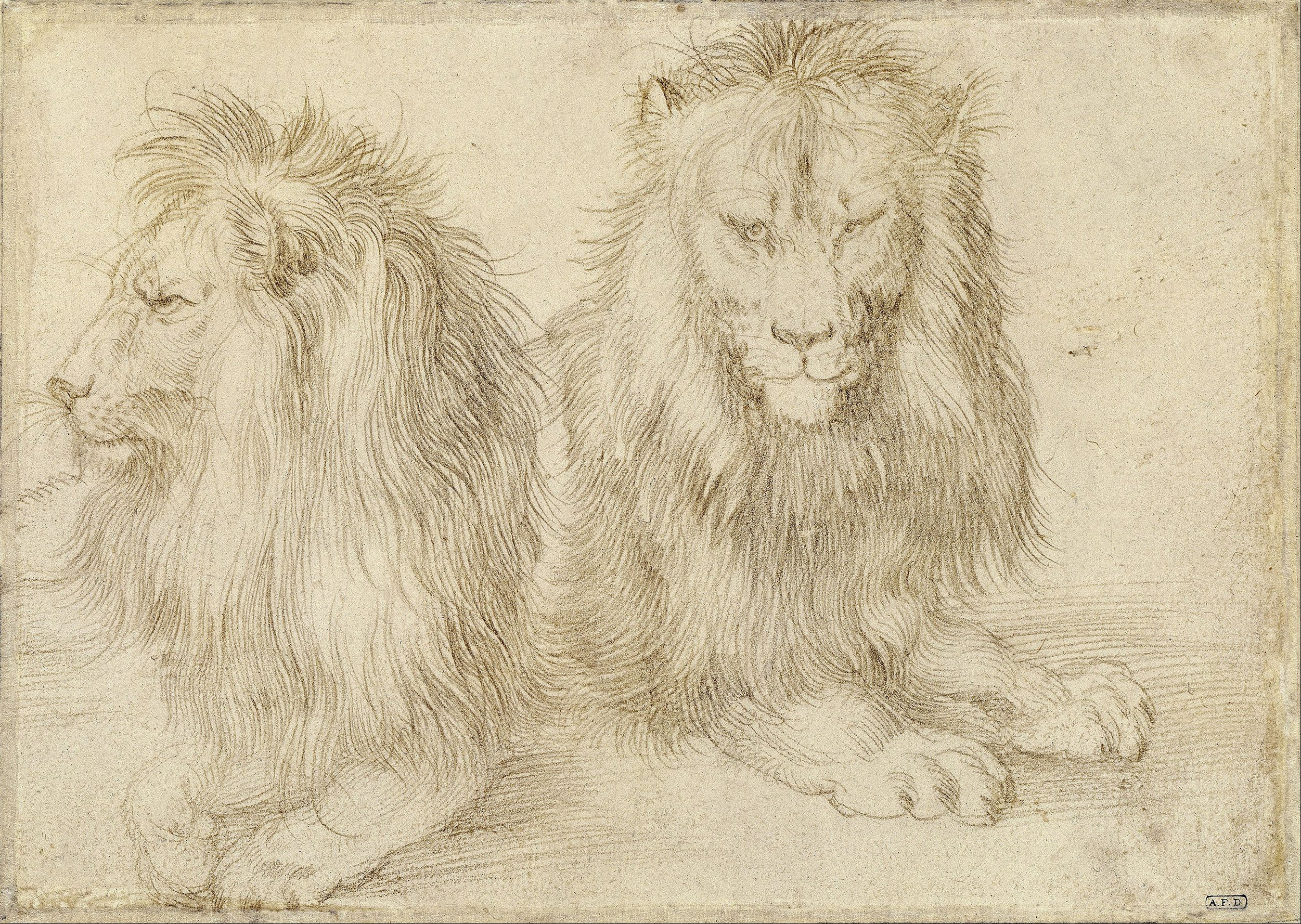
Hai con sư tử được khắc họa bởi Albrecht Dürer, ca. 1520

Seraglios phục vụ như thể hiện sức mạnh và sự giàu có của giới quý tộc; động vật - đặc biệt là mèo hoang dã và voi lớn - tượng trưng cho sức mạnh và được đọ sức với nhau hoặc động vật được thuần hóa trong các trận đánh. Bằng cách mở rộng, các chế độ và huyết thanh phục vụ như là minh chứng cho sự thống trị của nhân loại đối với tự nhiên; sự thất bại của những "lãnh chúa" tự nhiên như vậy bởi một con bò vào năm 1682 đã làm khán giả kinh ngạc và chuyến bay của một con voi trước khi một con tê giác thu hút những người tham gia. Tần suất của những trận đánh như vậy dần dần giảm xuống trong thế kỷ 17 với sự lây lan của sự hăm dọa và sự chiếm đoạt chúng bởi những người bình dân. Truyền thống nuôi mèo lớn làm thú cưng kéo dài đến thế kỷ 19, tại thời điểm đó nó được coi là rất lập dị.
Sự hiện diện của sư tử tại Tháp Luân Đôn không liên tục, được bổ sung khi một vị vua hoặc người phối ngẫu của ông, như Marguerite d'Anjou, Vương hậu Anh, vợ của Henry VI của Anh, hoặc tìm kiếm hoặc được cho. Các ghi chép cho thấy động vật trong Tháp Luân Đôn được giữ trong điều kiện tồi tệ vào thế kỷ 17, trái ngược với điều kiện cởi mở hơn ở Firenze vào thời điểm đó. Các menagerie đã mở cửa cho công chúng vào thế kỷ 18; thu nhận lại là một khoản tiền ba nửa đồng hoặc cung cấp một con mèo hoặc con chó để cho sư tử ăn. Một đối thủ đáng gờm tại Exeter Exchange cũng trưng bày những con sư tử cho đến đầu thế kỷ 19. Tháp Menagerie đã bị đóng cửa bởi William IV của Anh, và các động vật được chuyển đến Sở thú Luân Đôn, mở cửa cho công chúng vào ngày 27 tháng 4 năm 1828.
Việc buôn bán động vật hoang dã phát triển cùng với thương mại thuộc địa được cải thiện trong thế kỷ 19; sư tử được coi là khá phổ biến và rẻ tiền. Mặc dù chúng sẽ trao đổi cao hơn hổ, nhưng chúng ít tốn kém hơn so với các động vật lớn hơn hoặc khó vận chuyển hơn như hươu cao cổ và hà mã, và ít hơn nhiều so với gấu trúc lớn. Giống như các loài động vật khác, sư tử được coi là ít hơn một loại hàng hóa tự nhiên, vô biên bị khai thác không thương tiếc với những tổn thất khủng khiếp trong việc bắt giữ và vận chuyển.
Sư tử được giữ trong điều kiện chật chội và tồi tàn tại Sở thú Luân Đôn cho đến khi một ngôi nhà cho sư tử lớn hơn với những chiếc lồng rộng rãi hơn được xây dựng vào những năm 1870. Những thay đổi tiếp theo diễn ra vào đầu thế kỷ 20 khi Carl Hagenbeck thiết kế các thùng bằng "đá" bê tông, không gian rộng mở hơn và hào nước thay vì các quán bar, gần giống với môi trường sống tự nhiên hơn. Hagenbeck đã thiết kế chuồng sư tử cho cả Sở thú Melbourne và Sở thú Taronga của Sydney; Mặc dù các thiết kế của ông rất phổ biến, việc sử dụng các thanh và thùng kín đã chiếm ưu thế trong nhiều sở thú cho đến những năm 1960. Vào cuối thế kỷ 20, các thùng lớn hơn, tự nhiên hơn và việc sử dụng lưới thép hoặc kính nhiều lớp thay vì mật độ thấp cho phép du khách đến gần hơn với động vật; Một số điểm tham quan như Rừng mèo/Sư tử nhìn ra Công viên Động vật học Thành phố Oklahoma đặt hang trên mặt đất, cao hơn du khách.

### Săn bắn, chọi thú và thuần hóa

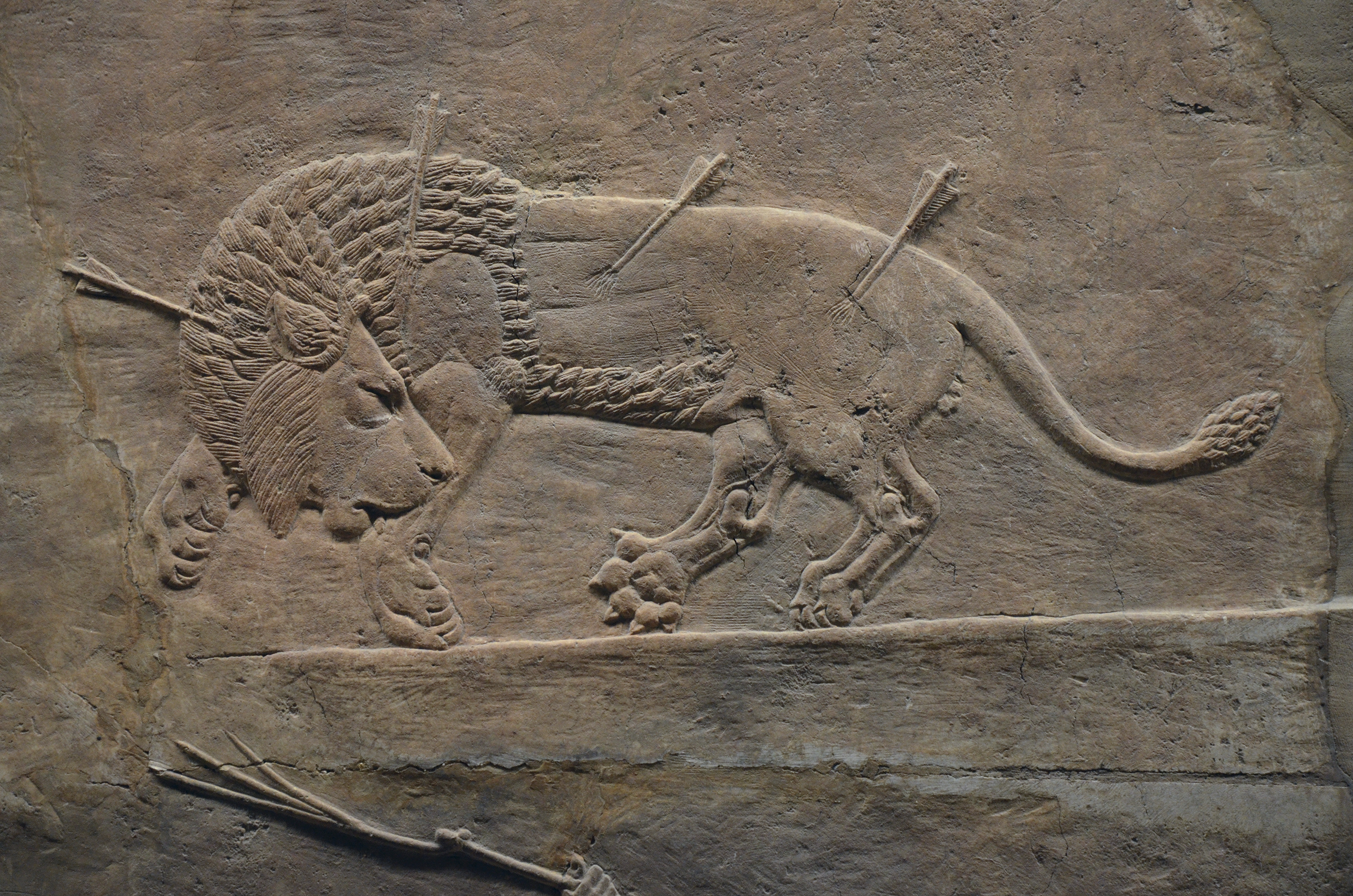
Bức phù điêu của một con sư tử bị thương từ Nineveh, Mesopotamia, trong thời Neo-Assyrian (khoảng 645-635 trước Công nguyên)

Săn sư tử đã diễn ra từ thời cổ đại và thường là trò tiêu khiển của hoàng gia. Kỷ lục sớm nhất về việc săn sư tử là một bản khắc Ai Cập cổ đại vào khoảng năm 1380 trước Công nguyên có đề cập đến Pharaon Amenhotep III giết 102 con sư tử "bằng mũi tên của chính mình" trong mười năm đầu cầm quyền. Người Assyria sẽ thả những con sư tử bị giam cầm trong một không gian dành riêng cho nhà vua để săn bắn; sự kiện này sẽ được khán giả theo dõi khi nhà vua và người của ông, trên lưng ngựa hoặc xe ngựa, giết chết những con sư tử bằng mũi tên và giáo mác. Sư tử cũng bị săn đuổi dưới thời Đế quốc Mughal, nơi Hoàng đế Jahangir được cho là đã xuất sắc về khả năng giết mãnh thú. Cuộc săn lùng sư tử của hoàng gia nhằm mục đích chứng minh sức mạnh của nhà vua đối với thiên nhiên.
Sư tử là một trong năm loài thú săn lớn ở châu Phi. Người Maasai có truyền thống coi việc giết sư tử là một nghi thức thông hành. Trong lịch sử, sư tử bị săn bắn bởi mỗi cá nhân, tuy nhiên, do số lượng sư tử giảm, người lớn tuổi không khuyến khích săn sư tử một mình. Trong giai đoạn thuộc địa châu Âu vào thế kỷ 19, việc săn bắn sư tử được khuyến khích bởi vì chúng được coi là kẻ phá hoại và sư tử có giá trị 1 bảng mỗi con. Hình ảnh được tái tạo rộng rãi của người thợ săn anh hùng săn đuổi sư tử sẽ thống trị một phần lớn của thế kỷ. Các nhà thám hiểm và thợ săn đã khai thác một bộ phận động vật Manichean nổi tiếng thành "thiện" và "ác" để tăng thêm giá trị ly kỳ cho cuộc phiêu lưu của họ, tự biến mình thành những nhân vật anh hùng. Điều này dẫn đến việc những con mèo lớn luôn bị nghi ngờ là kẻ ăn thịt người, đại diện cho "cả nỗi sợ thiên nhiên và sự hài lòng khi vượt qua nó". Việc săn sư tử để tranh giải trong những năm gần đây đã gặp phải nhiều tranh cãi. Việc giết sư tử Cecil vào giữa năm 2015 bởi một du khách người Mỹ đã tạo ra một phản ứng quốc tế đáng kể lên án thợ săn và về việc săn sư tử. Tại Nam Phi, săn sử tử là hoạt động rất được giới nhà giàu châu Âu hâm mộ. Những con sư tử được nuôi từ bé, sau đó thả vào khuôn viên chung để những thợ săn cầm súng đi tiêu diệt. Thú tiêu khiển này bị nhiều tổ chức động vật phê phán nhưng vẫn rất phát triển ở nước này.

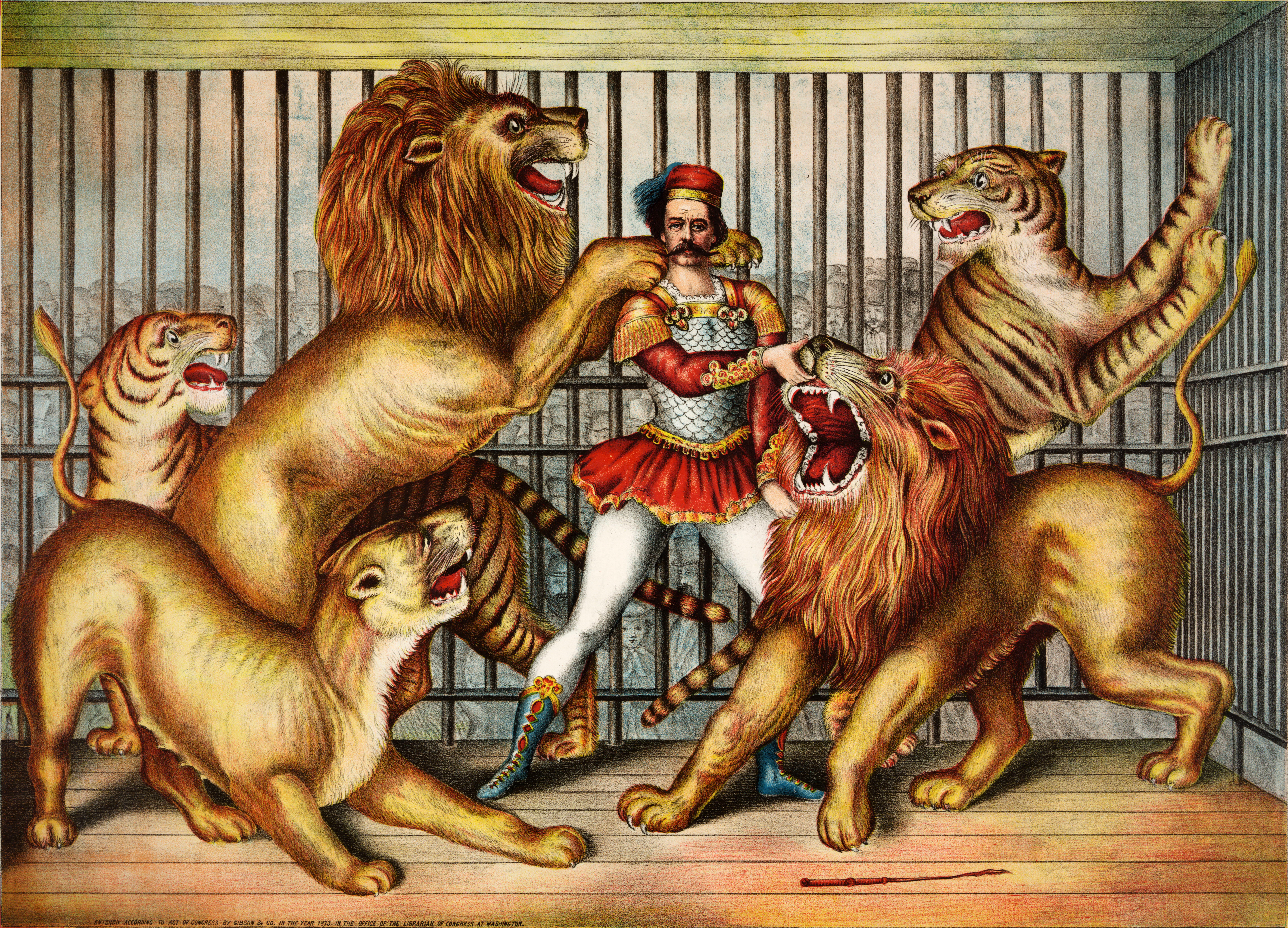
Bức tranh khắc họa một con sư tử thuần hóa trong chuồng sư tử và hổ vào thế kỷ 19

Chọi sư tử là một môn thể thao đẫm máu liên quan đến việc đánh nhau của sư tử trong trận chiến với các động vật khác, thường là chúng sẽ đánh nhau với những con chó chọi hung dữ. Những ghi chép về nó tồn tại từ thời cổ đại cho đến thế kỷ XVII. Cuối cùng nó đã bị cấm ở Viên vào năm 1800 và Anh vào năm 1835.
Thuần hóa sư tử đề cập đến việc thực hành thuần hóa sư tử để giải trí, là một phần của rạp xiếc đã thành lập hoặc là một hành động cá nhân như Siegfried & Roy. Thuật ngữ này cũng thường được sử dụng để thuần hóa những con mèo lớn khác như hổ, báo hoa mai và báo sư tử. Việc thực hành thuần hóa bắt đầu vào đầu thế kỷ 19 bởi người Pháp Henri Martin và người Mỹ Isaac Van Amburgh, cả hai đã lưu diễn rộng rãi và kỹ thuật của họ đã được sao chép bởi một số người theo dõi. Van Amburgh đã biểu diễn trước Victoria của Anh vào năm 1838 khi ông đi lưu diễn ở Vương quốc Anh. Martin đã sáng tác một kịch câm có tựa đề Les Lions de Mysore ("những con sư tử của Mysore"), một ý tưởng mà Amburgh nhanh chóng mượn. Những hành vi này làm lu mờ chủ nghĩa cưỡi ngựa đóng vai trò là màn hình trung tâm của các chương trình xiếc và đi vào ý thức cộng đồng vào đầu thế kỷ 20 với điện ảnh. Để chứng minh sự vượt trội của con người so với động vật, sư tử thuần hóa phục vụ một mục đích tương tự như chiến đấu với động vật của các thế kỷ trước. Bằng chứng cuối cùng về sự thống trị và kiểm soát của người nuôi đối với sư tử được thể hiện bằng cách đặt đầu của người thuần hóa vào miệng sư tử. Chiếc ghế của người thuần hóa sư tử hiện đang mang tính biểu tượng có thể được sử dụng đầu tiên bởi American Clyde Beatty (1903-1965).

### Tấn công con người

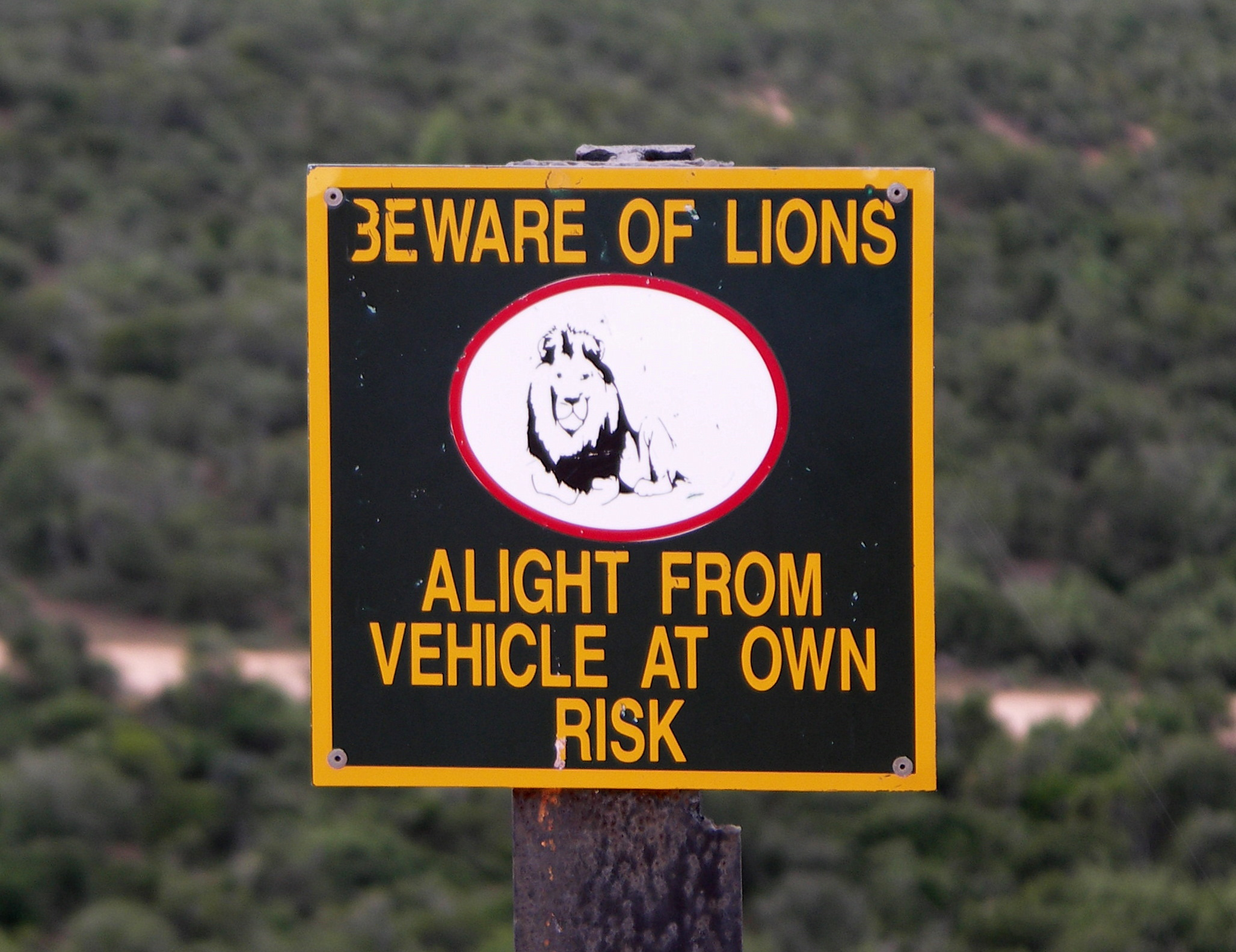
Một biển cảnh báo về mối nguy hiểm của sư tử ở vườn quốc gia Addo

Mặc dù sư tử thường không săn người nhưng một số cá thể - thường là con đực - dường như chủ động tìm kiếm người. Những con sư tử thường chỉ tấn công người khi khan hiếm con mồi hoặc do chúng là những con sư tử đã già và không còn khả năng săn đuổi mồi. Ngoài ra nguyên nhân tấn công còn là do con người vô tình xâm phạm lãnh địa của sư tử, do sư tử là là loài thú dữ có tập tính bảo vệ lãnh thổ rất cao, tương tự như hổ. Một trường hợp được công bố rộng rãi là những con đực ở Tsavo; vào năm 1898, 28 công nhân đường sắt tham gia dự án tuyến đường sắt Kenya-Uganda đã bị sư tử ăn thịt trong suốt hơn 9 tháng trong quá trình xây dựng cây cầu bắc qua sông Tsavo ở Kenya. Người thợ săn giết sư tử đã viết một cuốn sách chi tiết về hành vi săn mồi của chúng; chúng lớn hơn những con đực bình thường và trông rất ốm đói, và một con dường như bị sâu răng. Lý thuyết về bệnh tật, bao gồm cả sâu răng, không được tất cả các nhà nghiên cứu ưa chuộng; một phân tích về răng và hàm của sư tử ăn thịt người trong các bộ sưu tập của bảo tàng cho thấy rằng trong khi sâu răng có thể giải thích một số sự cố, sự suy giảm con mồi ở các khu vực do con người thống trị là nguyên nhân dễ dẫn đến sư tử ăn thịt người. Trong dân gian, những con sư tử ăn thịt người đôi khi được nhắc đến như những con ác quỷ.
Trong phân tích về việc ăn thịt người - bao gồm cả vụ Tsavo - Kerbis Peterhans và Gnoske thừa nhận rằng sư tử bị bệnh hoặc bị thương có thể dễ trở thành kẻ ăn thịt người hơn nhưng hành vi đó "không phải là bất thường, cũng không nhất thiết là" bất thường "; nếu có sự kích thích như tiếp cận với vật nuôi hoặc xác người, sư tử sẽ thường xuyên săn người. Các tác giả lưu ý mối quan hệ này được chứng thực tốt giữa các loài báo và linh trưởng khác trong hồ sơ hóa thạch.
Sự tuyên bố về vấn đề sư tử ăn thịt người đã được kiểm tra một cách có hệ thống. Các nhà khoa học Mỹ và Tanzania báo cáo rằng hành vi ăn thịt người của sư tử ở các vùng nông thôn của Tanzania đã tăng lên rất nhiều từ năm 1990 đến năm 2005. Ít nhất 563 dân làng đã bị tấn công và nhiều người bị sư tử ăn thịt trong giai đoạn này - một con số vượt xa các cuộc tấn công của sư tử Tsavo. Vụ việc xảy ra gần Công viên Quốc gia Selous ở quận Rufiji và tỉnh Lindi gần biên giới Mozambique. Trong khi việc mở rộng địa bàn các ngôi làng vào các vùng hoang dã là một mối quan tâm, các tác giả cho rằng chính sách bảo tồn phải giảm thiểu nguy hiểm vì trong trường hợp này, bảo tồn góp phần trực tiếp vào cái chết của con người. Các trường hợp ở Lindi trong đó sư tử bắt và ăn thịt người từ trung tâm của những ngôi làng đáng kể đã được ghi nhận. Một nghiên cứu khác về 1.000 người bị sư tử tấn công ở miền nam Tanzania trong khoảng thời gian từ 1988 đến 2009 cho thấy những tuần sau trăng tròn, khi có ít ánh trăng, là một dấu hiệu cảnh báo mạnh mẽ về các cuộc tấn công vào ban đêm của sư tử sẽ gia tăng đối với những ngôi làng gần đó. Theo một thống kê cụ thể, trung bình có khoảng 250 người bị sư tử giết chết mỗi năm.

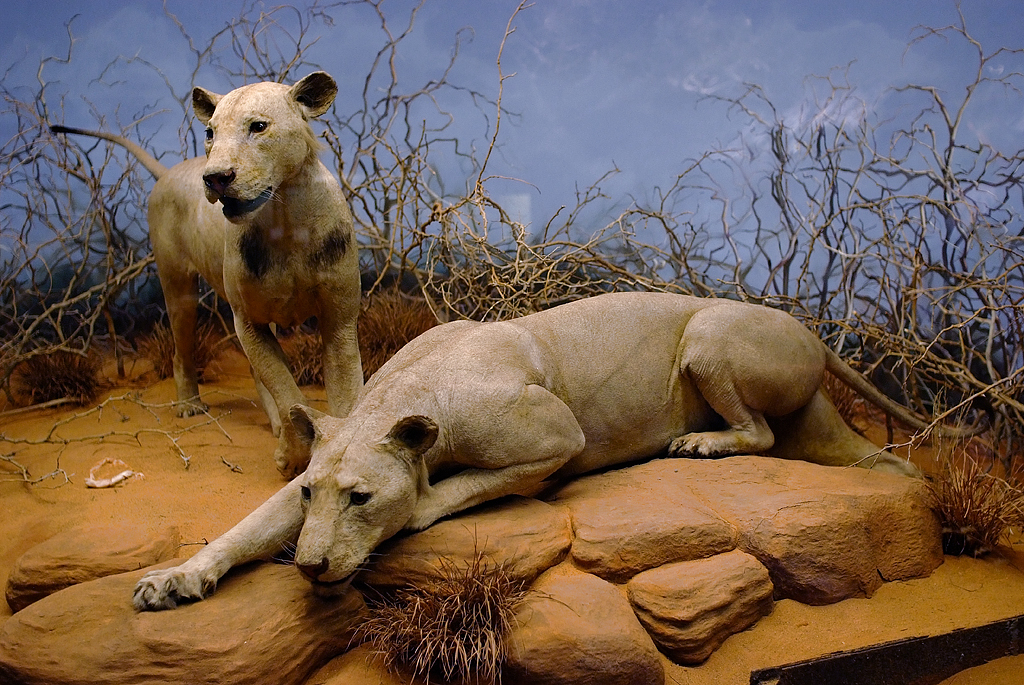
Những kẻ ăn thịt người ở Tsavo: Bóng ma và bóng tối

Theo Robert R. Frump, những người tị nạn Mozambique thường xuyên đi qua Vườn quốc gia Kruger ở Nam Phi vào ban đêm bị sư tử tấn công và ăn thịt; Các quan chức công viên đã nói rằng sư tử ăn thịt người là một vấn đề ở đó. Frump cho biết hàng ngàn người có thể đã bị giết trong nhiều thập kỷ sau khi chế độ apartheid niêm phong vườn quốc gia và buộc người tị nạn phải băng qua nơi này vào ban đêm. Trong gần một thế kỷ trước khi biên giới bị niêm phong, người Mozambique thường xuyên đi qua Kruger vào ban ngày với rất ít những mối nguy hại.
Nhà sinh thái học Craig Packer ước tính có khoảng 200 đến 400 người Tanzania bị giết bởi động vật hoang dã và sư tử được cho là giết ít nhất 70 người trong số này. Theo Packer từ năm 1990 đến 2004, sư tử đã tấn công 815 người ở Tanzania và giết chết 563 người. Packer và Ikanda là một trong số ít các nhà bảo tồn tin rằng các nỗ lực bảo tồn của phương Tây phải tính đến những vấn đề này vì những lo ngại về sự an toàn đối với cuộc sống của con người và sự thành công lâu dài trong những nỗ lực bảo tồn sư tử.
Một con sư tử ăn thịt người đã bị giết bởi các trinh sát ở Nam Tanzania vào tháng 4 năm 2004. Người ta tin rằng nó đã giết và ăn thịt ít nhất 35 người trong một loạt các vụ việc xảy ra ở một số ngôi làng ở vùng đồng bằng Rufiji ven biển. Tiến sĩ Rolf D. Baldus, điều phối viên chương trình động vật hoang dã GTZ, cho biết có khả năng con sư tử đã săn người vì nó có một áp xe lớn bên dưới răng hàm bị nứt và viết: "Con sư tử này có lẽ đã trải qua rất nhiều đau đớn, đặc biệt là khi nó đang nhai ". Như trong các trường hợp khác, con sư tử này lớn, không có bờm và có vấn đề về răng.
Hồ sơ "All-Africa" về sư tử ăn thịt người nói chung được coi là một tập hợp các sự cố giữa đầu những năm 1930 và cuối những năm 1940 ở Tanzania thời hiện đại gây ra bởi một đàn được gọi là "sư tử Njombe". Người quản lý và thợ săn George Rushby cuối cùng đã tiêu diệt cả đàn sư tử này, qua ba thế hệ được cho là đã giết và ăn thịt 1.500 đến 2.000 người ở quận Njombe.
Đôi khi, sư tử châu Á có thể trở thành kẻ ăn thịt người. Khu vực của khu bảo tồn Gir hiện không đủ để duy trì số lượng lớn và sư tử đã di chuyển ra ngoài nó, khiến chúng trở thành mối đe dọa tiềm tàng cho mọi người trong và xung quanh công viên quốc gia. Hai cuộc tấn công vào con người đã được báo cáo vào năm 2012 tại một khu vực cách khu bảo tồn khoảng 50–60 km (31-37 dặm).
Một số chuyên gia động vật học đã đưa ra những lời khuyên về cách ứng phó và bảo vệ bản thân khi chạm mặt với sư tử trong tự nhiên: Luôn nhìn thẳng vào mắt nó và không được ngắt quãng. Lùi lại thật chậm, không được quay lưng về phía sư tử và không được phép bỏ chạy. Sư tử thường sẽ di chuyển quan sát con mồi trước khi nhảy vào tấn công. Trong trường hợp đó, vung cánh tay để tạo cảm giác to lớn hơn, đồng thời gây ra thật nhiều tiếng động để phân tán sự chú ý của kẻ săn mồi.

## Sư tử trong văn hóa

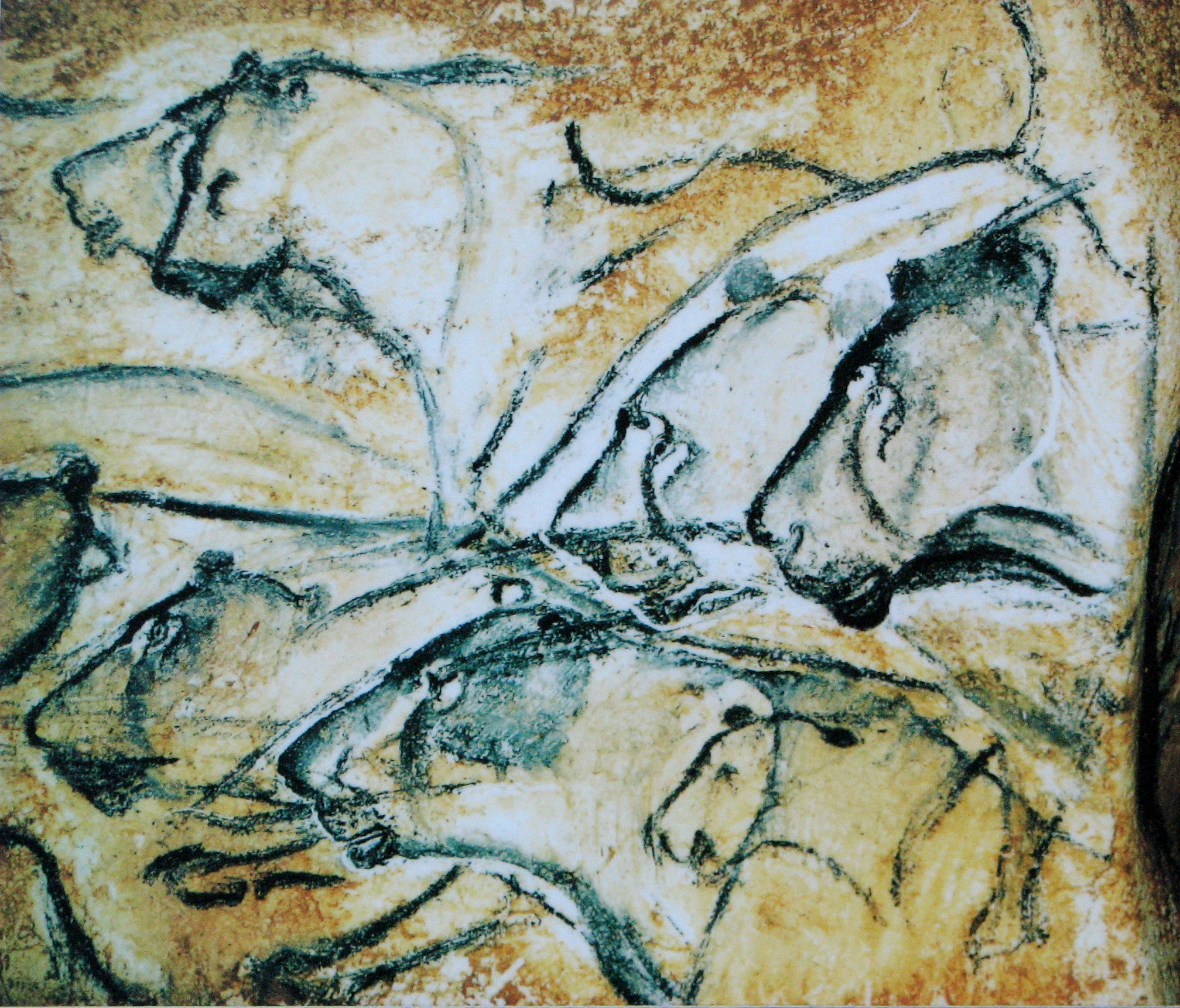
Bức tranh hang động đá cổ trên mô tả những con sư tử, được tìm thấy trong hang Chauvet, Pháp.

Sư tử là một trong những biểu tượng động vật được công nhận rộng rãi nhất trong văn hóa của loài người. Không có động vật nào xuất hiện nhiều hơn sư tử trong nghệ thuật và văn chương. C.A.W. Guggisberg, trong cuốn sách Simba của mình, nói rằng sư tử được nhắc tới 130 lần trong Kinh Thánh. Сũng có thể tìm thấy sư tử trong các bức vẽ trên vách hang của thời kỳ đồ đá. Nó đã được mô tả rộng rãi trong các tác phẩm điêu khắc và tranh vẽ, trên quốc kỳ, và trong các bộ phim và văn học đương đại. Nó xuất hiện như một biểu tượng cho sức mạnh và sự quý phái trong các nền văn hóa trên khắp Châu Âu, Châu Á và Châu Phi, bất chấp các sự cố tấn công con người. Sư tử đã được miêu tả là "vua của rừng rậm" và "vua của các loài thú", và do đó trở thành một biểu tượng phổ biến cho gia đình hoàng gia và các hiệp sĩ.
Miêu tả của sư tử được biết đến từ thời kỳ đồ đá cũ. Các bức chạm khắc và tranh vẽ của những con sư tử được phát hiện trong hang động Lascaux và hang Chauvet ở Pháp đã có niên đại từ 15.000 đến 17.000 năm tuổi. Một chạm khắc ngà voi đầu sư tử được tìm thấy trong hang động Vogelherd ở Swabian Alb, tây nam nước Đức, được mệnh danh là Löwenmensch (sư tử-người) trong tiếng Đức. Tác phẩm điêu khắc đã có niên đại ít nhất 32.000 năm - và sớm nhất là 40.000 năm trước - và bắt nguồn từ văn hóa Aurignacian.

### Ở châu Phi

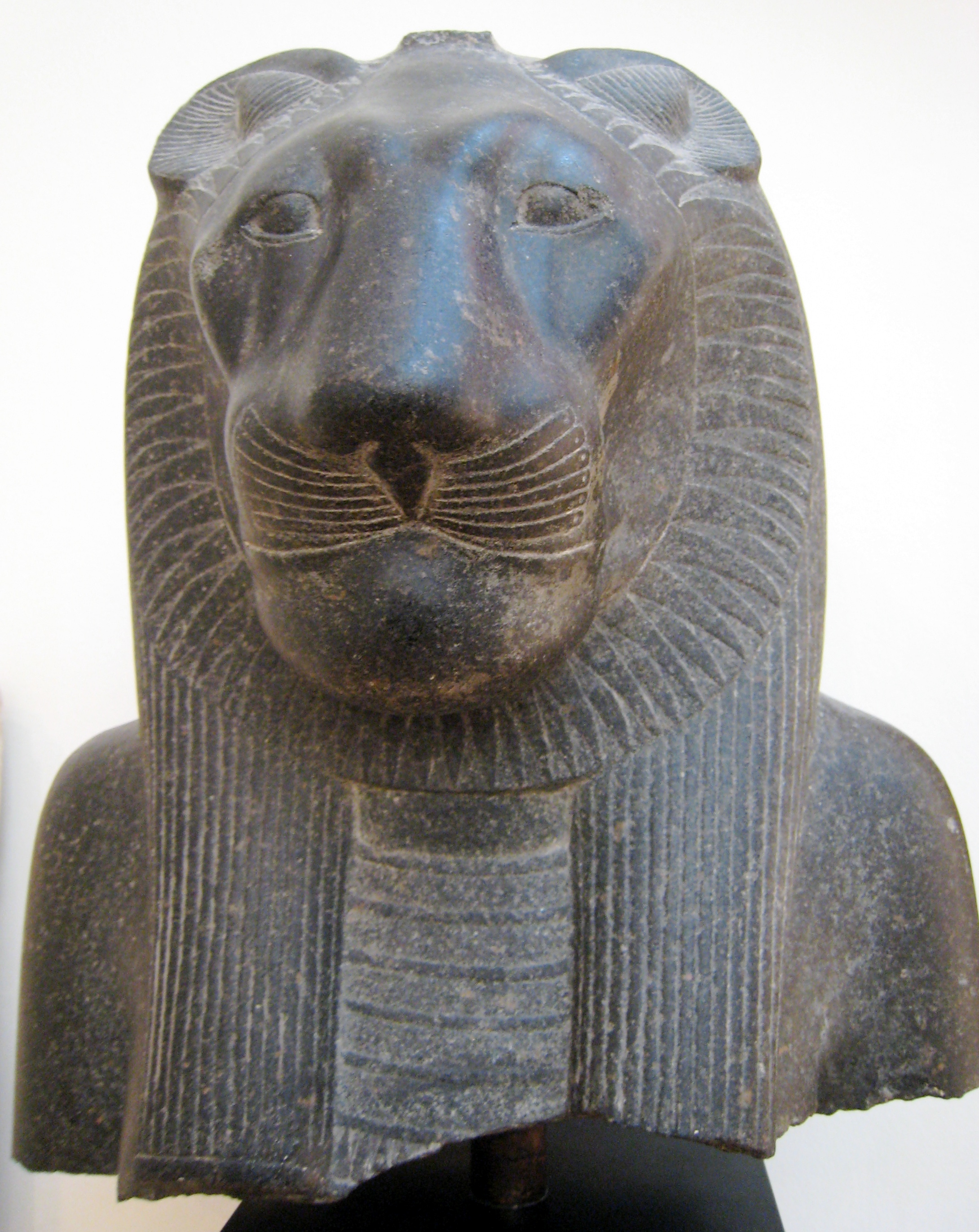
Bức tượng đá hoa cương của nữ thần Ai Cập Sekhmet từ Đền Luxor, có niên đại từ năm 1403-1365 trước Công nguyên, được trưng bày trong Bảo tàng Quốc gia Đan Mạch

Người Ai Cập cổ đại miêu tả một số vị thần chiến tranh của họ là những con sư tử, mà họ tôn kính như những thợ săn hung dữ. Các vị thần Ai Cập liên quan đến sư tử bao gồm: Bastet, Mafdet, Menhit, Pakhet, Sekhmet, Tefnut và Sphinx. Ở Ai Cập, nữ thần báo thù Sekhmet, được đại diện như một nữ sư tử, tượng trưng cho sức nóng của mặt trời. Con sư tử cũng được cho là hành động như một người dẫn đường đến thế giới ngầm, qua đó mặt trời được cho là đi qua mỗi đêm. Sự hiện diện của những ngôi mộ chân sư tử được tìm thấy ở Ai Cập và hình ảnh xác ướp mang trên lưng sư tử cho thấy sự liên kết chặt chẽ này của sư tử với thế giới ngầm. Những con sư tử ướp xác một phần đã được khai quật tại nghĩa địa Umm El Qa'ab trong một ngôi mộ của Hor-Aha và tại Saqqara trong lăng mộ của Maïa.
Ở châu Phi cận Sahara, quan điểm văn hóa của sư tử đã thay đổi theo vùng. Trong một số nền văn hóa, sư tử tượng trưng cho quyền lực và hoàng tộc, và một số nhà cai trị có từ "sư tử" trong biệt danh của họ. Ví dụ, Marijata của Đế quốc Mali được đặt tên là "Sư tử của Mali". Njaay, người sáng lập vương quốc Waalo, được cho là đã được sư tử nuôi nấng và trở về với người của mình một phần sư tử để đoàn kết chúng bằng cách sử dụng kiến thức mà anh ta học được từ những con sư tử. Ở các vùng của Tây Phi, được so sánh với một con sư tử được coi là một lời khen tuyệt vời. Sư tử được coi là đẳng cấp hàng đầu trong hệ thống phân cấp xã hội của các nền văn hóa này. [267] Ở những khu vực rừng rậm hơn, nơi hiếm có sư tử, báo đốm đại diện cho đỉnh của hệ thống phân cấp. Trong tiếng Swahili, sư tử được gọi là simba cũng có nghĩa là "hung dữ", "vua" và "mạnh mẽ".
Ở các vùng của Tây và Đông Phi, sư tử có liên quan đến sự chữa lành và được coi là mối liên kết giữa người và siêu nhiên. Trong các truyền thống Đông Phi khác, sư tử là biểu tượng của sự lười biếng. Trong nhiều truyện dân gian, sư tử được miêu tả là có trí thông minh thấp và dễ bị lừa bởi những động vật khác. Mặc dù sư tử thường được sử dụng trong các câu chuyện, tục ngữ và điệu nhảy, chúng hiếm khi được đề cao trong nghệ thuật thị giác.

### Cận Đông

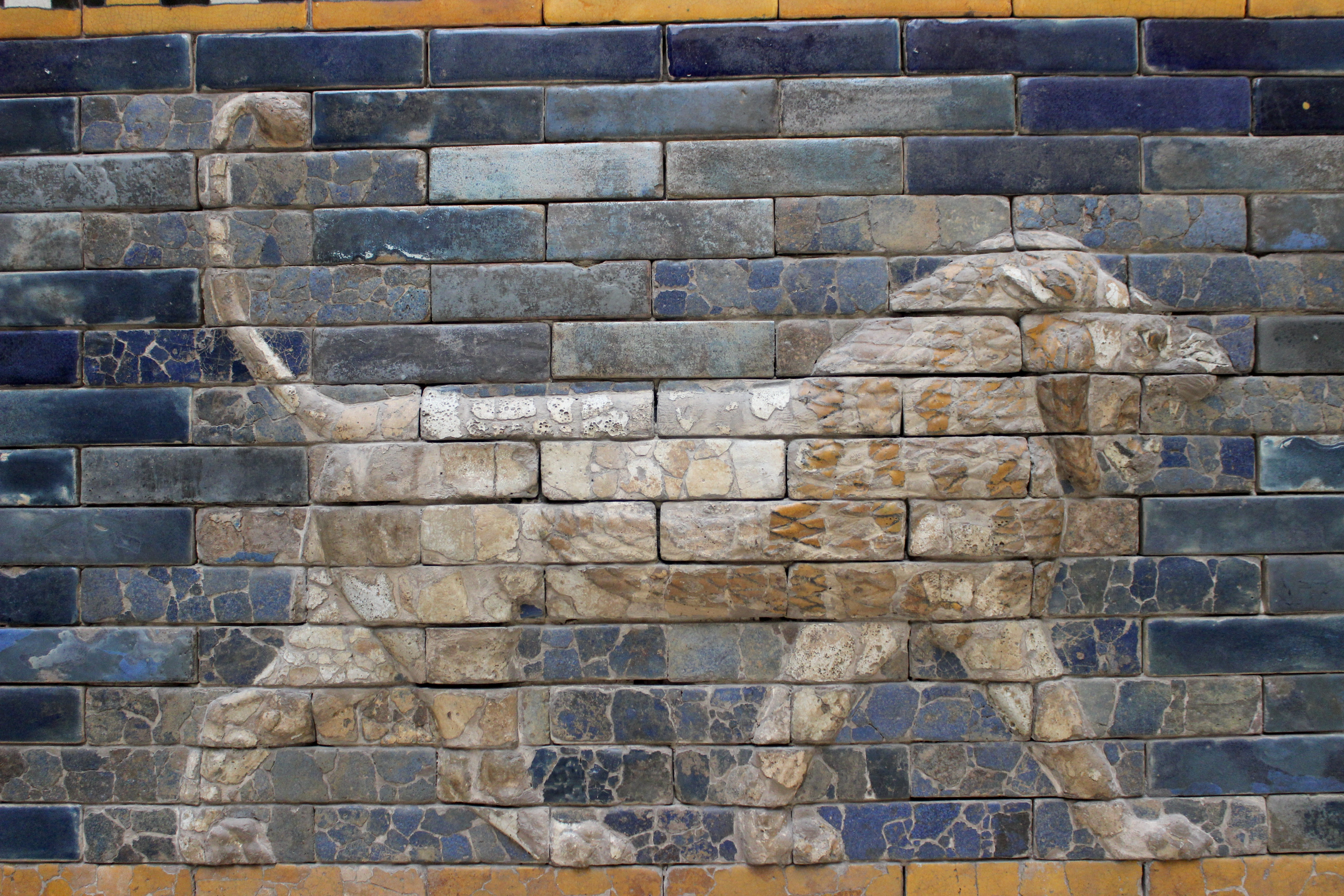
Sư tử gầm thét và sải bước từ Phòng ngai vàng của Nebuchadnezzar II, thế kỷ thứ 6 trước Công nguyên, từ Babylon, Iraq

Con sư tử là một biểu tượng nổi bật ở Mesopotamia cổ đại từ Sumer cho đến thời Assyrian và Babylon, nơi nó liên quan chặt chẽ với vương quyền. Sư tử là một trong những biểu tượng chính của nữ thần Inanna / Ishtar. Sư tử Babylon là biểu tượng quan trọng hàng đầu của Đế quốc Babylon. Lion Hunt of Ashurbanipal là một chuỗi nổi tiếng về các phù điêu cung điện Assyria từ c. 640 trước Công nguyên, hiện đang ở Bảo tàng Anh. Ở Meopotamia, sư tử được liên kết với nữ thần sinh sản Ishtar và thần Mesopotamian tối cao Marduk. Chủ đề của cuộc săn sư tử hoàng gia, một mô típ phổ biến trong biểu tượng ban đầu ở Tây Á, tượng trưng cho cái chết và sự hồi sinh; sự tiếp tục của cuộc sống được đảm bảo bằng việc giết chết một con vật giống như thần. Trong một số bức phù điêu bằng đá mô tả cuộc săn lùng sư tử của Hoàng gia, thần thánh và lòng can đảm của sư tử được đánh đồng với thần thánh và lòng can đảm của nhà vua.
Sư tử Judah là biểu tượng trong Kinh thánh của bộ lạc Judah và Vương quốc Judah sau này. Sư tử thường được đề cập trong Kinh thánh; Đáng chú ý là trong Sách Daniel, trong đó người anh hùng cùng tên từ chối thờ vua Darius và bị buộc phải ngủ trong hang của sư tử, nơi anh ta không hề hấn gì một cách kỳ diệu (Dan 6). Trong Sách Thẩm phán, Samson giết chết một con sư tử khi anh ta đi thăm một người phụ nữ Philistine. (Judg 14). Sức mạnh và sự hung dữ của sư tử được viện dẫn khi mô tả sự tức giận của Thiên Chúa (A-mốt 3: 4, 8, Lam 3:10) và mối đe dọa của kẻ thù của Israel (Psm 17:12, Jer 2:30) và Satan (1 Pet 5: 8). Cuốn sách của Ê-sai sử dụng hình ảnh của một con sư tử đang nằm với một con bê và con, và ăn rơm để miêu tả sự hài hòa của tạo vật (Ê-sai 11: 6 Ném7). Trong Sách Khải Huyền, một con sư tử, một con bò, một người đàn ông và một con đại bàng được nhìn thấy trên ngai trời trong tầm nhìn của John; (Rev 4: 7), Giáo hội Kitô giáo sơ khai đã sử dụng hình ảnh này để tượng trưng cho bốn sách phúc âm, con sư tử tượng trưng cho Phúc âm Mark.

### Viễn Đông

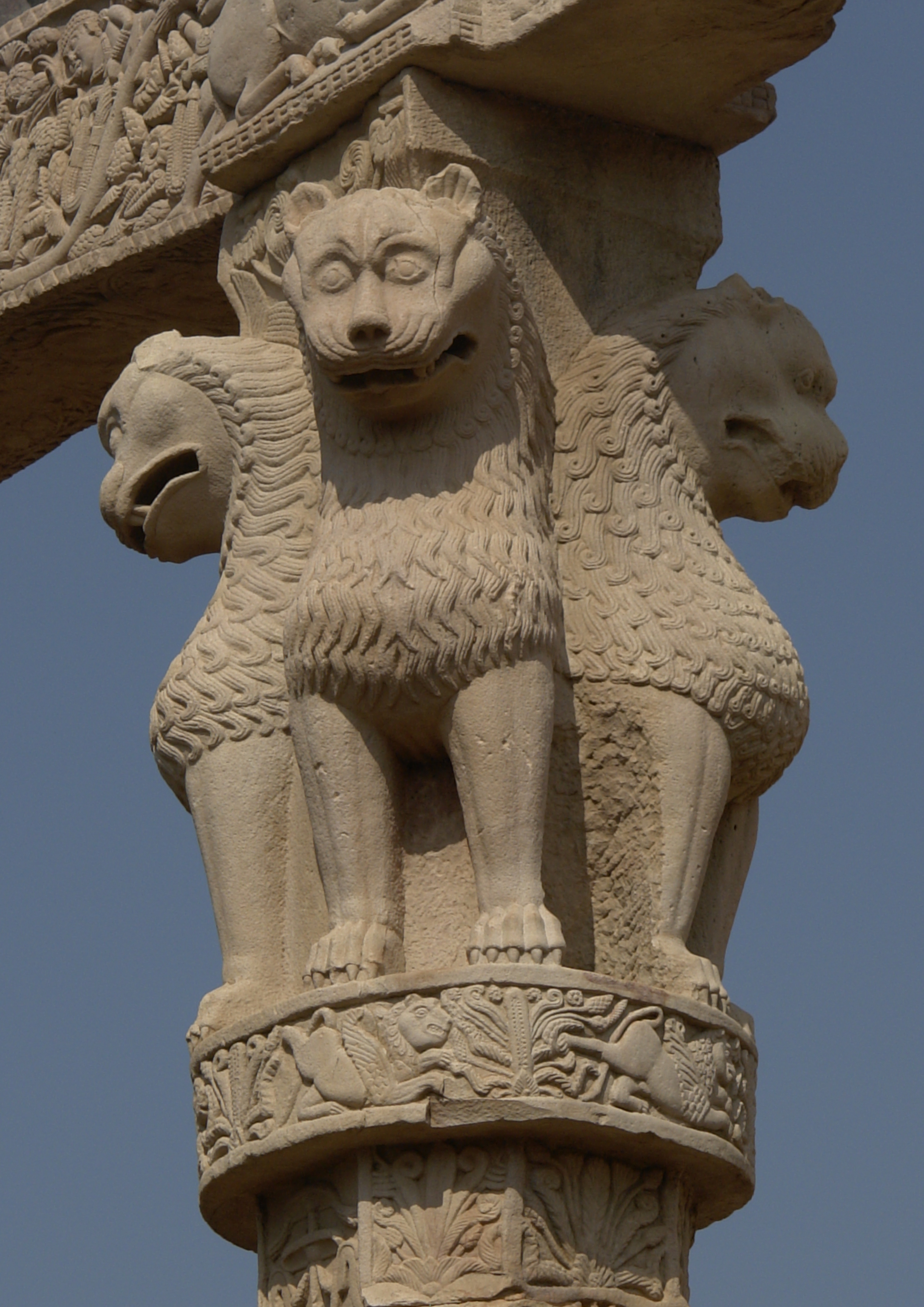
Thủ đô sư tử của Ashoka, Sanchi, M. P., Ấn Độ.

Trong các văn bản Puranas của Ấn Độ giáo, Narasimha ("người đàn ông-sư tử") hóa thân thành nửa sư tử, nửa người hay Vishnu, được các tín đồ của mình tôn sùng và cứu người sùng bái trẻ em Prahlada khỏi cha mình, vua quỷ dữ Hiranyakashipu; Vishnu có hình dạng sinh vật nửa người, nửa sư tử ở Narasimha, nơi anh ta có thân người và thân dưới, và khuôn mặt và móng vuốt giống như sư tử. Singh là một tên vượng cổ Ấn Độ có nghĩa là "sư tử", có niên đại hơn 2.000 năm ở Ấn Độ cổ đại. Ban đầu nó chỉ được sử dụng bởi Rajputs, một Kshatriya theo đạo Hindu hoặc đẳng cấp quân sự. Sau sự ra đời của tình huynh đệ Khalsa vào năm 1699, người Sikh cũng đã chấp nhận cái tên "Singh" do mong muốn của Đạo sư Gobind Singh. Cùng với hàng triệu người theo đạo Hindu ngày nay, nó cũng được sử dụng bởi hơn 20 triệu người theo đạo Sikh trên toàn thế giới.
Sư tử châu Á được tìm thấy như một biểu tượng trên nhiều lá cờ và huy hiệu trên khắp châu Á, bao gồm cả Quốc huy Ấn Độ. Sư tử châu Á cũng là biểu tượng cho người Sinhala, dân tộc chính ở Sri Lanka; thuật ngữ bắt nguồn từ Indo-Aryan Sinhala, có nghĩa là "người sư tử" hay "người có máu sư tử", trong khi một con sư tử cầm kiếm là nhân vật trung tâm trên quốc kỳ Sri Lanka.

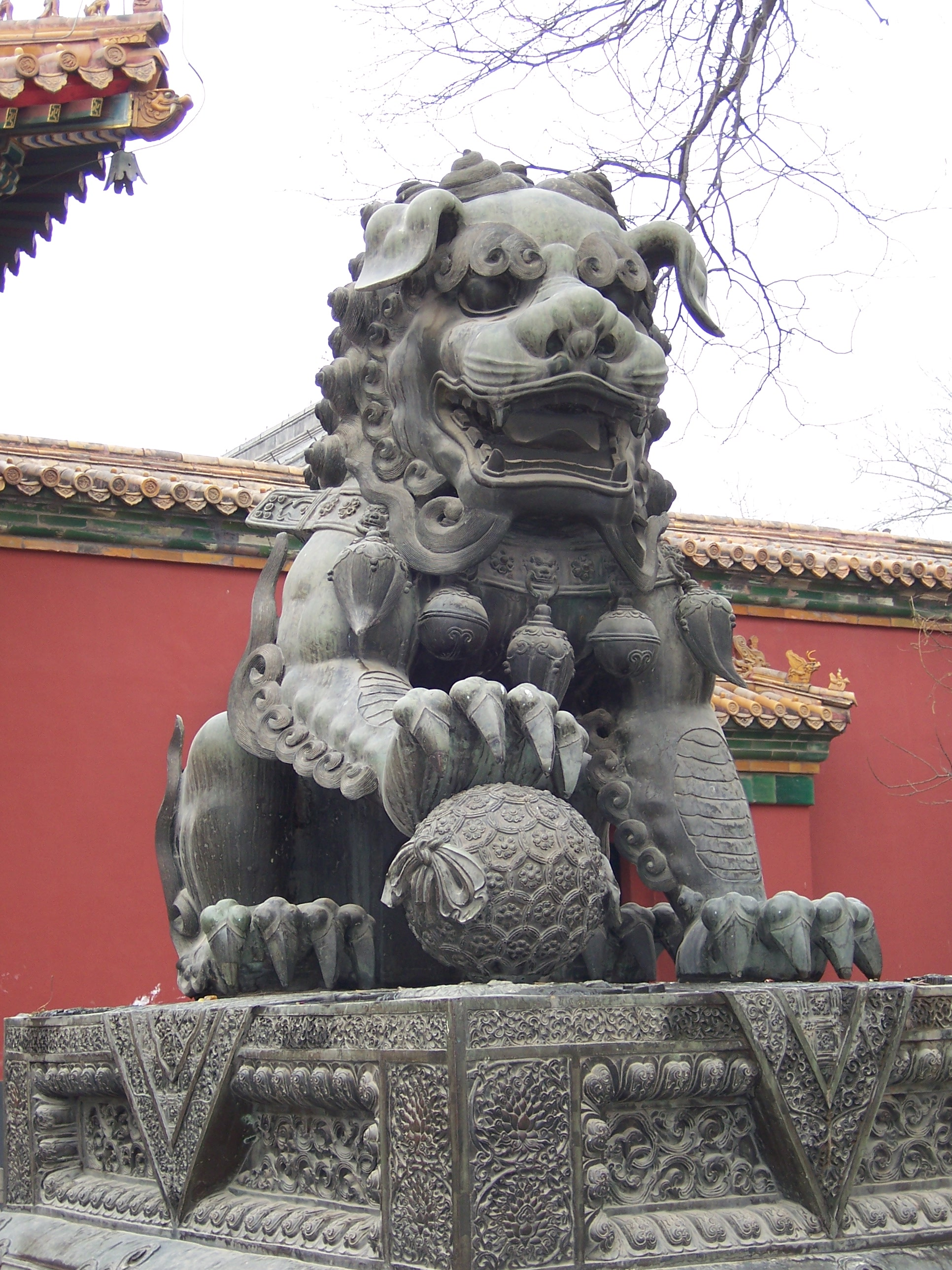
Tượng sư tử đá ở Bắc Kinh, Trung Quốc.

Sư tử đá là một mô típ phổ biến trong nghệ thuật Trung Quốc; nó được sử dụng lần đầu tiên trong nghệ thuật vào cuối thời Xuân Thu (thế kỷ thứ năm hoặc thứ sáu trước công nguyên) và trở nên phổ biến hơn vào thời nhà Hán (206 trước Công nguyên - năm 220 sau Công nguyên). Bởi vì sư tử chưa bao giờ có nguồn gốc từ Trung Quốc, những mô tả ban đầu có phần không thực tế; Sau khi du nhập nghệ thuật Phật giáo đến Trung Quốc vào thời nhà Đường sau thế kỷ thứ sáu sau Công nguyên, sư tử thường được miêu tả không cánh với thân hình ngắn hơn, dày mình hơn và bờm xoăn. Múa lân - sư - rồng là một điệu nhảy truyền thống trong văn hóa Trung Quốc, trong đó những người biểu diễn trong trang phục sư tử bắt chước các động tác của sư tử, thường có nhạc đệm từ chũm chọe, trống và cồng chiêng. Chúng được biểu diễn vào Tết Nguyên Đán, Tết Trung Thu và các dịp lễ kỷ niệm khác để lấy may mắn. Ở Trung Quốc và Việt Nam rất thịnh hành tượng sư tử đá Trung Quốc, người Trung Quốc sử dụng con sư tử đá của họ để canh mộ trong khi rất nhiều người Việt Nam lại kính cẩn thờ chúng, đặt chúng trước cửa cơ quan, công sở, chùa chiền, nhà riêng và thậm chí trước các di tích lịch sử.

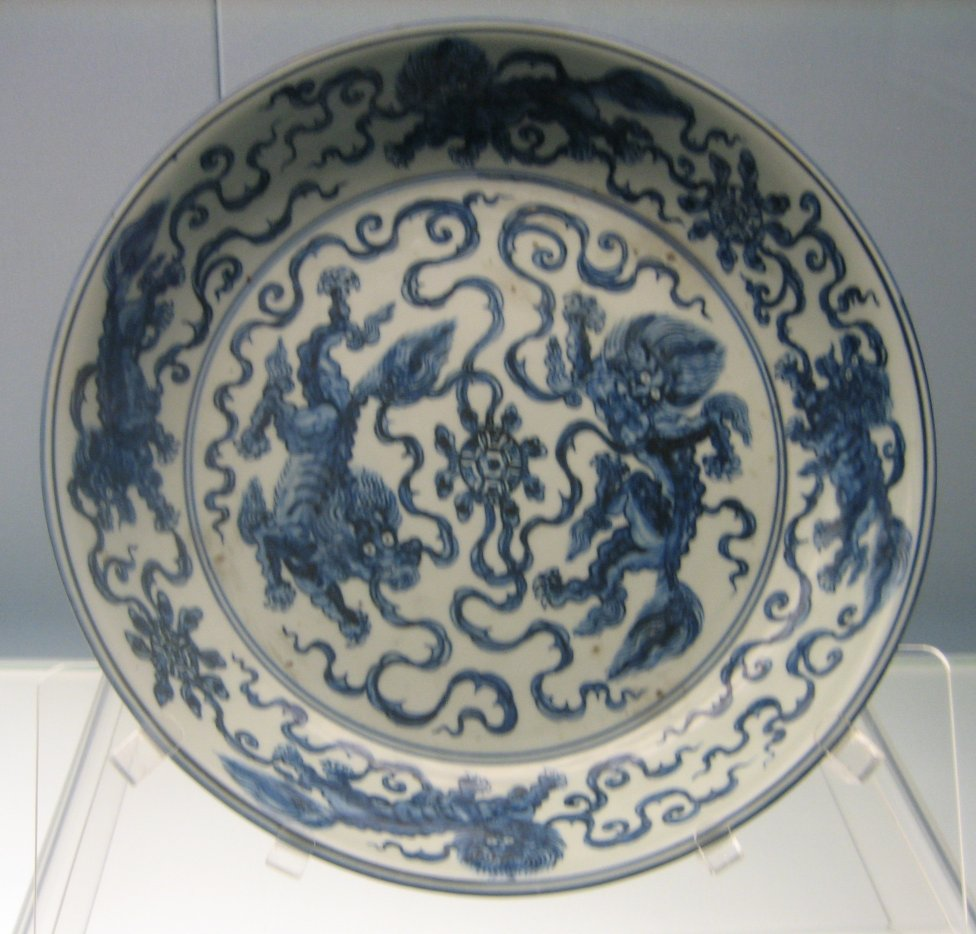
Đĩa với thiết kế màu xanh nhạt của hai con sư tử đang chơi bóng, đồ sứ Jingdezhen, giữa thế kỷ 15, Bảo tàng Thượng Hải

Singapore có tên từ các từ tiếng Mã Lai singa (sư tử) và pora (thành phố / pháo đài), lần lượt là từ tiếng Tamil-tiếng Phạn சிங்க singa ंह ंह ंह ंह ṃ ṃ a a a a a ] Theo Biên niên sử Mã Lai, tên này được đặt bởi một hoàng tử Mã Lai ở Sumatra thế kỷ thứ 14 Sang Nila Utama, người, trên ngọn hải đăng sau cơn giông bão, phát hiện ra một con linh thú dường như là một con sư tử trên bờ (có thể ông đã nhầm lẫn với loài hổ). Sư tử cũng là biểu tượng chính thức của Singapore.

### Ở châu Âu

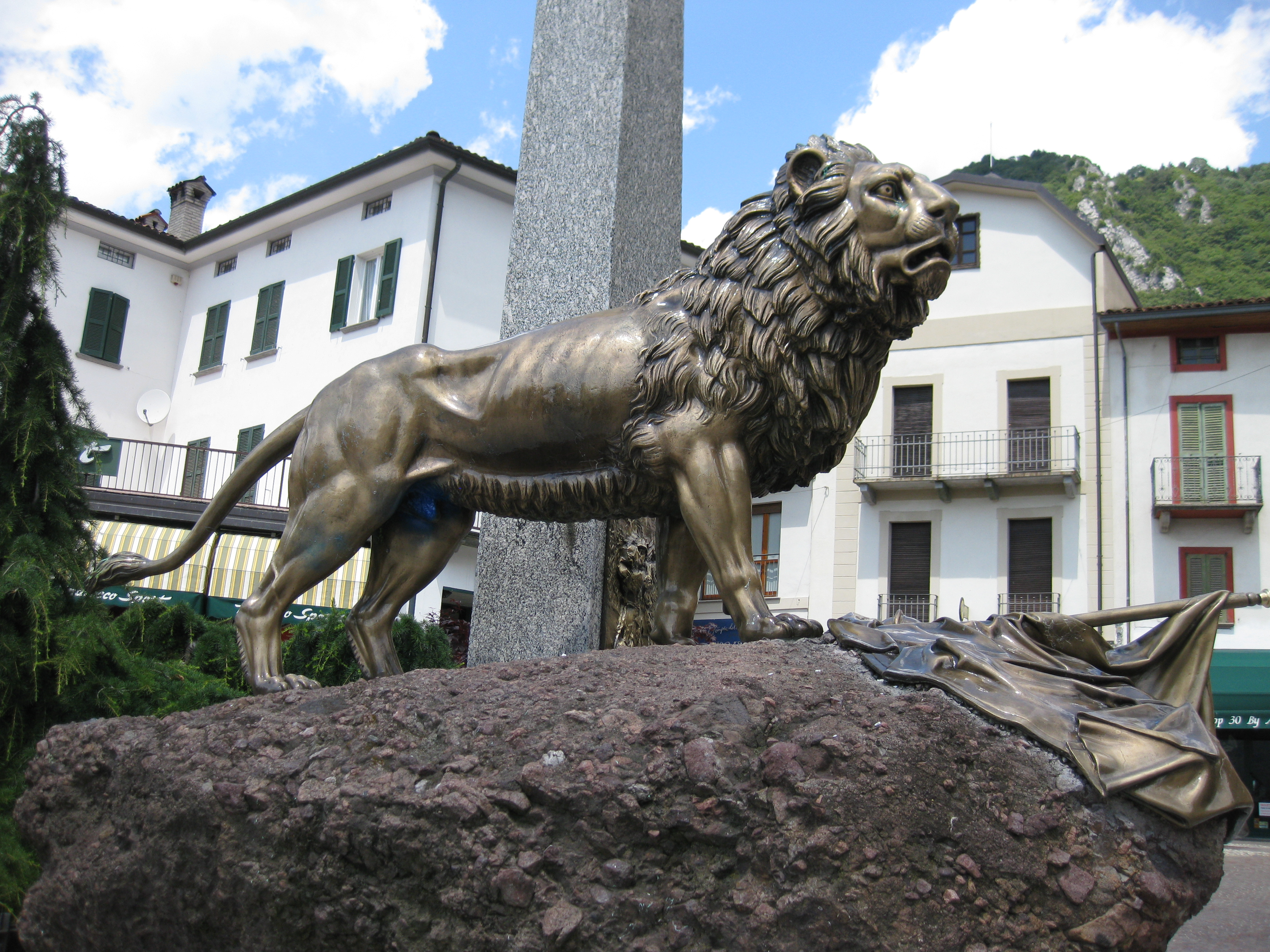
Tượng sư tử ở Barzio, Ý.

Sư tử là đề tài được sử dụng rộng rãi trong điêu khắc và tạc tượng để tạo ra cảm giác cao quý hay hùng dũng, đặc biệt là ở những công trình xây dựng công cộng. Tượng sư tử đáng chú ý bao gồm những bức quanh tượng đô đốc Nelson ở quảng trường Trafalgar ở Luân Đôn. Các nhóm tượng khác là bốn con sư tử bảo vệ lối vào của cầu Britannia vượt qua eo biển Menai ở Wales.
Sư tử được sử dụng như một biểu tượng của các đội thể thao, từ các đội bóng đá như các đội tuyển Anh, Scotland và Singapore đến các câu lạc bộ nổi tiếng như Detroit Lions của NFL, Chelsea F.C. và Aston Villa ở giải bóng đá Ngoại hạng Anh, Eintracht Braunschweig của Bundesliga, và nhiều câu lạc bộ nhỏ hơn trên khắp thế giới.

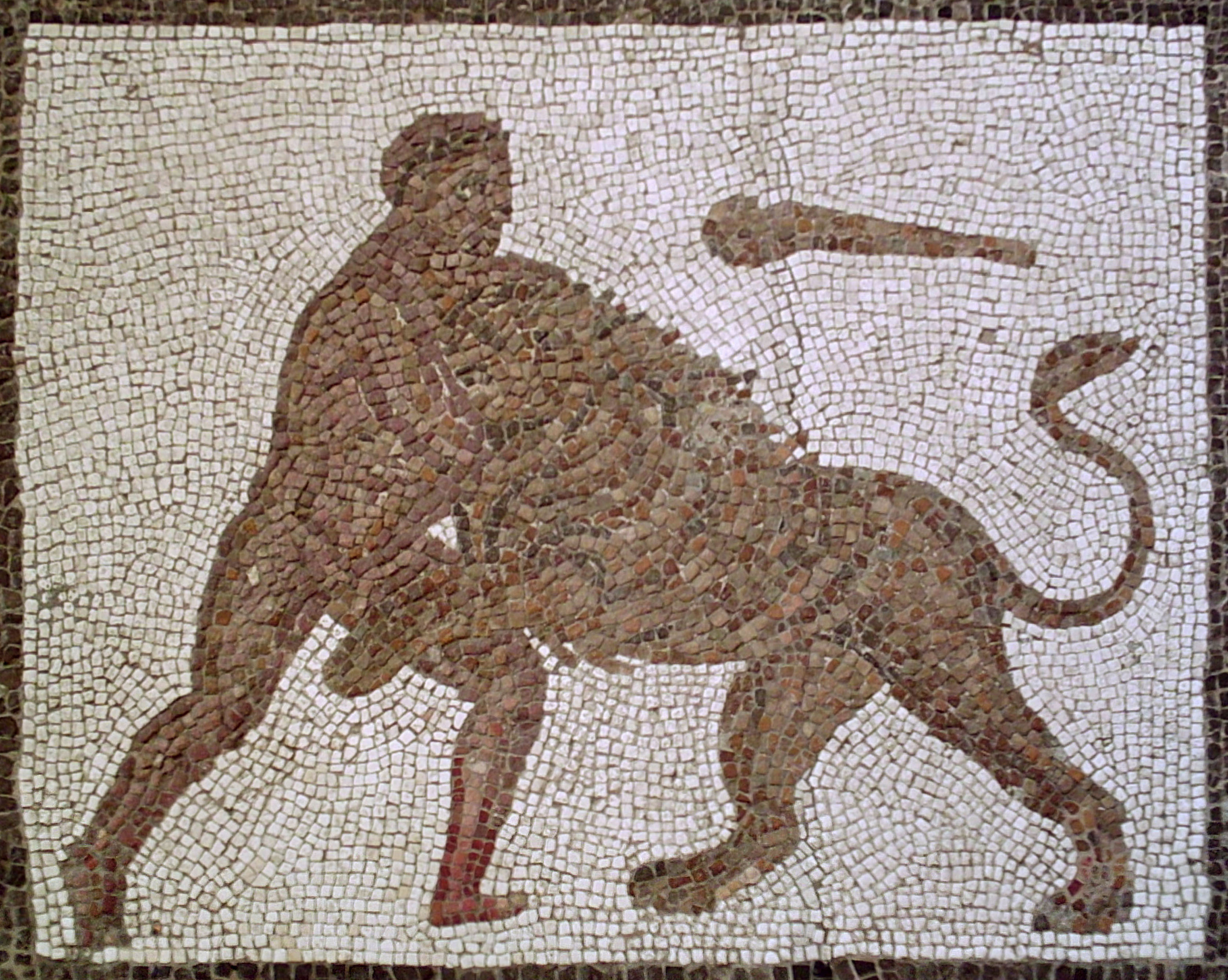
Heracles giết sư tử Nemean. Chi tiết một bức tranh khảm La Mã từ Llíria (Tây Ban Nha).

Sư tử tiếp tục xuất hiện trong văn học hiện đại với tư cách là những nhân vật bao gồm Aslan lộn xộn trong The Lion, Witch and the Wardcoat và theo dõi những cuốn sách từ loạt The Chronicles of Narnia được viết bởi CS Lewis, và Lion Cowlyly Lion trong Phù thủy Frank tuyệt vời của xứ Oz. Biểu tượng sư tử đã được sử dụng từ sự ra đời của điện ảnh; một trong những con sư tử mang tính biểu tượng và được công nhận rộng rãi nhất là Leo, là linh vật của hãng phim Metro-Goldwyn-Mayer (MGM) từ những năm 1920. Thập niên 1960 chứng kiến sự xuất hiện của nữ hoàng sư tử Kenya Elsa trong bộ phim Sinh ra tự do, dựa trên cuốn sách thực tế cùng tên. Vai trò của sư tử với tư cách là vua của các loài thú đã được sử dụng trong phim hoạt hình, chẳng hạn như bộ phim hoạt hình năm 1994 của Walt Disney Pictures The Lion King. Ngoài ra sư tử còn xuất hiện trong các rạp xiếc như nhân vật chính sư tử xiếc 4 tuổi Goliath The Lion cùng các nhân vật phụ là sư tử xiếc Franco The Fantastic (trong tập Goliath The Great) và sư tử xiếc Hercules (trong tập Princess For A Day) của loạt phim truyền hình thiếu nhi Jojo's Circus do Coffee Studios và Cartoon Pizza sản xuất.

## Hình ảnh

Sư tử tại Thảo cầm viên Sài GònSư tử tại Thảo cầm viên Sài Gòn
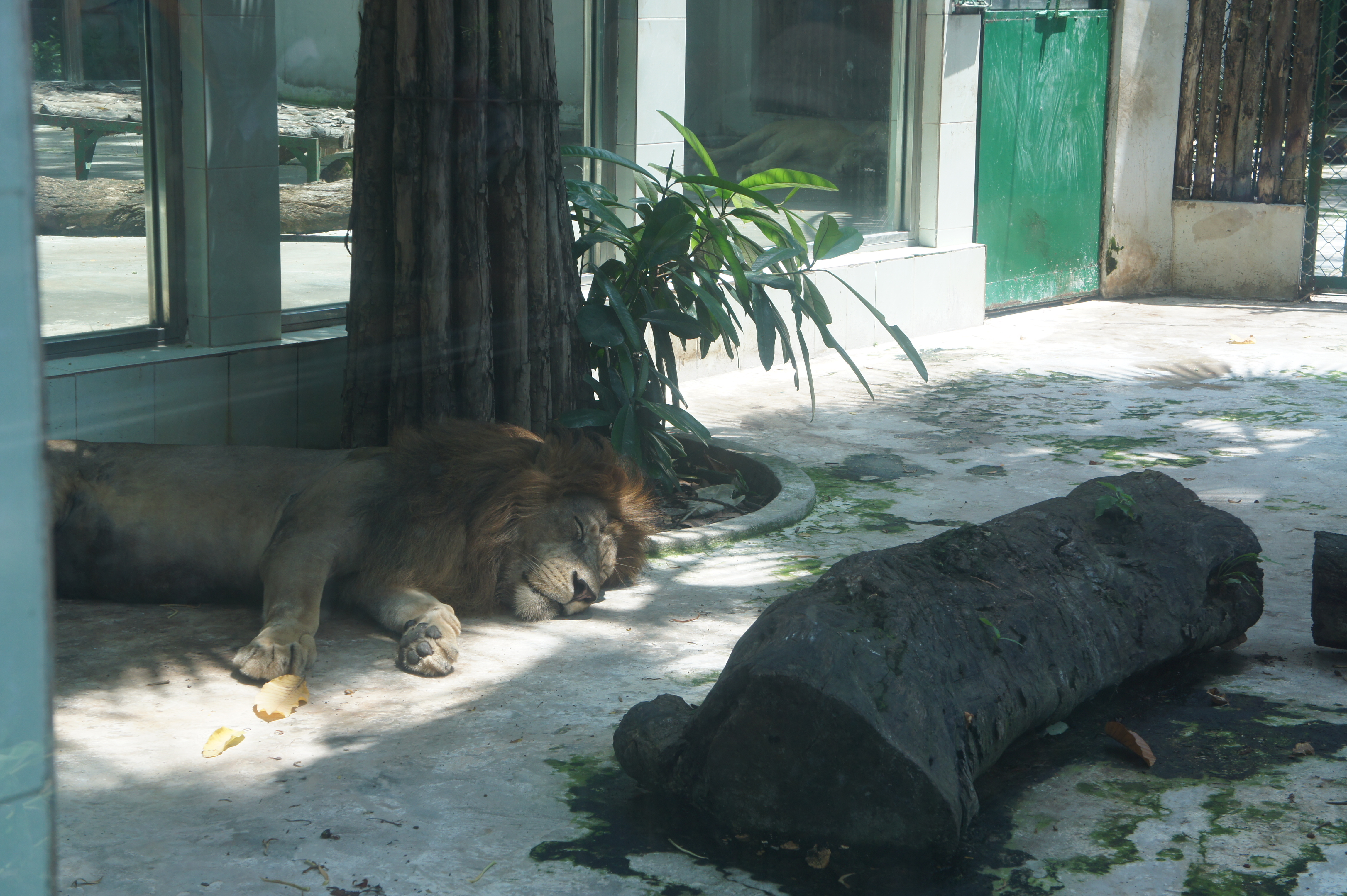
Sư tử tại Thảo cầm viên Sài Gòn
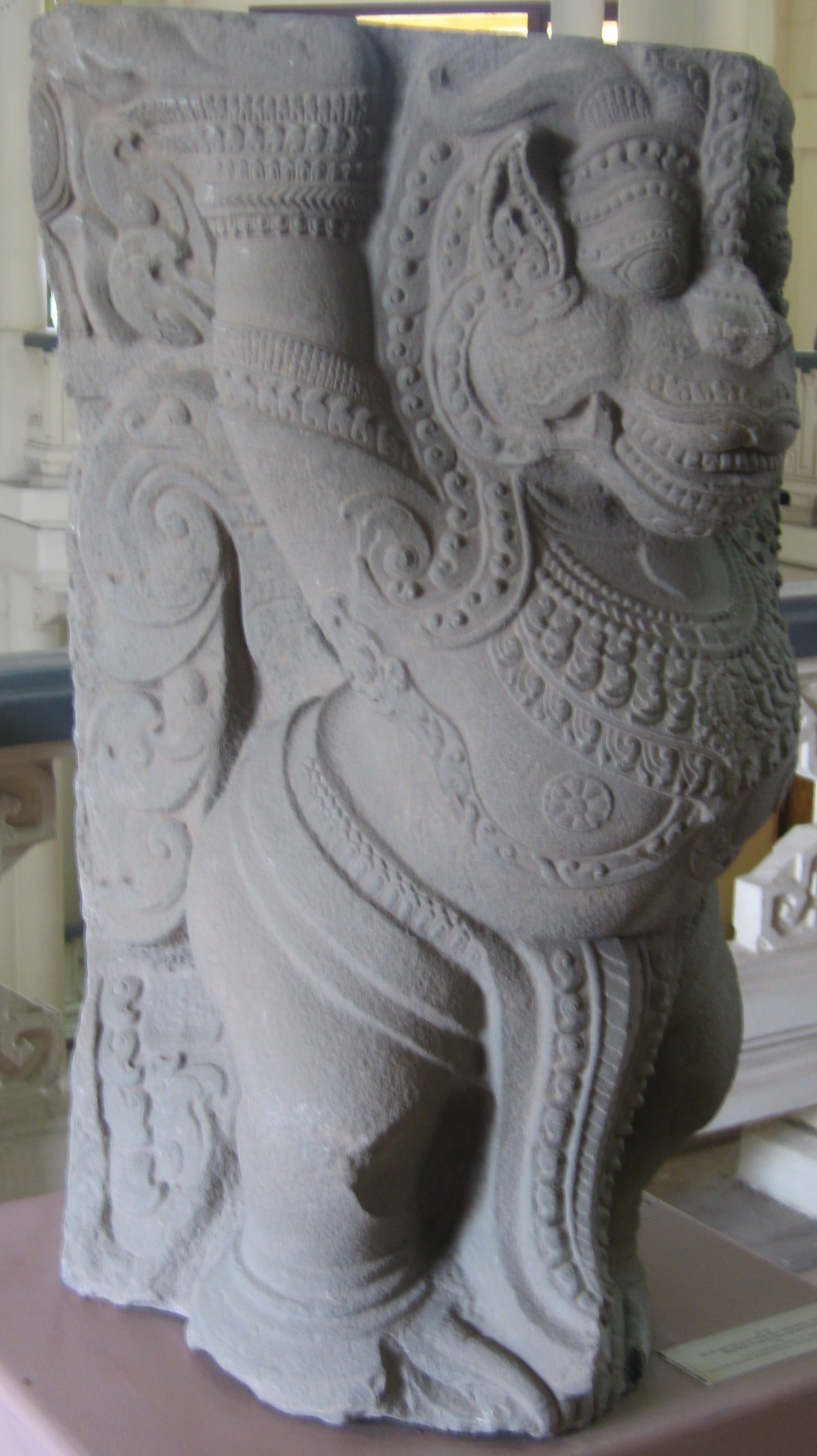
Sư tử tại Đại Nam, Trang trí chân cột tháp Chàm giữa thế kỷ XIII
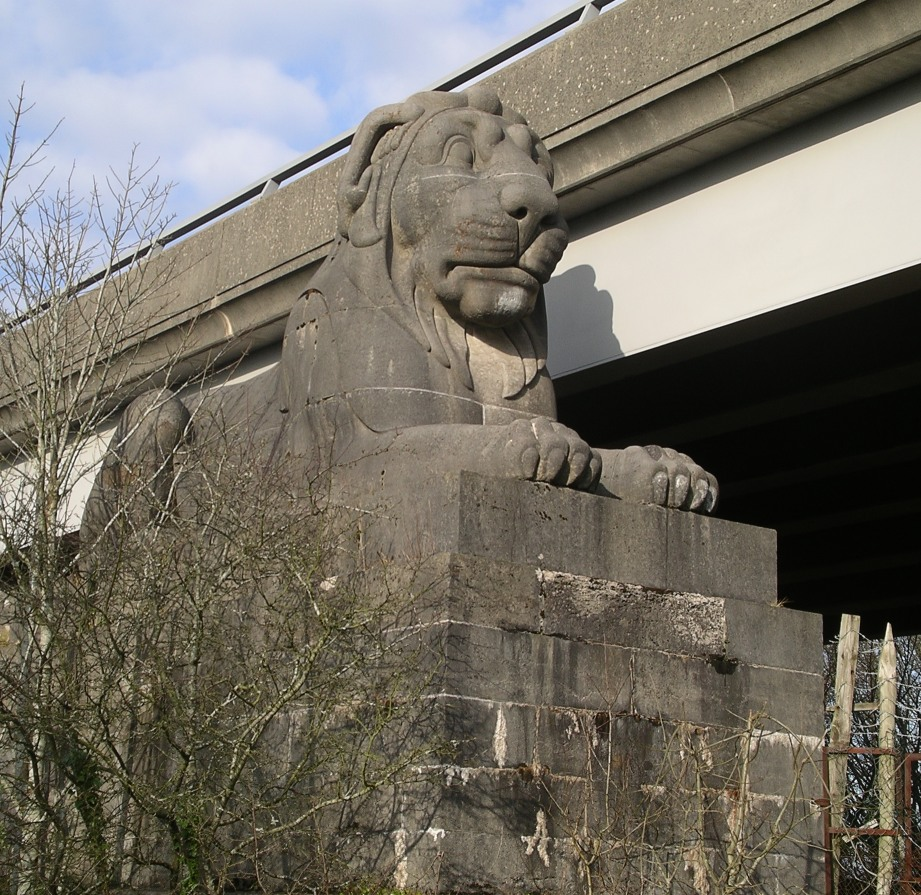
Tượng đài sư tử ở cầu Britannia, Xứ Wales
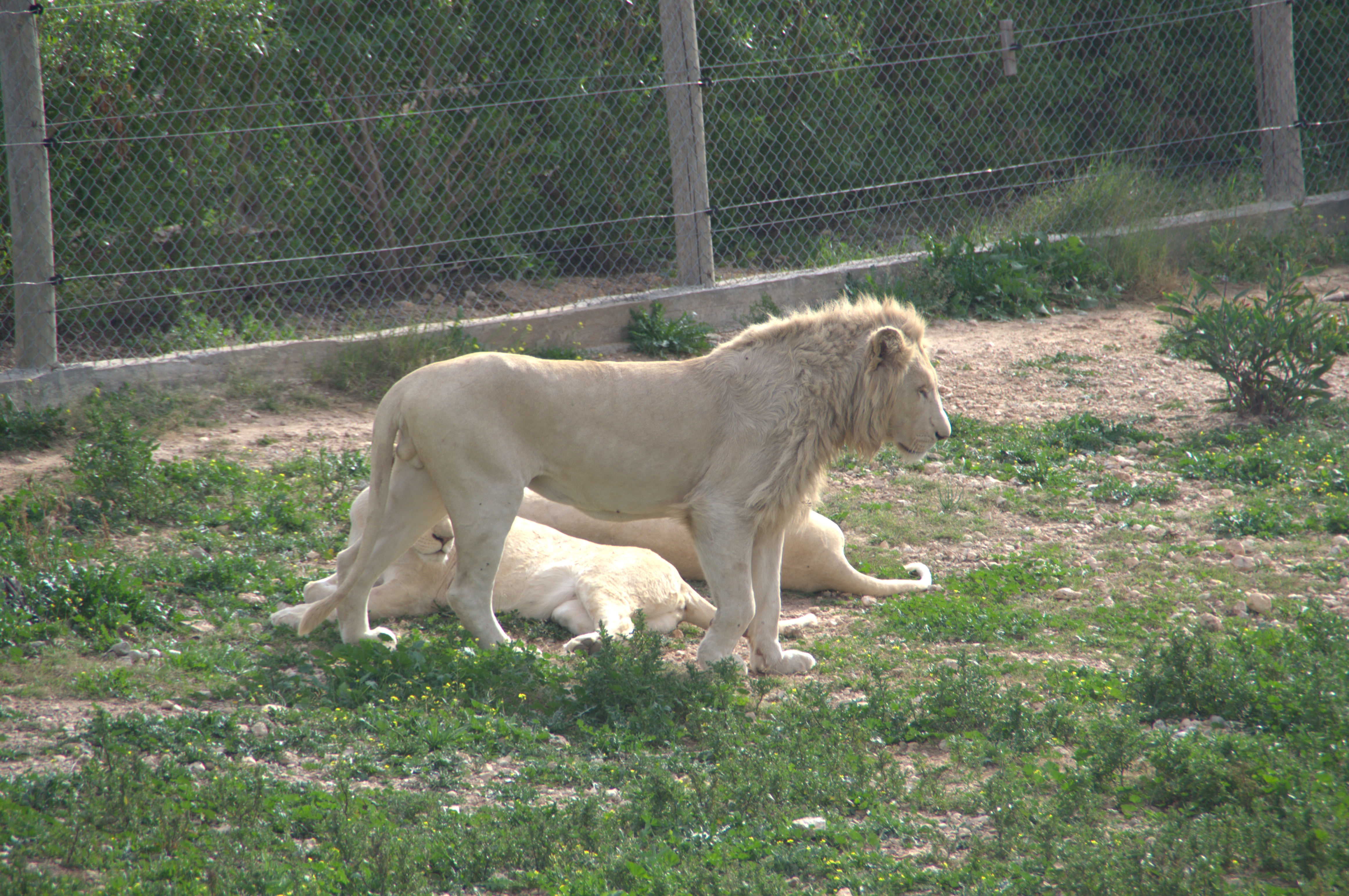
Sư tử trắng trong Sở thú tại Tunesia
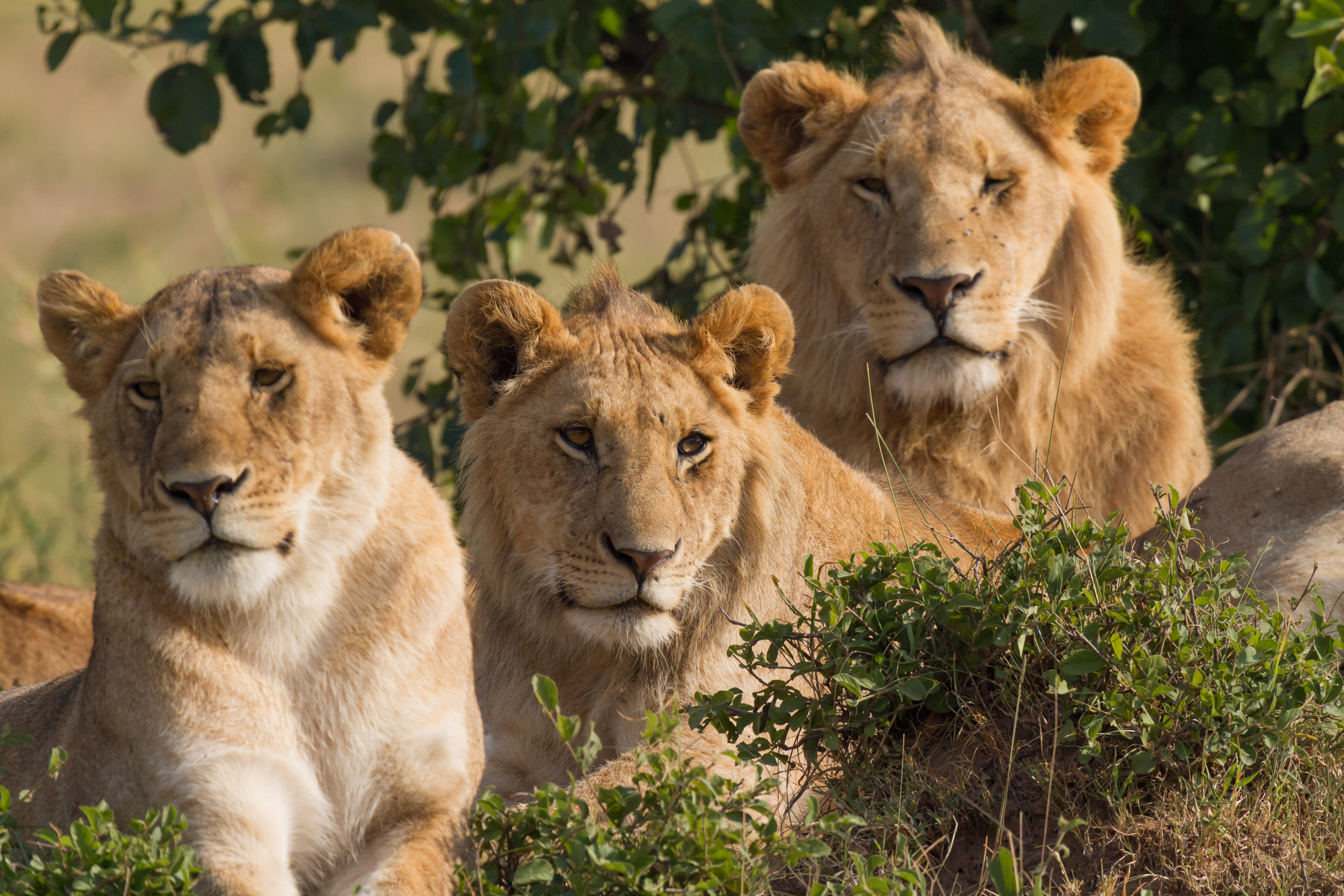
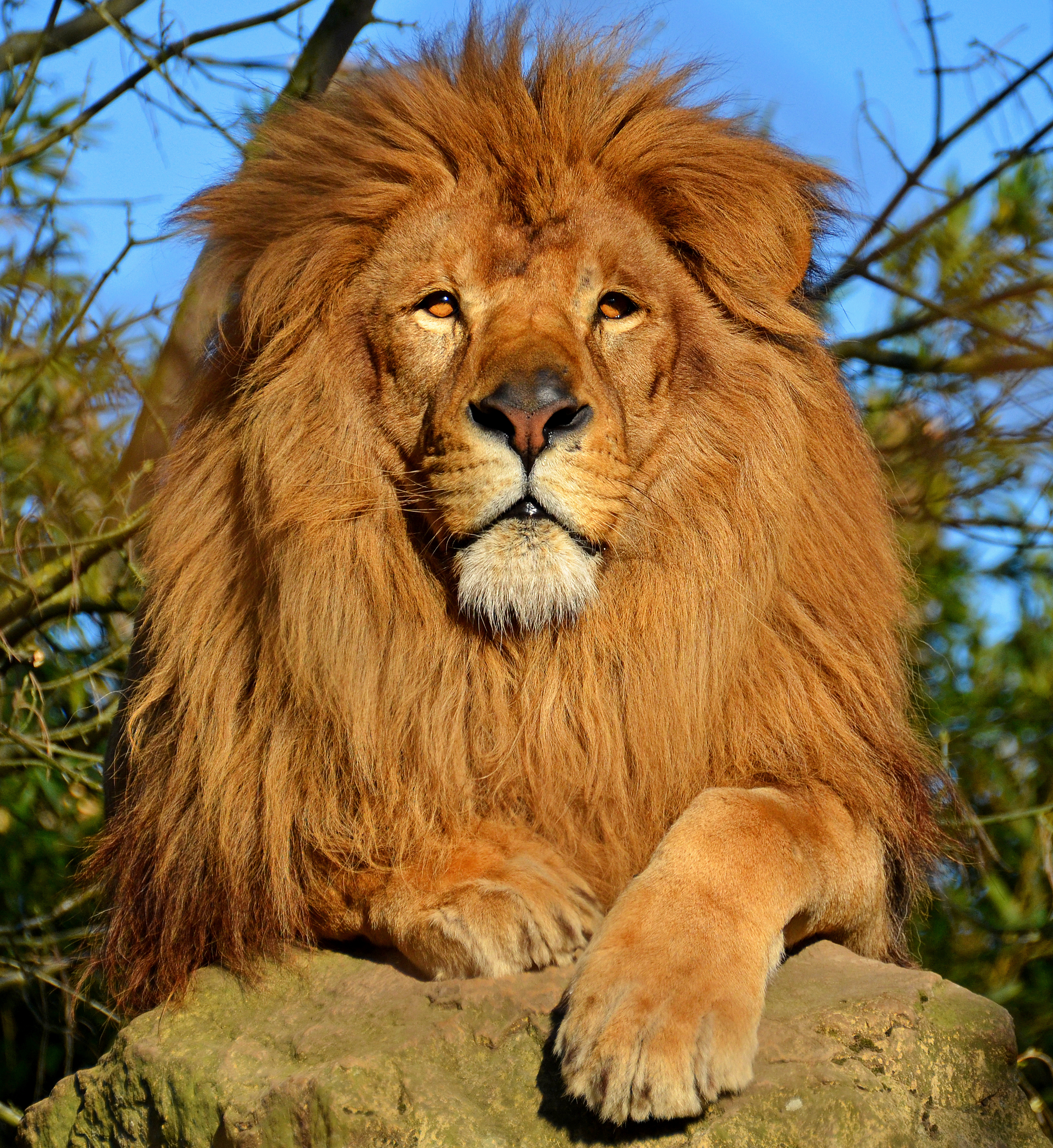
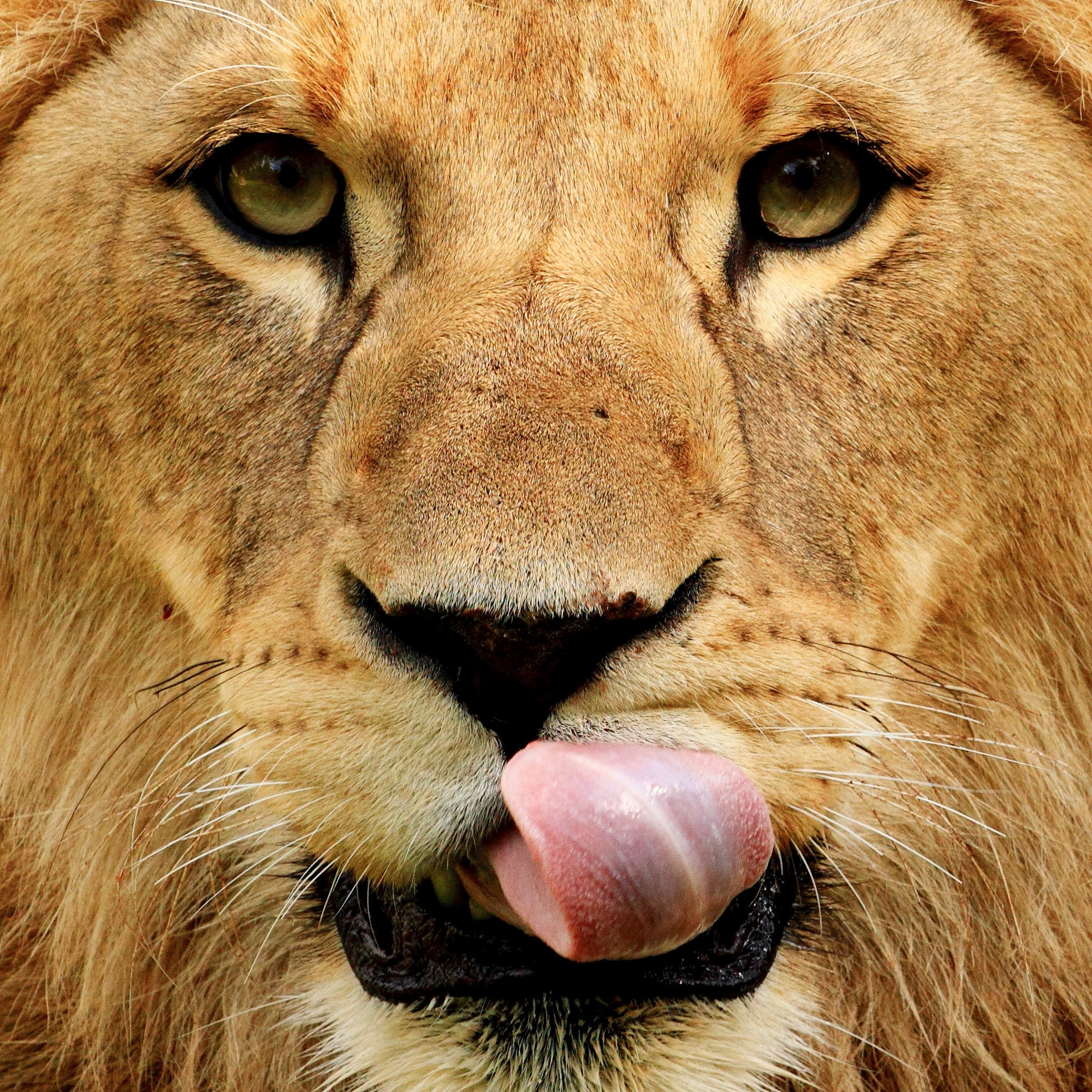
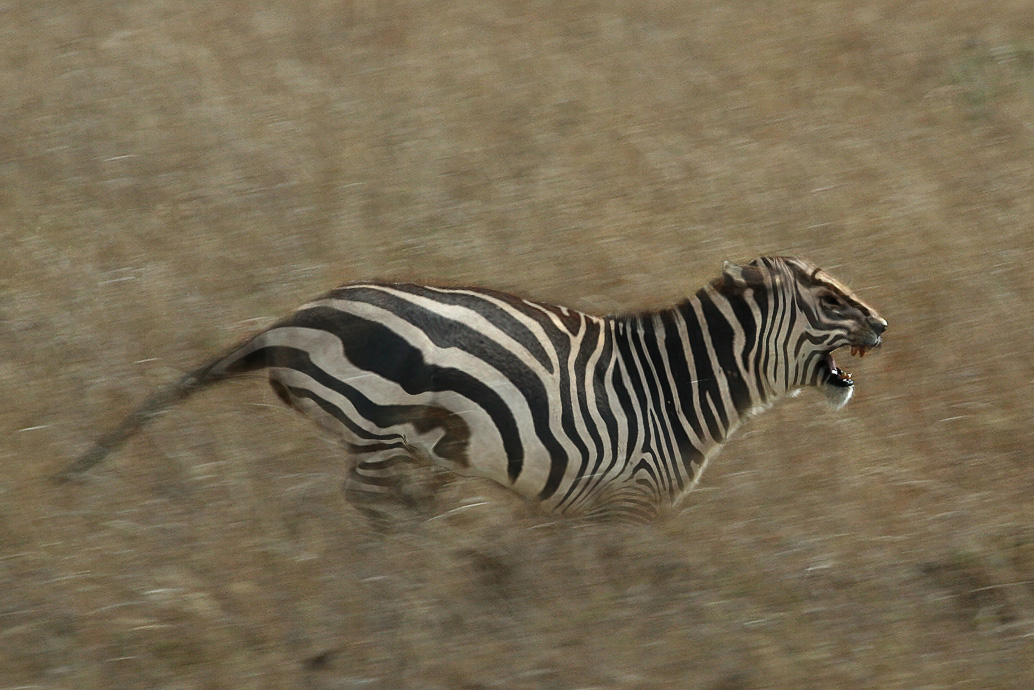
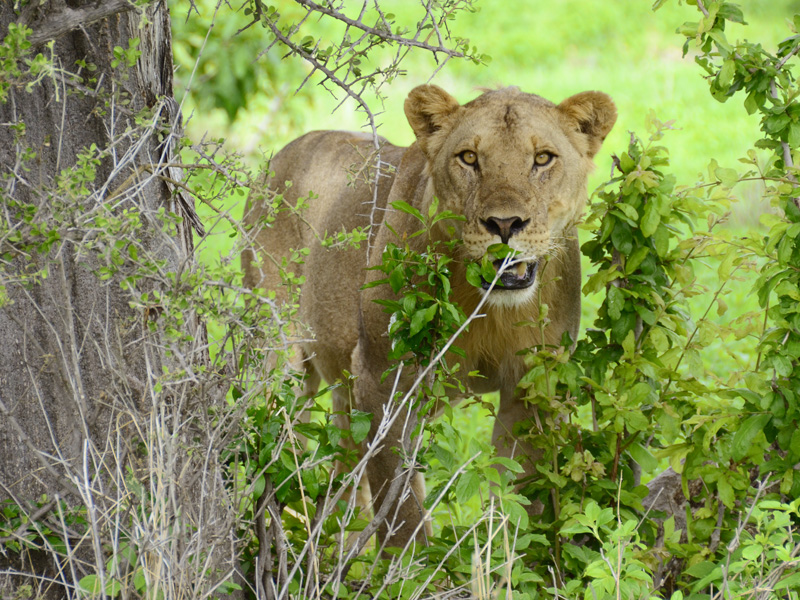
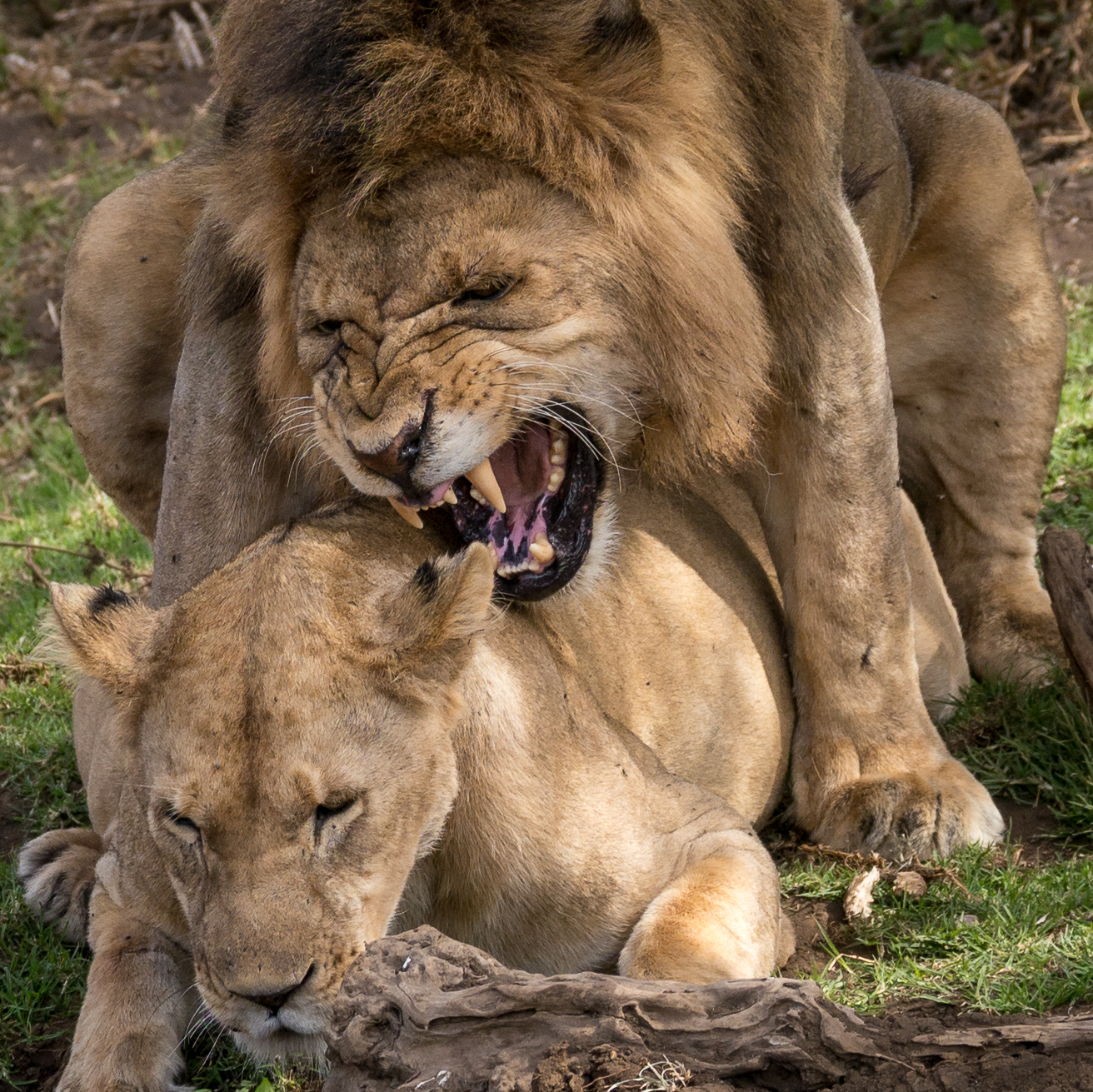